# 6区 (パリ)

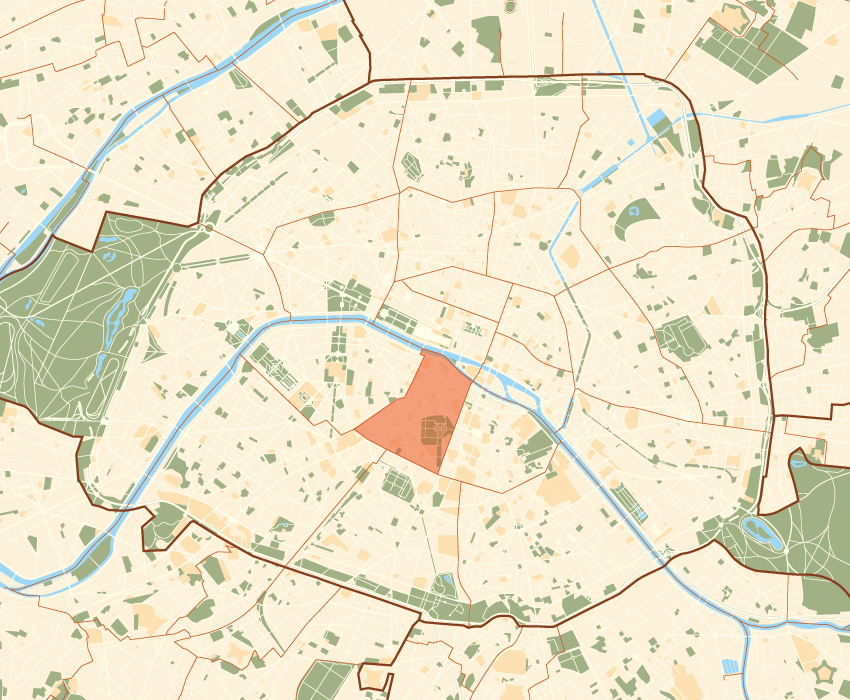
パリ・6区の位置

パリの6区  (6く、仏: 6e arrondissement de Paris) は、フランスの首都・パリ市を構成する20の行政区のひとつである 。第6区、パリ6区ともいう。市のほぼ中央、1区の南に位置しており、セーヌ川の南岸に面している。

## 概要

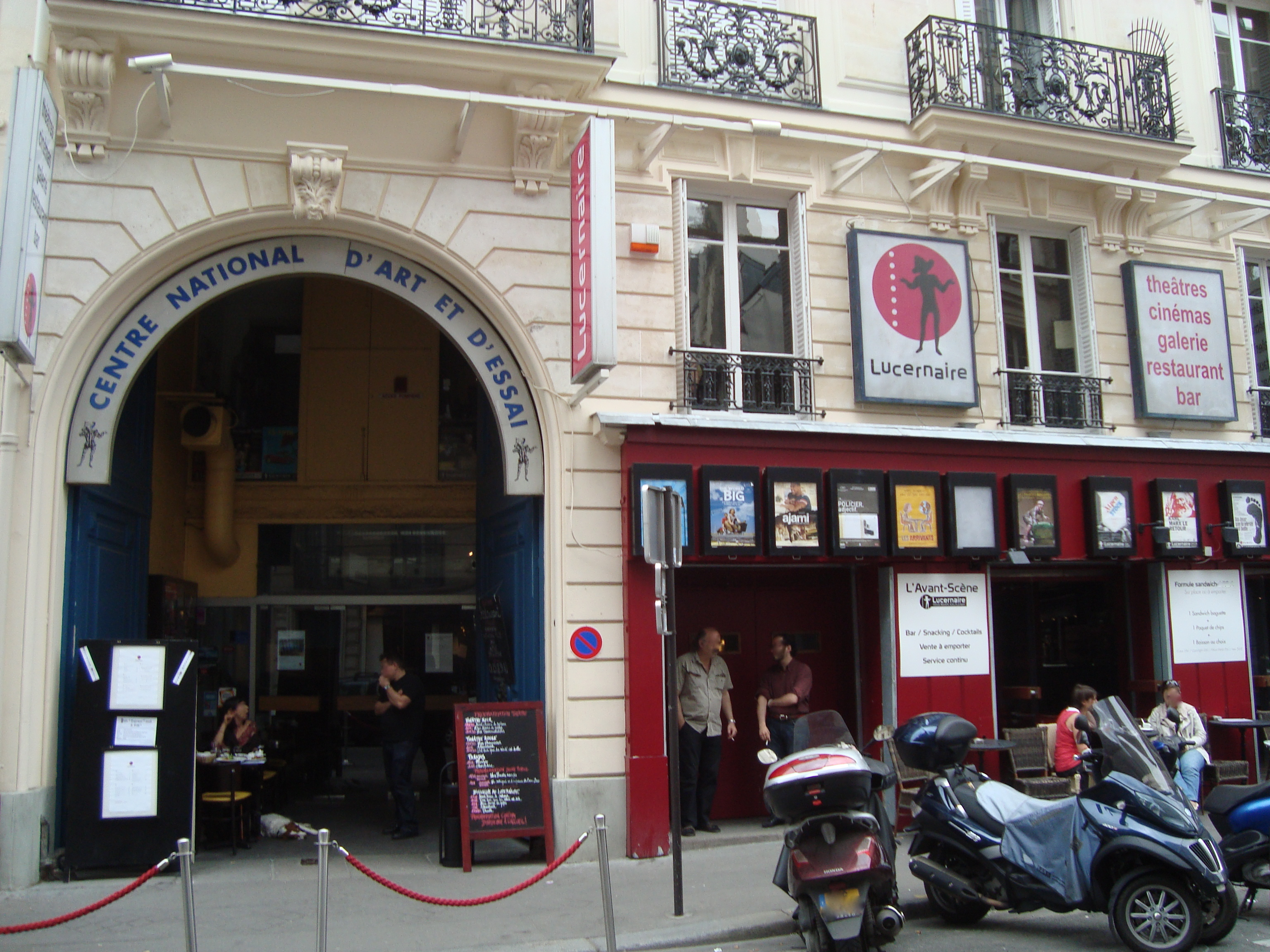
The cultural center Le Lucernaire. Façade 53 rue Notre-Dame-des-Champs, quartier Notre-Dame-des-Champs.
(ル・ルセルネール : モンパルナス至近にある、3つの劇場ないし映画館, ギャラリー, 小書店, レストラン, カフェバー等を備えた施設)

パリの6区は、市のほぼ中央にある行政区。「リュクサンブール区 (Arrondissement du Luxembourg)」と呼ばれることもある。セーヌ川の南岸に面しており、ルーヴル美術館の対岸にあたる区域である。人口は、44,919人 (1999年。人口の推移等詳細については後述）。
区の名称は、市の中央部から時計回りに螺旋を描くようにして各区に付けられた番号を基にしており、当区はその6番目にあたることから、「6区」と名づけられた。5区から6区にかけての地域はカルチエ・ラタンと呼ばれ、大学など多くの高等教育機関が立地し、古くから学生街として知られている。6区には、国立高等美術学校（ボザール）、パリ第2大学（パンテオン・アサス）などがある。ほかに主要な施設としては、リュクサンブール宮殿 (元老院 (フランス上院))、サン＝シュルピス教会、フランス学士院などがある。
なお、セーヌ川に沿った地域は、「パリのセーヌ河岸」として世界遺産に登録されている。
6区は街並みの景観の良さや注目すべき建築物の存在、そして伝統的に知的文化の中心地であり、なおかつパリの中心部に位置していることから、長きに渡ってフランスの知識人が多く住まう区であった。加えて今日では画廊やファッション・ブティックが多く立地しており、パリの中でも最も地価の高い地区のひとつであり、住民の収入額がパリで最も高い区のひとつでもある。5区、7区などとともに「セーヌ左岸」に属する。

## 地理

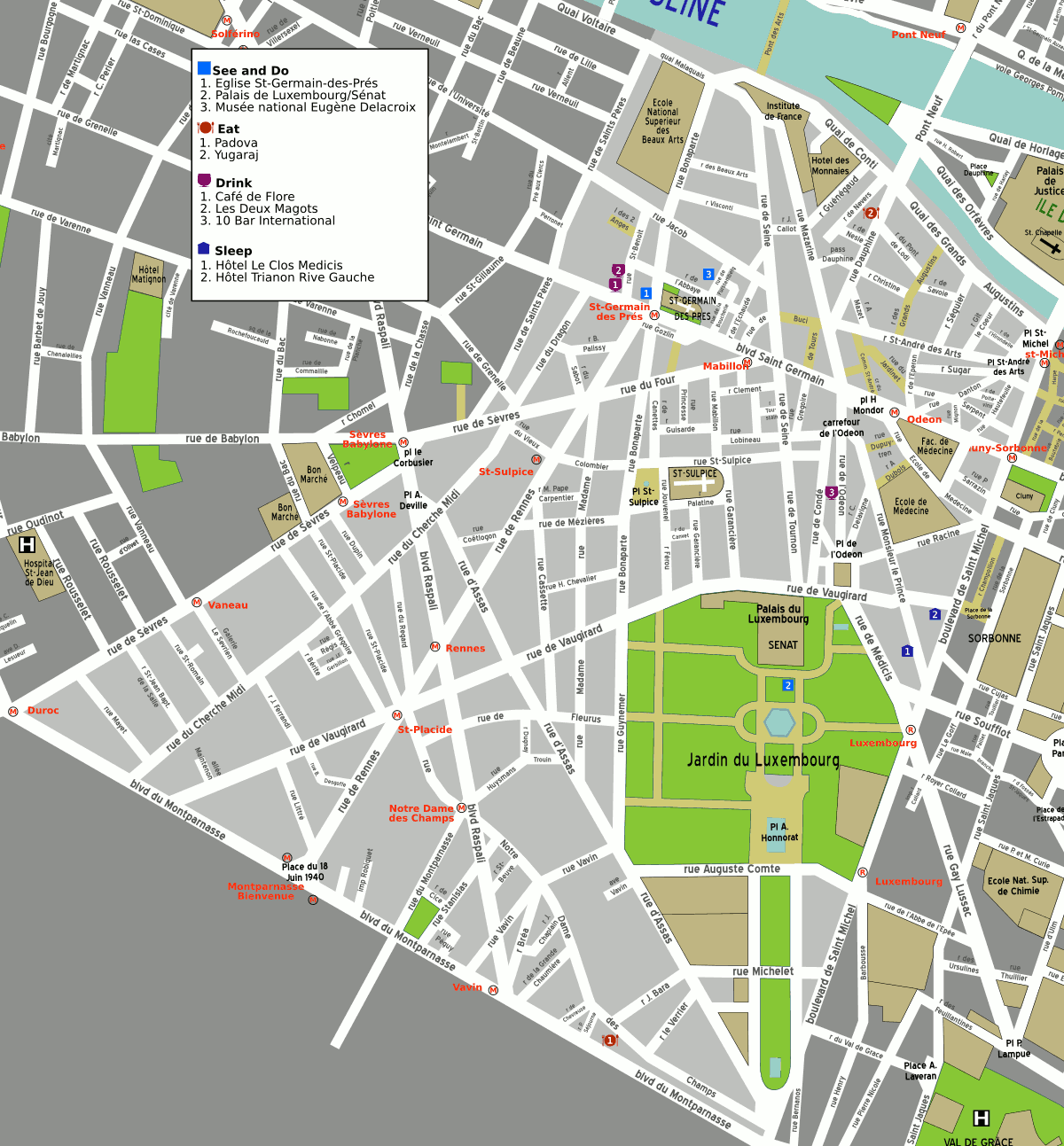
パリ・6区の詳細地図

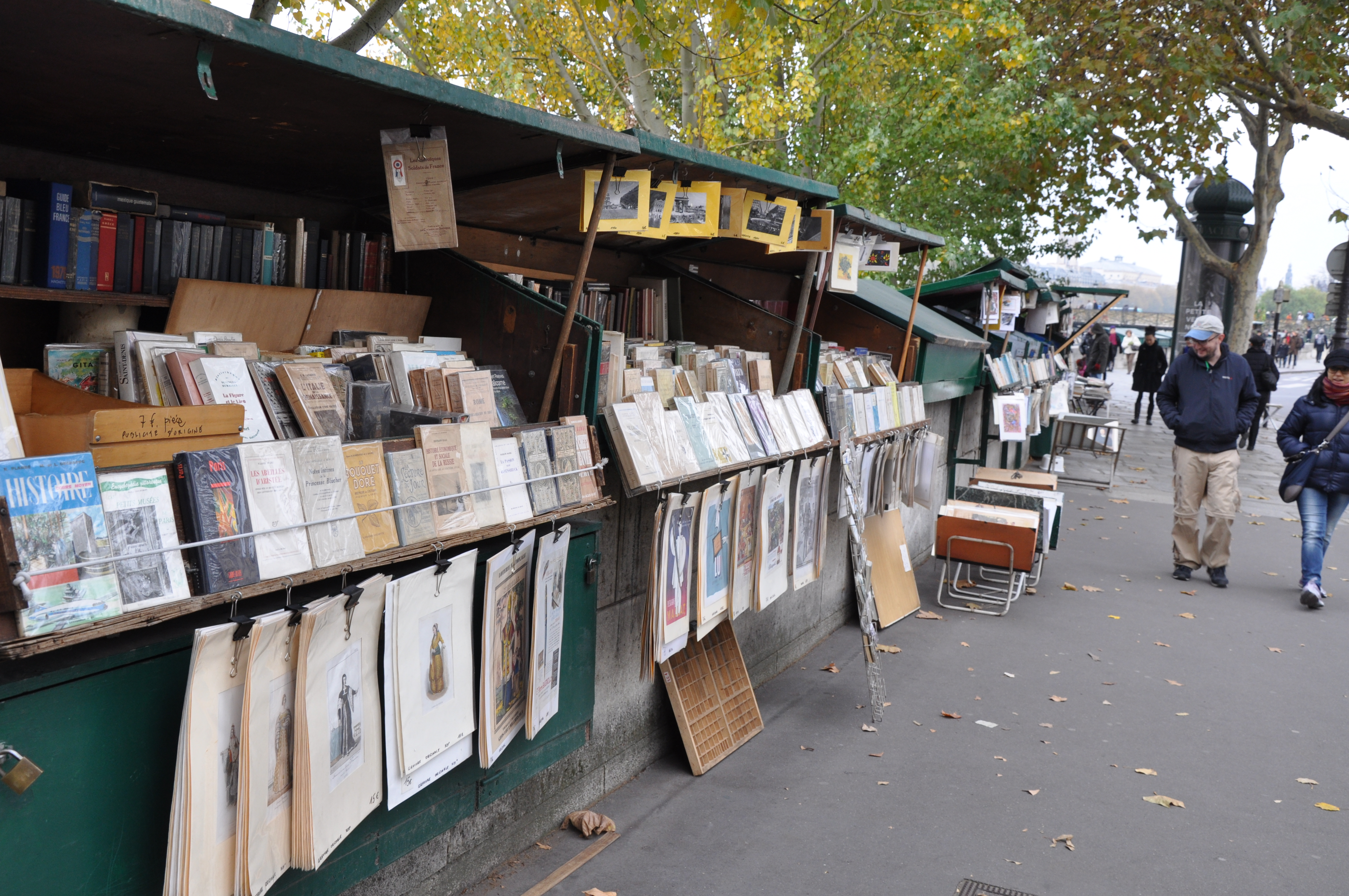
Bouquiniste sur le マラケ河岸（ブキニスト：セーヌ川両岸、左岸であれば5区トゥルネル河岸から7区ヴォルテール河岸にかけて見られる、中古本、稀覯書等を取り扱う古書屋）

6区は、パリのほぼ中央部、1区の南に位置しており、セーヌ川の南岸に面している。面積は2.15 平方キロメートルで、20区のうちで5番目に面積が小さい。
北は、セーヌ川を挟んで、同じパリの行政区である1区に接している。南は、"芸術の街" モンパルナス地区のある14区及び15区に接している。西は7区に接し、東は5区に接している。
"カルチエ・ラタン" は5区と6区にまたがり形成され、モンパルナス地区にも近いほか、サン＝ジェルマン＝デ＝プレ地区にはサン＝ジェルマン＝デ＝プレ教会や、ノートルダム大聖堂に次ぎパリで2番目の規模を持つサン＝シュルピス教会が位置している。

### 隣接する自治体（行政区）
- パリの行政区のうち、以下の区。
  - 1区、5区、7区、14区、15区。

### 地区（カルチェ）

パリ・6区のカルチエ詳細図

パリの行政区は、それぞれ4つの地区（カルチェ）に区分されている。6区を構成する4地区のコードと名称は、次のとおりである。
- 21 - モネ地区 (Quartier de la Monnaie)
- 22 - オデオン地区 (Quartier de l'Odéon)
- 23 - ノートル＝ダム＝デ＝シャン地区 (Quartier Notre-Dame-des-Champs)
- 24 - サン＝ジェルマン＝デ＝プレ地区 (Quartier de Saint-Germain-des-Prés)

## 住民

### 人口
6区の人口は、1911年に102,993人となり、ピークに達した。しかし、その後は減少を続け、1999年には半分以下の44,919人となった。2005年の推計では45,200人と見積もられており、人口の回復が見込まれている。
また、人口の減少とともに人口密度も減り続けており、1999年の人口密度は、ピーク時の半分以下の20,854人となっている。人口の推移の詳細は、次のとおりである。
| 年     | 区人口  | 市人口    | 区人口／市人口 | 区人口密度 | 市人口密度 | 備考                   |
| ------ | ------- | --------- | -------------- | ---------- | ---------- | ---------------------- |
| 1872年 | 90,288  | 1,851,792 | 4.88%          | 41,916     | 21,303     |                        |
| 1911年 | 102,993 | 2,888,110 | 3.57%          | 47,815     | 33,225     | 人口がピークに達する。 |
| 1954年 | 88,200  | 2,850,189 | 3.09%          | 40,947     | 32,788     |                        |
| 1962年 | 80,262  | 2,790,091 | 2.88%          | 37,262     | 32,097     |                        |
| 1968年 | 70,891  | 2,590,771 | 2.74%          | 32,911     | 29,804     |                        |
| 1975年 | 56,331  | 2,299,830 | 2.45%          | 26,152     | 26,457     |                        |
| 1982年 | 48,905  | 2,176,243 | 2.25%          | 22,704     | 25,035     |                        |
| 1990年 | 47,891  | 2,152,423 | 2.22%          | 22,234     | 24,761     |                        |
| 1999年 | 44,919  | 2,125,246 | 2.11%          | 20,854     | 24,449     |                        |
| 2005年 | 45,200  | 2,166,200 | 2.09%          | 20,984     | 24,920     | 人口は推計。           |

- 注意
  - 人口密度は、1平方キロメートルあたりの人口。区人口密度は、6区の面積を2.154平方キロメートルとして算出した。また、市人口密度は、森林部（ヴァンセンヌの森、ブローニュの森）を除くパリ市全体の面積（86.927平方キロメートル）をもとに算出した。
  - 1962年から1999年までの区人口及び市人口は、フランス国立統計経済研究所のデータ （Île-de-France ）を参考とした。

## 歴史
現在の6区界隈は、幾世紀にも渡り、6世紀設立のサン＝ジェルマン＝デ＝プレ修道院の強い影響下にあった。その結果、多くの宗教団がこの地区に居を構えていた。
1612年、王妃マリー・ド・メディシスはこの地の建物を買い上げ、建築家サロモン・ド・ブロス (Salomon de Brosse) に依頼して豪華なリュクサンブール宮殿に改装させた。宮殿は広大な王室庭園に囲まれた形となっていた。この宮殿および庭園の完成の影響で、この地区はにわかにフランス上流階級の集まる上品な地区へと変貌していった。
1950年代からは区内外に高等教育機関が集中し、また著名なカフェ（カフェ・ド・フロール、ドゥ・マゴ、ラ・パレット (La Palette) など）、および出版社（ガリマール出版社、ジュリアール出版社 (Éditions Julliard)、グラッセ出版社 (Éditions Grasset) 、エロール出版社 (Éditions Eyrolles) など）が区内外に集中して、パリの中でも戦後の知的・文学的ムーブメントの歴史的中心地となった。シュールレアリスム、実存主義、および現代的なフェミニズムなどはこの地において産まれた、あるいは育まれたと言うことができよう。

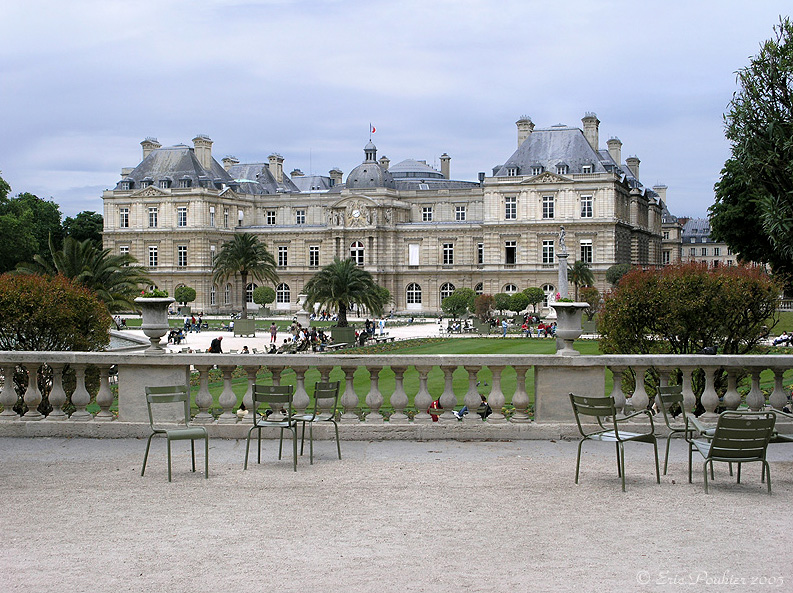
リュクサンブール宮殿

## 政治・行政・司法

### 主な官公庁・公共機関
- 元老院 (フランス上院) （Sénat） - リュクサンブール宮殿を使用している。
- パリ造幣局 （Hôtel des Monnaies）

- 第6区役所 （Mairie du 6e arrondissement） - サン＝シュルピス広場の西側にある。

## 経済

### 主な店舗・商業施設
カフェ・ブラッスリー・レストラン
- ル・プロコープ（Le Procope）

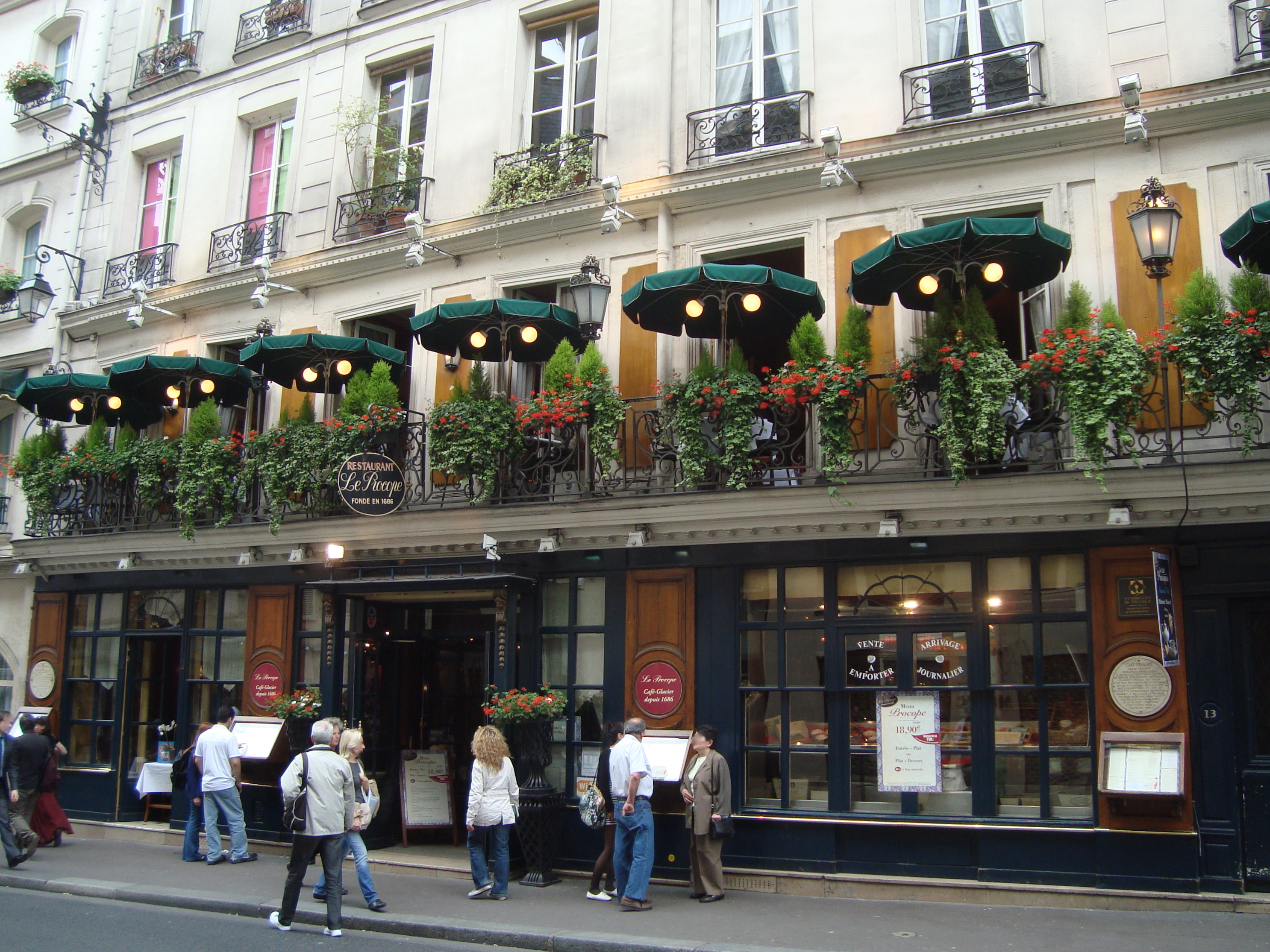
ル・プロコップ

  - 1686年開業のパリで最も古いカフェ。ヴォルテール、ロベスピエール、ヴィクトル・ユーゴーなどは常連客だった。地下鉄メトロのオデオン駅に近く、モネ地区(乃至カルチエ・ラタンの)アンシエンヌ＝コメディ通り (Rue de l'Ancienne-Comédie) 沿いにある[4][5]。
- カフェ・ド・フロール（Café de Flore）
  - サルトルが書斎として利用したカフェ[6]。サン＝ジェルマン＝デ＝プレ地区のサン＝ジェルマン＝デ＝プレ広場周辺界隈にある。
- リップ（Lipp）
  - ヘミングウェイの作品『移動祝祭日』の舞台となったブラッスリー[7]。サン＝ジェルマン＝デ＝プレ地区のサン＝ジェルマン＝デ＝プレ広場周辺界隈にある。
- レ・ドゥ・マゴ（Les Deux Magots）
  - サルトルやボーヴォワールなどに愛されてきたカフェ[8]。サン＝ジェルマン＝デ＝プレ地区のサン＝ジェルマン＝デ＝プレ広場周辺界隈にある。日本では、渋谷の文化村でカフェを、渋谷東横のれん街や二子玉川でブーランジュリーを、それぞれ業務提携で展開している[9]。
- ラ・ロトンド（La Rotonde）
  - 同様にピカソ、モディリアーニらが集ったモンパルナス地区界隈にある1903年創業のアール・デコ調のレストランないしブラッスリー。モンパルナス大通りとラスパイユ大通りとのヴァヴァン交差点 (現 パブロ＝ピカソ広場) 界隈にある。メトロのヴァヴァン駅近く。界隈の14区側にはル・ドーム、ラ・クーポールなどがある。
- ル・セレクト（Le Select）
  - 同様にピカソ、フィッツジェラルド、ヘミングウェイらが集ったモンパルナス地区にある1923年創業のブラッスリー。ヴァヴァン交差点 (現 パブロ＝ピカソ広場) 界隈にある。
- ラ・クロズリー・デ・リラ（La Closerie des Lilas）
  - 同様にモネ、ルノワールら印象派からピカソ、モディリアーニ、サルトルらが、特に米国人のフィッツジェラルド、ヘミングウェイ、ヘンリー・ミラーらが集ったことでも知られる1847年創業のブラッスリー。モンパルナス大通りとリュクサンブール庭園南側オプセルヴァトワール大通りとの交差点界隈にある。ラ・ロトンドなどと同様、モンパルナスの文化人らが集っていた。第一次世界大戦後、サン＝ジェルマン＝デ＝プレに開店した上記カフェ・ド・フロールに人の波が移りかつて程の輝きは無くなったとのこと[10]。

パティスリー
- ラデュレ（Ladurée）
  - 8区ロワイヤル通り (Rue Royale) 16番地にある本店の他、シャンゼリゼ大通り (Avenue des Champs-Élysées) 75番地や、6区ボナパルト通り (Rue Bonaparte) 21番地のほか、新宿や銀座の他、2018年に表参道（南青山5丁目交差点）に路面店が設けられるなど日本も含めた海外店舗がある。
- ラ・メゾン・デュ・ショコラ（La Maison du Chocolat）
  - 1977年10月、8区フォーブール＝サントノレ通り (Rue du Faubourg-Saint-Honoré) 225番地で開店した。6区内では、メトロ セーヴル＝バビロヌ駅最寄りのル・コルビュジエ広場界隈、セーヴル通り (Rue de Sèvres) 19番地･･等にある他、国外では、東京表参道（南青山5丁目交差点界隈）、丸の内（有楽町）･･等に店舗がある。
- ピエール・エルメ・パリ（Pierre Hermé Paris）
  - ラデュレなどと同様マカロン等で知られる1998年"東京発"のピエール・エルメの店舗。ボナパルト通り72番地や15区ヴォージラール通り (Rue de Vaugirard) 185番地、16区ポール＝ドゥメール大通り (Avenue Paul-Doumer) 58番地、1区カンボン通り (Rue Cambon) 4番地、2区オペラ大通り (Avenue de l'Opera) 39番地、シャンゼリゼ大通り、東京表参道(南青山5丁目交差点界隈)･･等に店舗がある。
- ジャン＝シャルル・ロシュー（Jean-Charles Rochoux）
  - 2004年に独立し、アサス通り (ダサス通り, Rue d'Assas）16番地に店舗がある。2018年1月、東京・南青山5丁目骨董通り界隈に海外1号店が開店した。2018年現在Wikipedia仏語版が無いように新進のショコラティエ。
- パティスリー・サダハル・アオキ・パリ（Pâtisserie Sadaharu AOKI paris）
  - 2001年ヴォージラール通り16番地に開店した。その他、5区ポール＝ロワイヤル大通り (Boulevard de Port-Royal) 56番地、7区サン＝ドミニク通り (Rue Saint-Dominique) 103番地、15区ペリニョン通り (Rue Pérignon) 25番地、9区オスマン大通り (Boulevard Haussmann) 35番地、東京ミッドタウンや丸の内（有楽町）、台北等に店舗がある。

ファッションブランド
- ソニア・リキエル（Sonia Lykiel）
  - 6区グルネル通り (Rue de Grenelle) 4番地と同サンジェルマン大通り (Boulevard Saint-Germain) 175番地、8区フォーブール＝サントノレ通り (Rue du Faubourg Saint-Honoré) 70番地、14区南側アレジア通り (Rue d'Alésia) 110-112番地等に店舗がある。グルネル通り店は 7区至近にあり、近くにはセリーヌ、クリスチャン・ルブタン、エルメス、プラダ、ボン・マルシェ百貨店、高級食材店ラ・グランド・エピスリー・ド・パリ等がある。

## 学術・研究

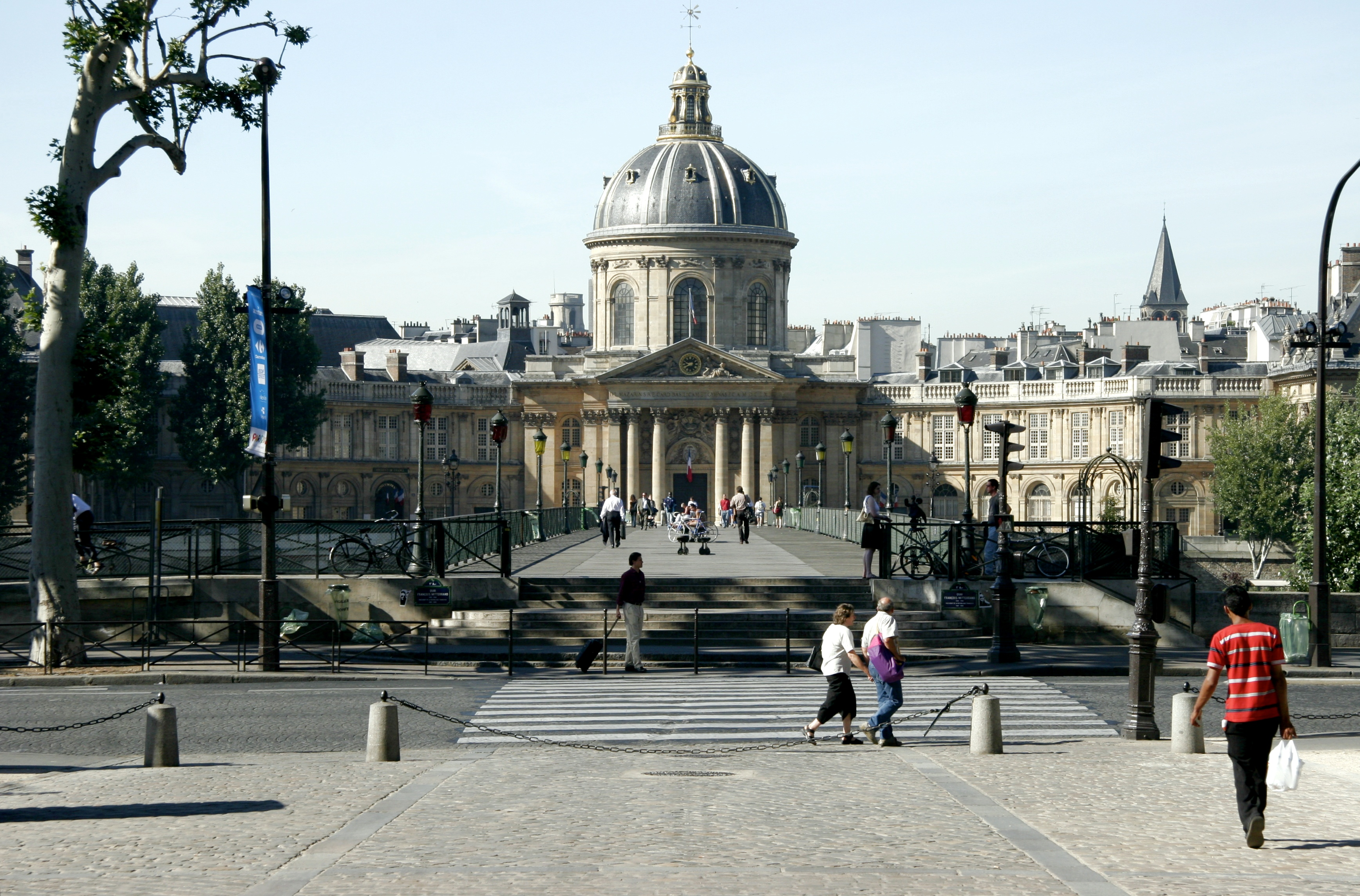
フランス学士院、右にルーブル宮殿

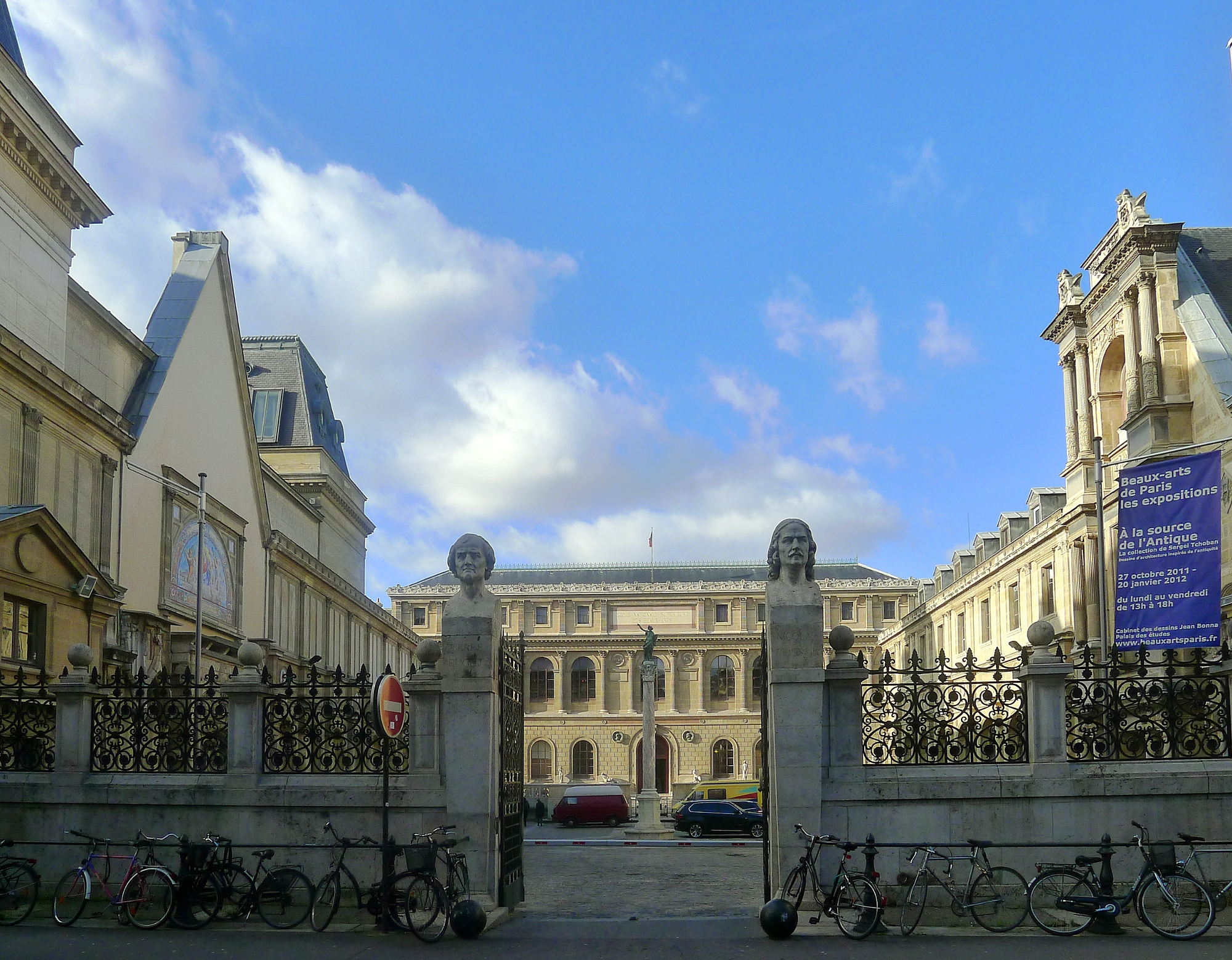
École Nationale Supérieure des Beaux-Arts

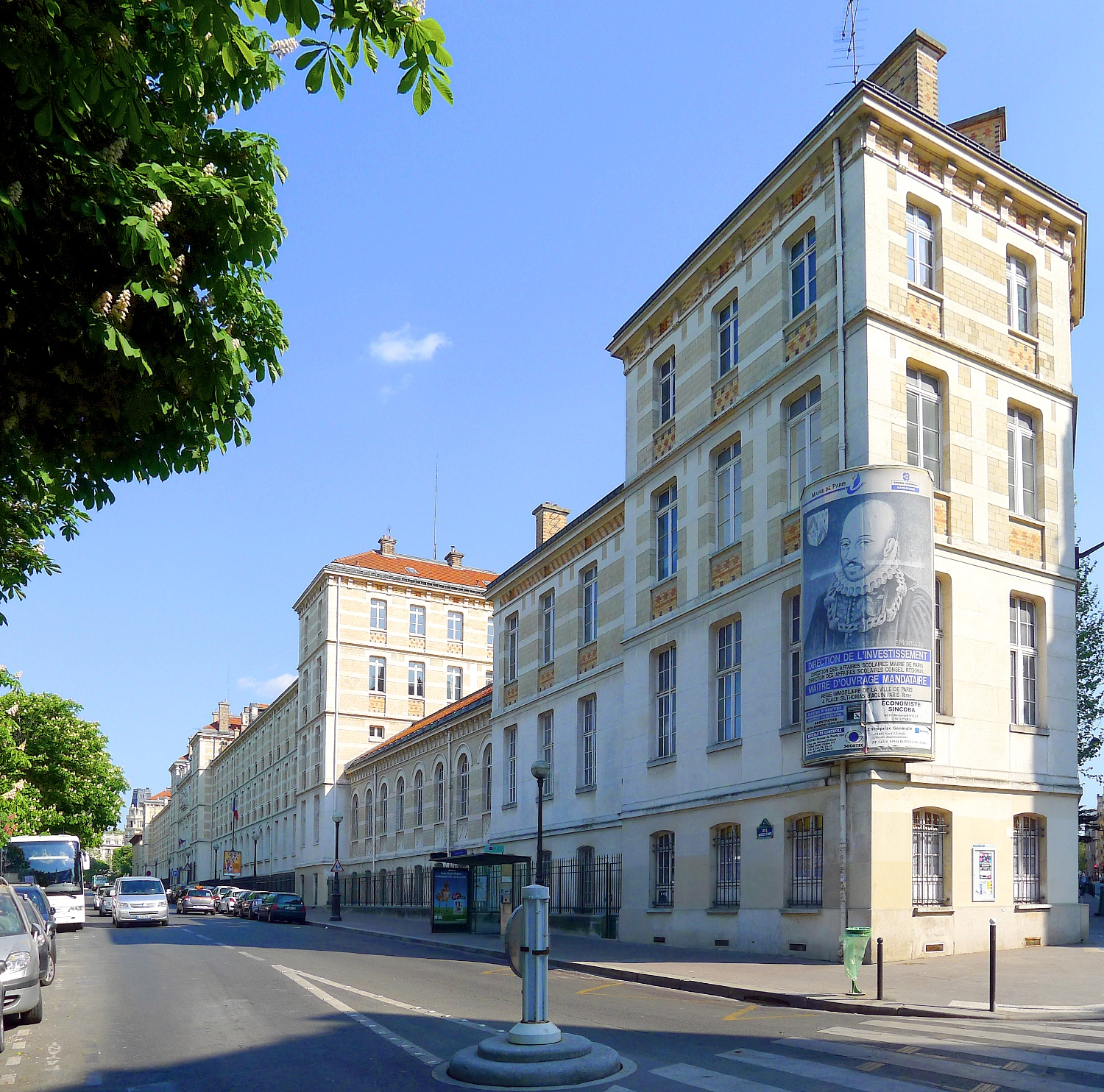
Lycée Montaigne、rue Auguste-Comte

### 学術団体
- フランス学士院（Institut de France） 
  - アカデミー・フランセーズ、碑文・文芸アカデミー、科学アカデミー、芸術アカデミー、倫理・政治学アカデミーにより構成されるフランス国立学術団体。6区の北部、ポン・デザール（芸術橋）のすぐそばにある。
- パリ地理学会（Société de Géographie）

## 教育

### 大学等
- 社会科学高等研究院（ウー・アッシュ・ウー・エス・エス(EHESS)、École des hautes études en sciences sociales））
- 国立行政学院（エナ、École nationale d'administration）　　
  - 本校はストラスブールにあるが、生涯学習等を対象としたパリ校が、リュクサンブール公園南側オプセルヴァトワール通り (Avenue de l'Observatoire) 2番地にある。
- パリ政治学院（シアンスポ、Institut d'études politiques de Paris）
- パリ国立高等鉱業学校（ミンヌ、École nationale supérieure des mines de Paris）
- 国立土木学校（エコール・デ・ポンあるいはポン・ゼ・ショッセ、École nationale des ponts et chaussées）
  - 理系本校は、2000年にシャン＝シュル＝マルヌに移転。
- パリ国立高等美術学校（ボザール、École Nationale Supérieure des Beaux-Arts）
- パリ第1大学（パンテオン・ソルボンヌ、Université Paris I (Panthéon-Sorbonne)）
  - フール通り (Rue du Four) 沿いに校舎の一つがある。
- パリ第2大学（パンテオン・アサス、Université Paris II (Panthéon-Assas)）
- パリ第5大学（デカルト、Université Paris V (Descartes)）
- パリ・カトリック大学（Institut catholique de Paris）

### 高等学校
- リセ・サン＝ルイ（Lycée Saint-Louis）
  - カルチエ・ラタンの一角、サン＝ミッシェル大通り44番地にある名門校。隣接東側5区の、それぞれ南北に伸びるシャンポリオン通り、ソルボンヌ通りを隔てた至近にパリ第4大学（パリ＝ソルボンヌ）とリセ・ルイ＝ル＝グランが位置する。グランゼコール準備級が高成績。
- リセ・フェヌロン（フランス語版）（Lycée Fénelon）
  - カルチエ・ラタン（モネ地区）の一角、レプロン通り (Rue de l'Éperon) にある。エコール・ノルマル・シュペリウール進学の為の女子校だったが、1972年前にはCPGEが共学化し、1979年に全校共学化。主な卒業生らにはナタリー・サロート、ドミニク・オーリー、シモーヌ・ヴェイユ、ルイーズ・ブルジョワ、アシア・ジェバール、ミッシェル・バテュ、男性ではニコラ・ユロ、オリヴィエ・ピィ、ジョナサン・リテル、ルイ・ガレルなど。シャルロット・カシラギやその母カロリーヌ・ド・モナコらも卒業生。
- リセ・モンテーニュ（フランス語版）（Lycée Montaigne）
  - リュクサンブール公園の南側に接し、通りを挟んだ同リセ向かいにパリ第2大学（パンテオン＝アサス）がある。
- コレージュ・スタニスラス（Collège Stanislas）
  - 幼稚園〜高校までのカトリック系私立。

### その他
- グランド・ショミエール芸術学校 (Académie de la Grande Chaumière）
  - 1904年に設立された私立の美術学校。グランド・ショミエール通り (Rue de la Grande Chaumière) 14番地にある。
- アリアンスフランセーズ （Alliance française）
  - フランス語とフランス文化理解促進を趣旨目的とする学校を世界各地に展開する財団。ラスパイユ大通り (Boulevard Raspail) 101番地、フルリュース通り (Rue de Fleurus) 34・35番地に財団本部とパリ・イル＝ド＝フランス校がある。

## 宿泊施設

### 主な宿泊施設
- ロテル （L'Hôtel）
  - 1900年、作家オスカー・ワイルドはこのホテルで亡くなった [11]。
- ホテル・ルテシア （Hôtel Lutetia）
  - ボン・マルシェ百貨店の正面に位置している。

## 文化施設

手前ポン・デザールの後ろにシテ島のポンヌフ、右にフランス学士院、遠くの二つの塔はノートルダム大聖堂（ノートルダム・ド・パリ）。

### 美術館・博物館

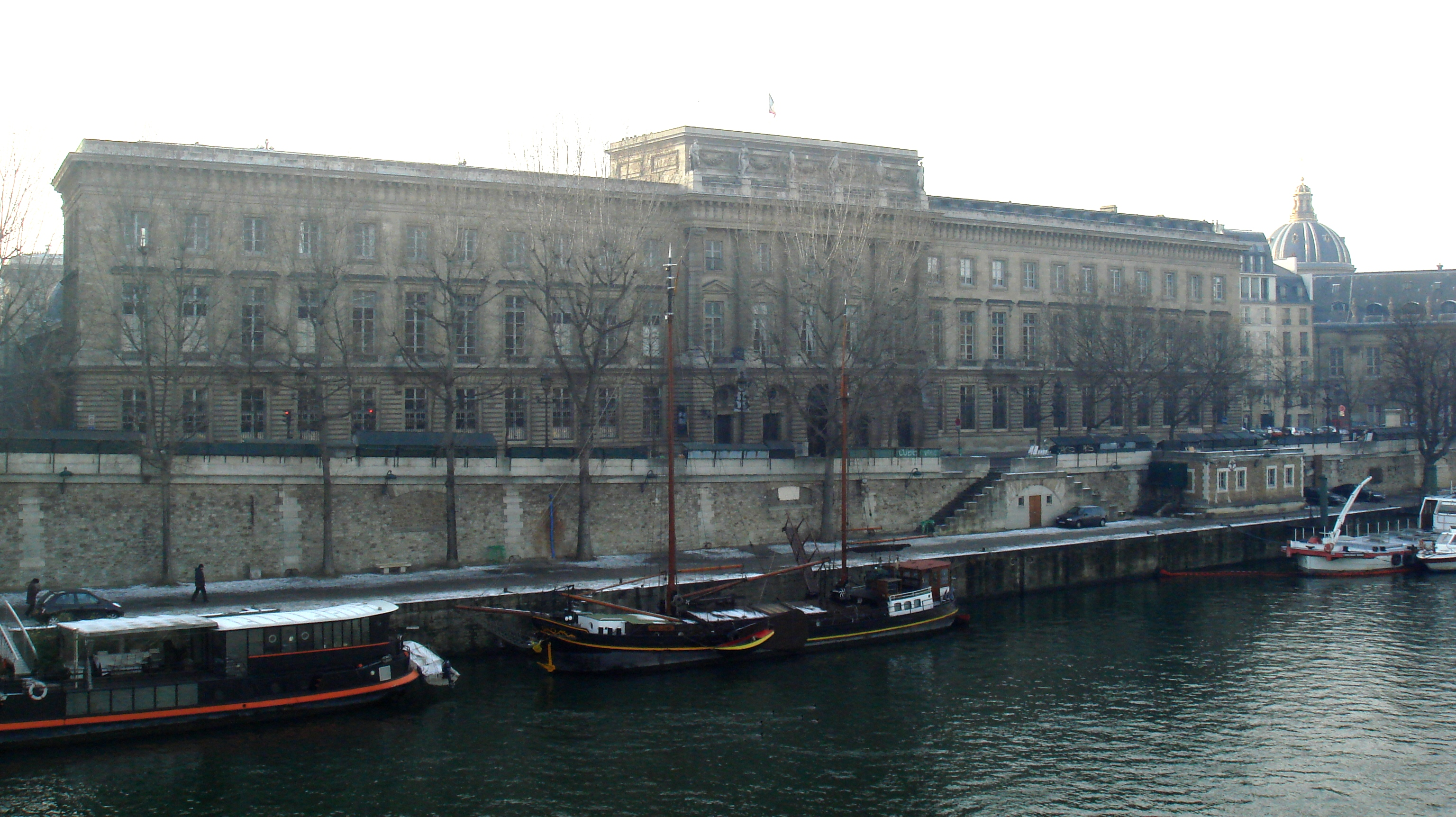
パリ造幣局博物館, コンティ河岸

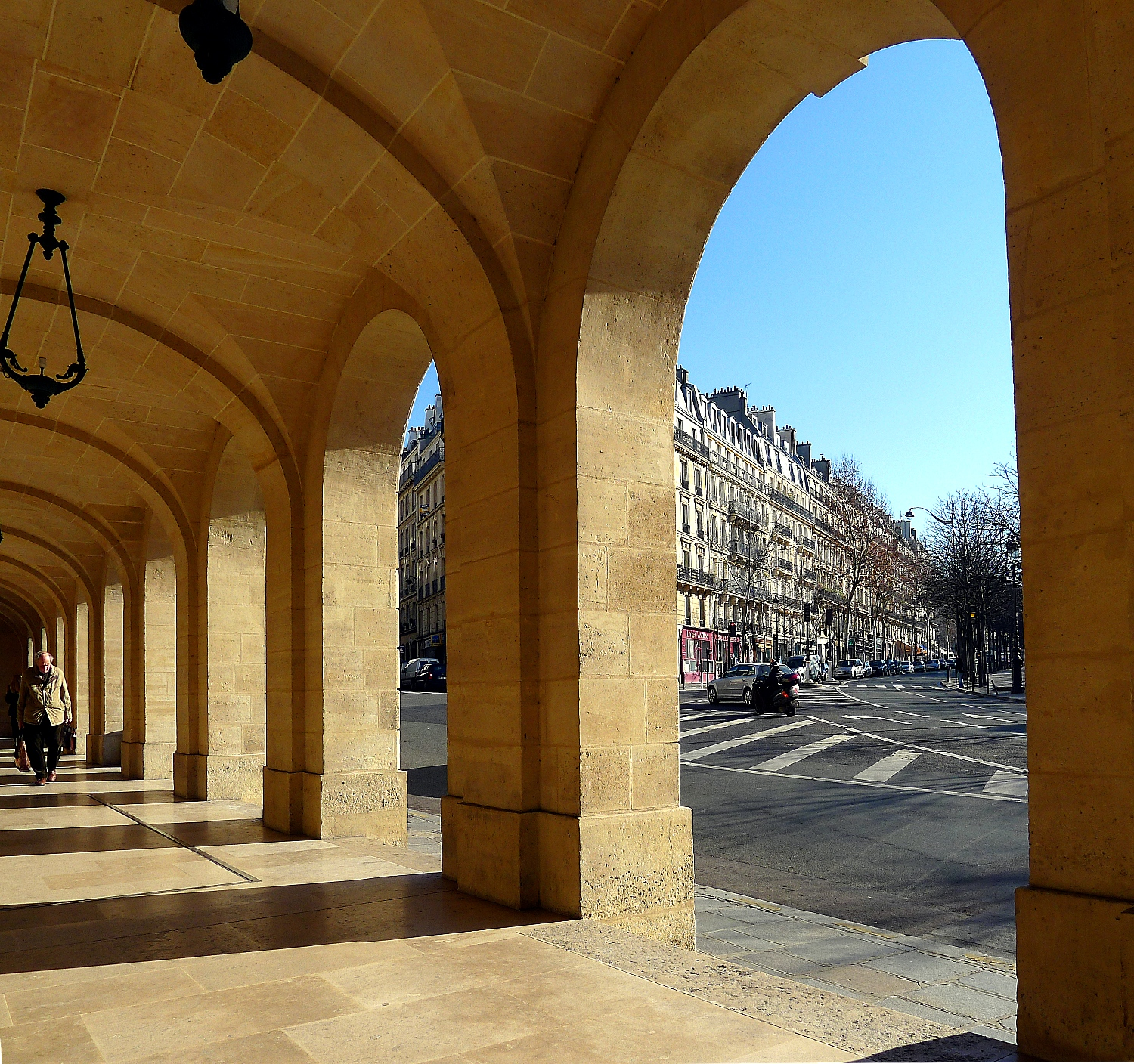
Rue de Médicis vue du passage de l'Odéon.

- ザッキン美術館 (Musée Zadkine)
- ウジェーヌ・ドラクロワ美術館 (Musée National Eugène-Delacroix)
- リュクサンブール美術館 (Musée du Luxembourg)
- パリ造幣局博物館 (Musée de la Monnaie de Paris)

### 映画館・劇場
- オデオン座（Théâtre de l'Odéon）
- ヴィユ・コロンビエ劇場（ヴュー・コロンビエ劇場, Théâtre du Vieux-Colombier）

### その他
- マザラン図書館 （Bibliothèque Mazarine） - フランス学士院の建物にある。

## 宗教施設

### 教会・寺院
- サン＝ジェルマン＝デ＝プレ教会 (Église Saint-Germain-des-Prés)
- サン＝シュルピス教会 (Église Saint-Sulpice)
- ノートルダム・デ・シャン教会 （Église Notre-Dame-des-Champs）

## 観光・憩い

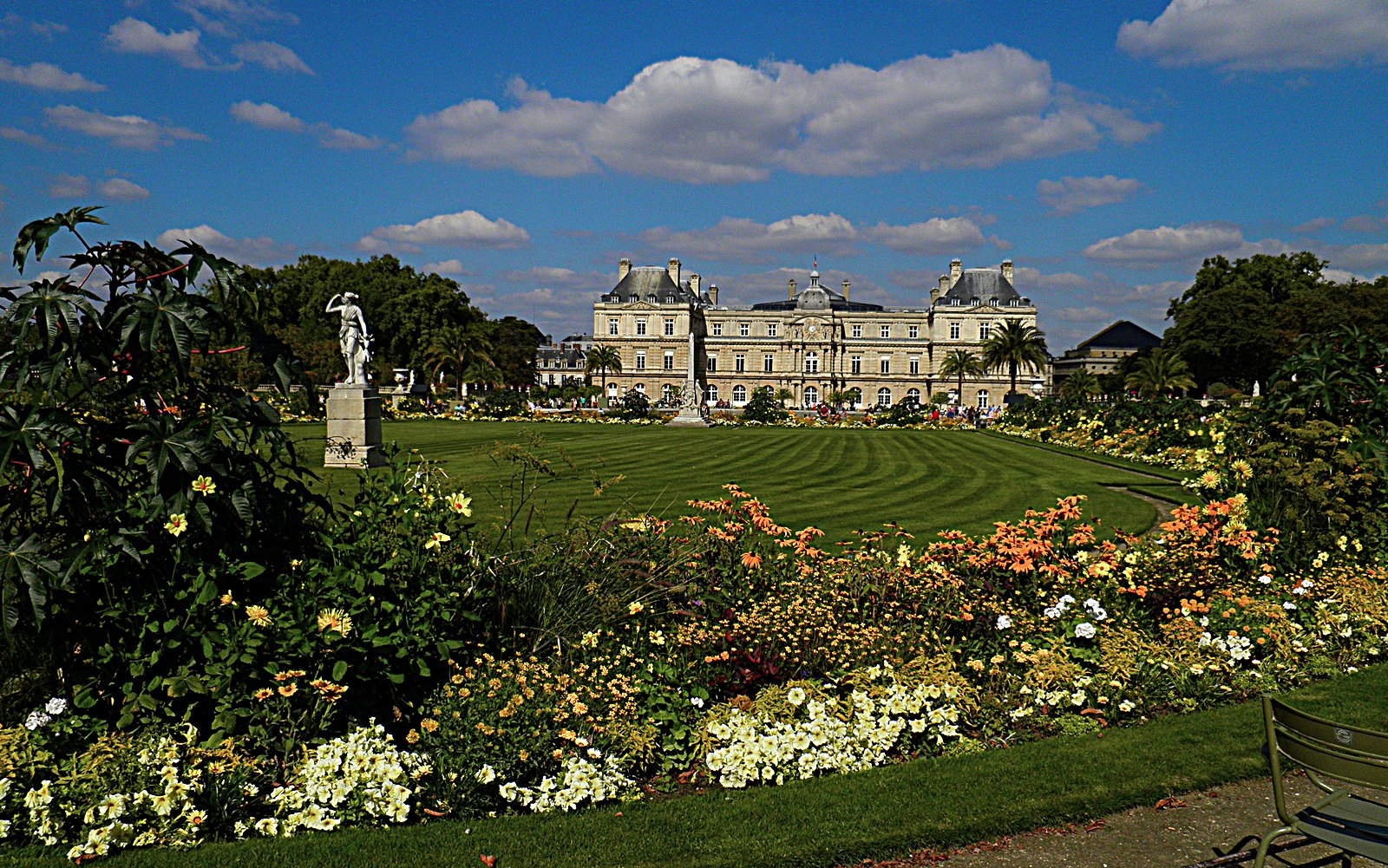
Le Jardin du Luxembourg
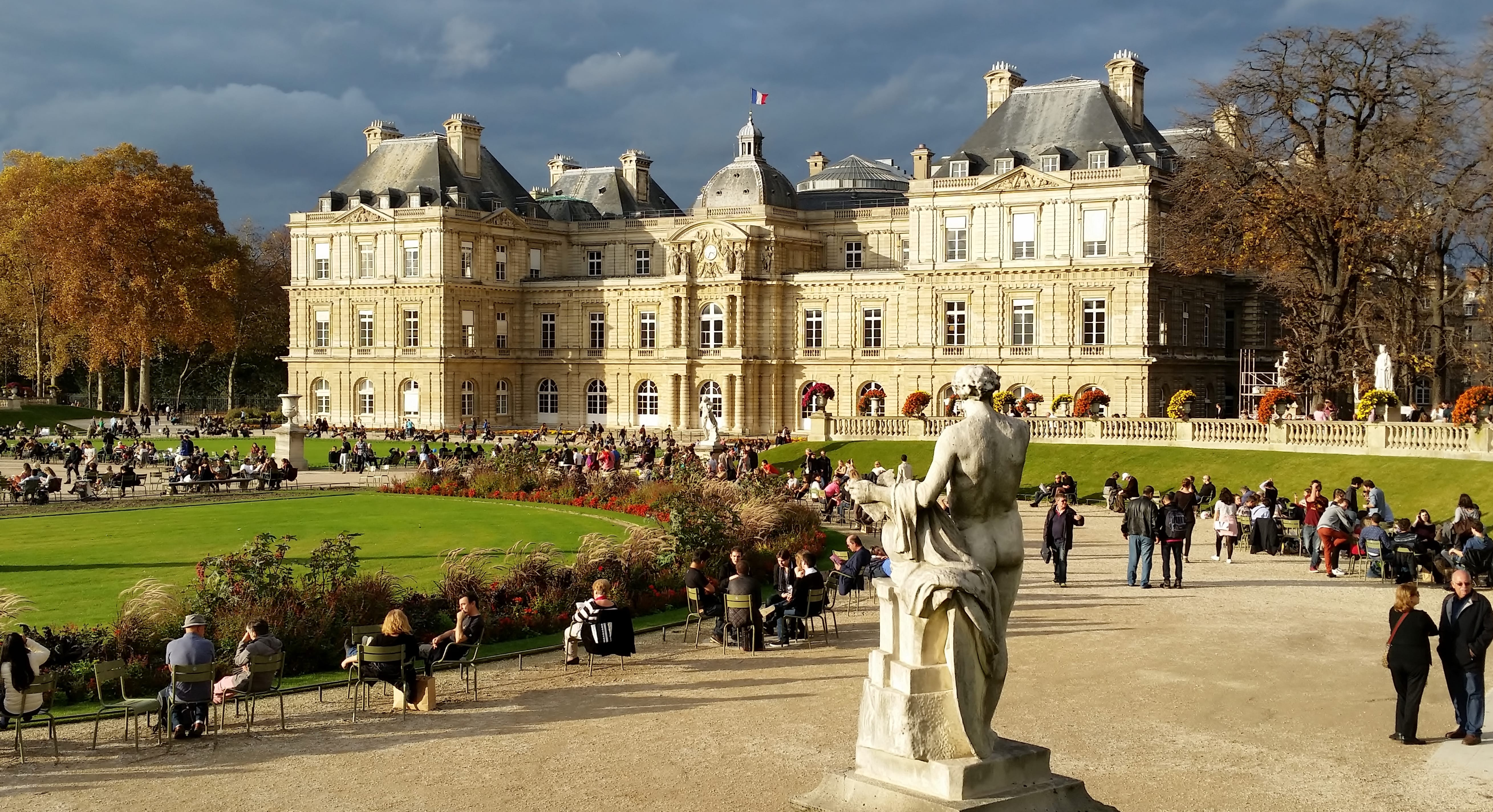
Le Jardin du Luxembourg
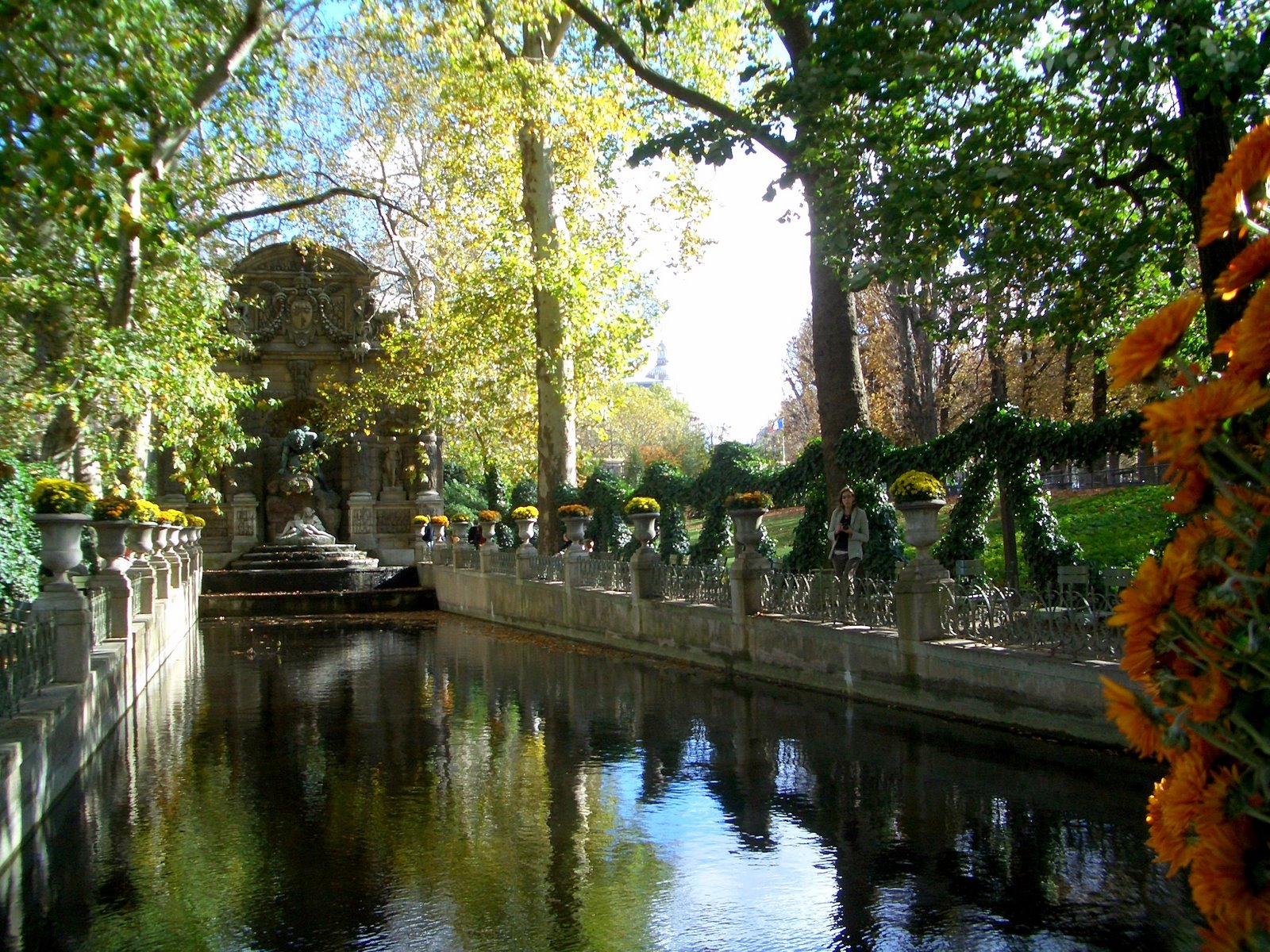
Fontaine Médicis du Jardin du Luxembourg
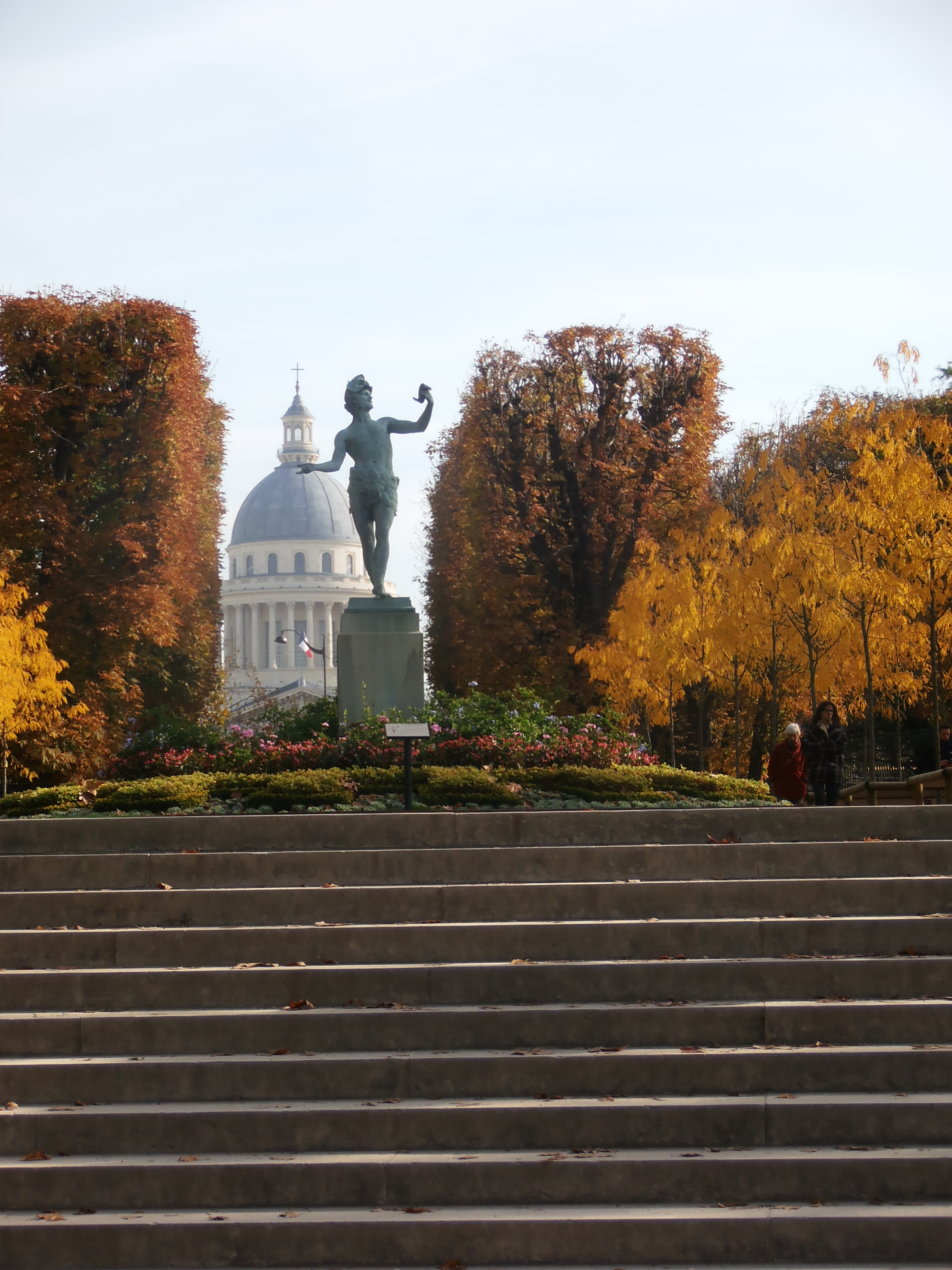
パンテオン, リュクサンブール庭園から
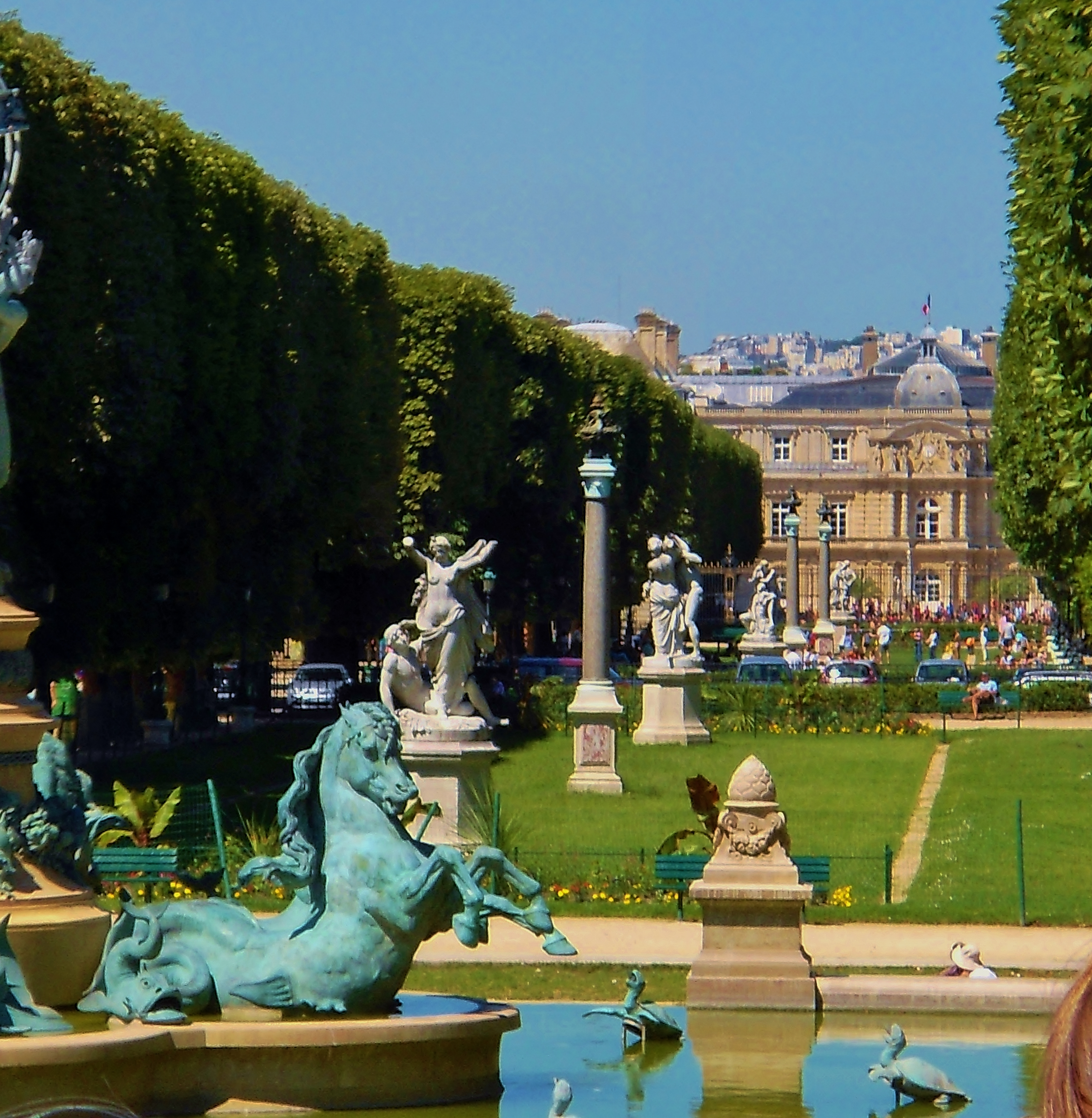
グラン＝エクスプロラトゥール・マルコ＝ポーロ・エ・カブリエ＝ド＝ラ＝サール庭園。リュクサンブール庭園方向を見る
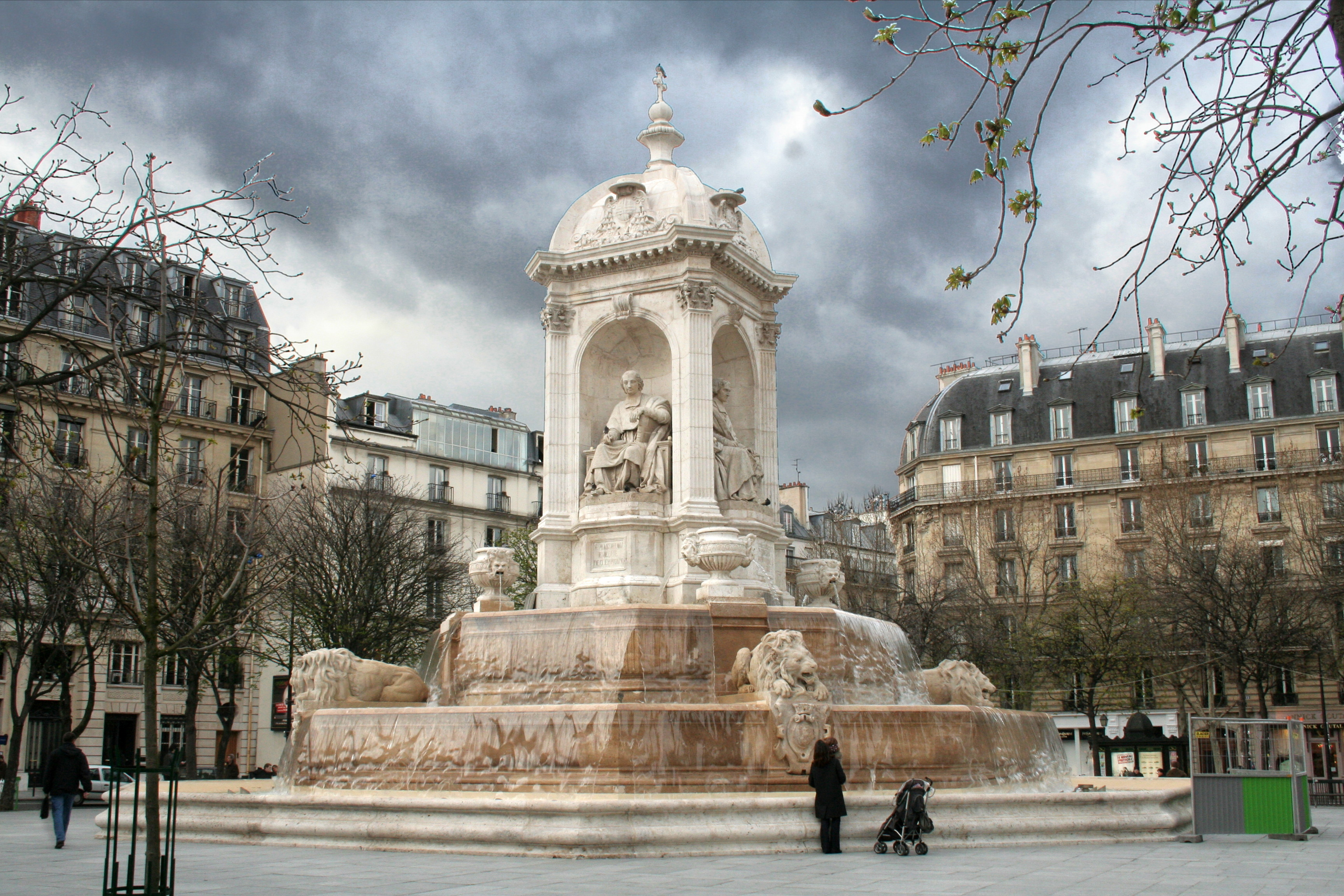
La fontaine Saint-Sulpice, au centre de la place Saint-Sulpice.
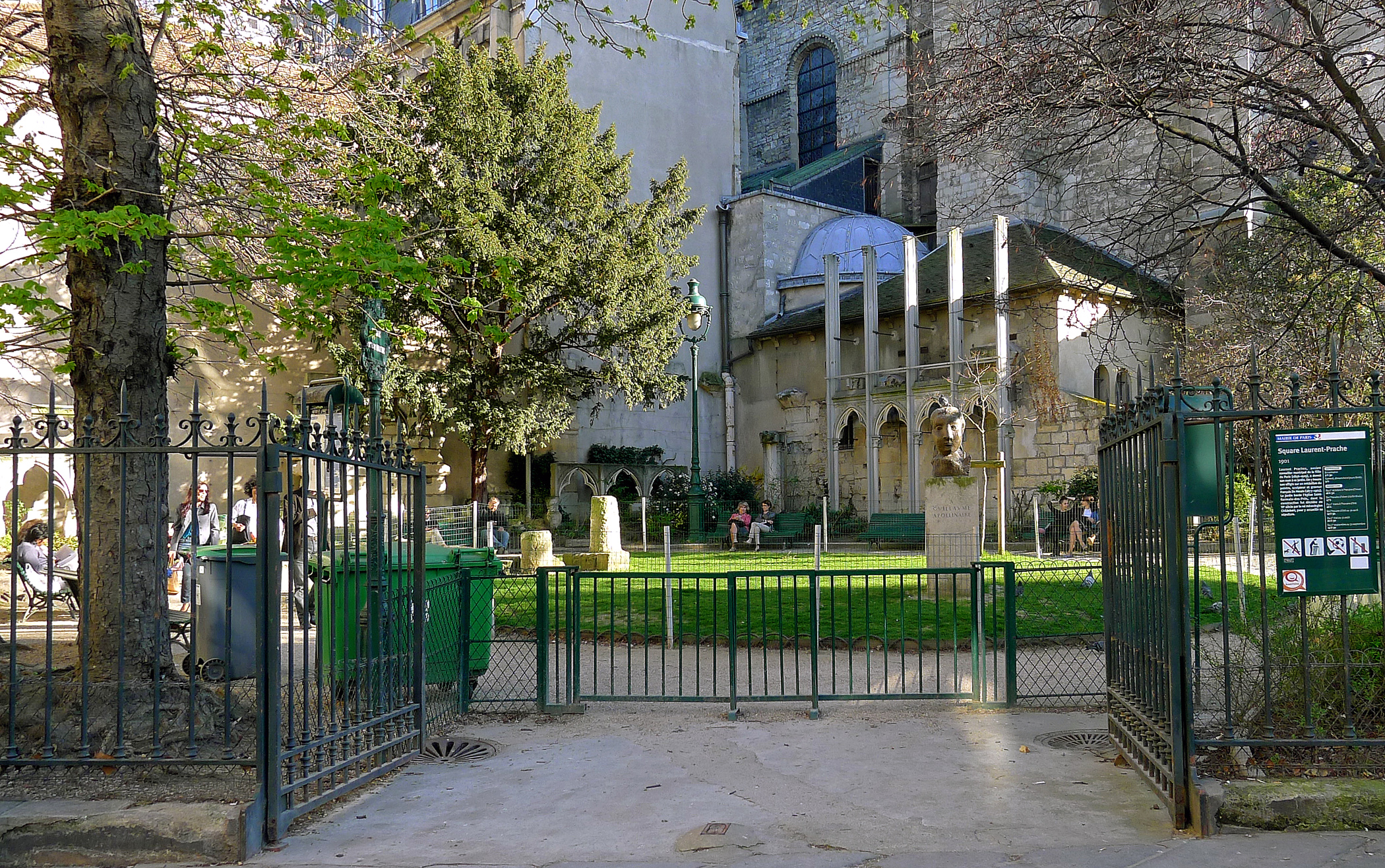
スクアール・ローラン＝プラッシュ(ローラン＝プラッシュ広場)。背景はサン＝ジェルマン＝デ＝プレ教会

### 建築
- リュクサンブール宮殿 （Palais du Luxembourg） - 元老院 (フランス上院)として使用されている。

### 公園・緑地等
- サン＝シュルピス広場（Place Saint-Sulpice）
- リュクサンブール公園（Jardin du Luxembourg）
  - 正式にはリュクサンブール"庭園"。
- グラン＝エクスプロラトゥール・マルコ＝ポーロ・エ・カブリエ＝ド＝ラ＝サール庭園（Jardin des Grands-Explorateurs Marco-Polo et Cavelier-de-la-Salle）
  - リュクサンブール庭園の南側、14区至近にある庭園。1867年造成。名称は、マルコ・ポーロと、ロベール＝カブリエ・ド・ラ・サールら大探検家から。
- ローラン＝プラッシュ広場（ローラン＝プラッシュ公園, Square Laurent-Prache）
  - サン＝ジェルマン＝デ＝プレ教会とサン＝ジェルマン＝デ＝プレ広場に接した位置にある公園。

## 交通

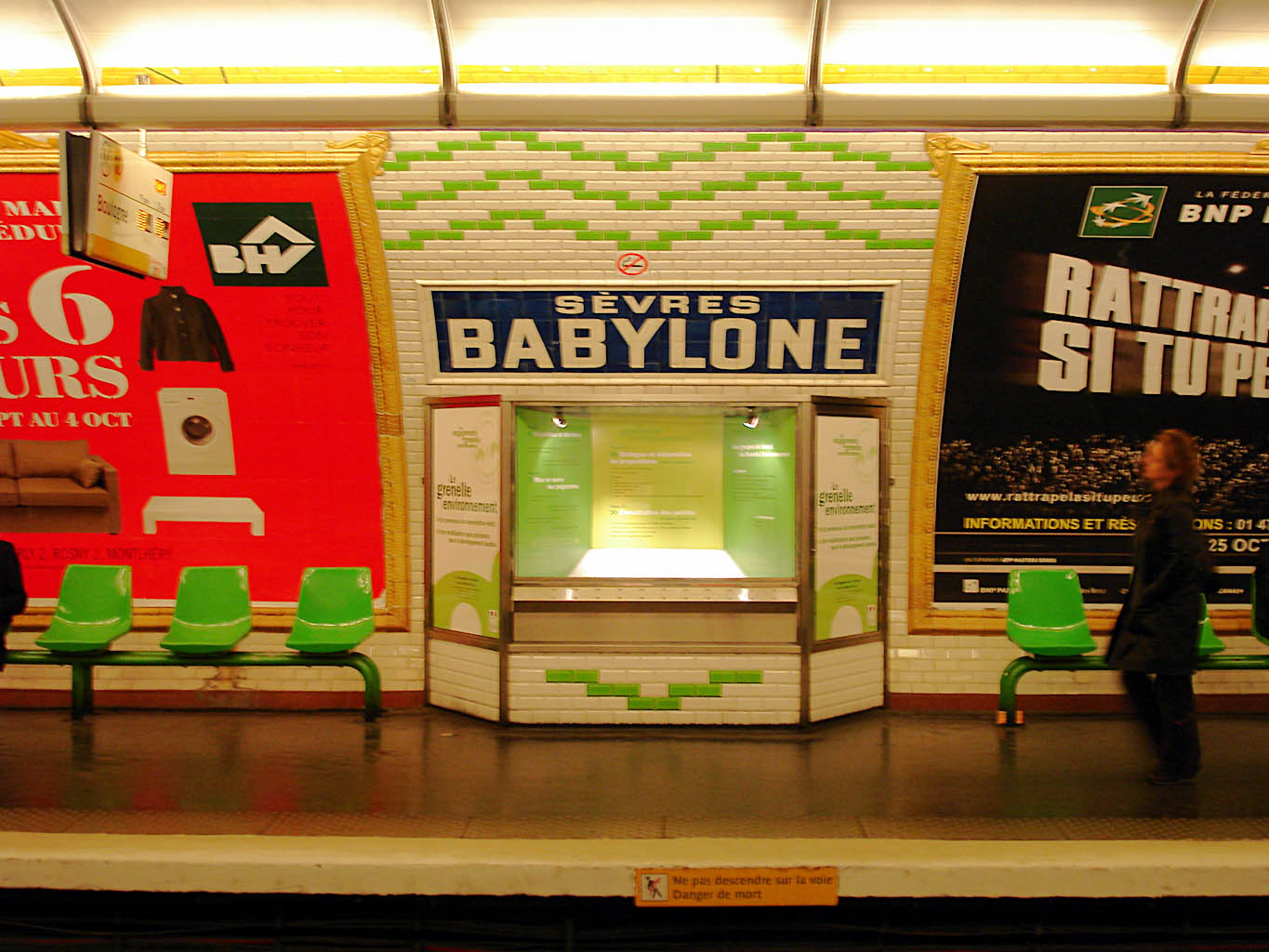
メトロ セーヴル＝バビロヌ駅 (Station Sèvres - Babylone)

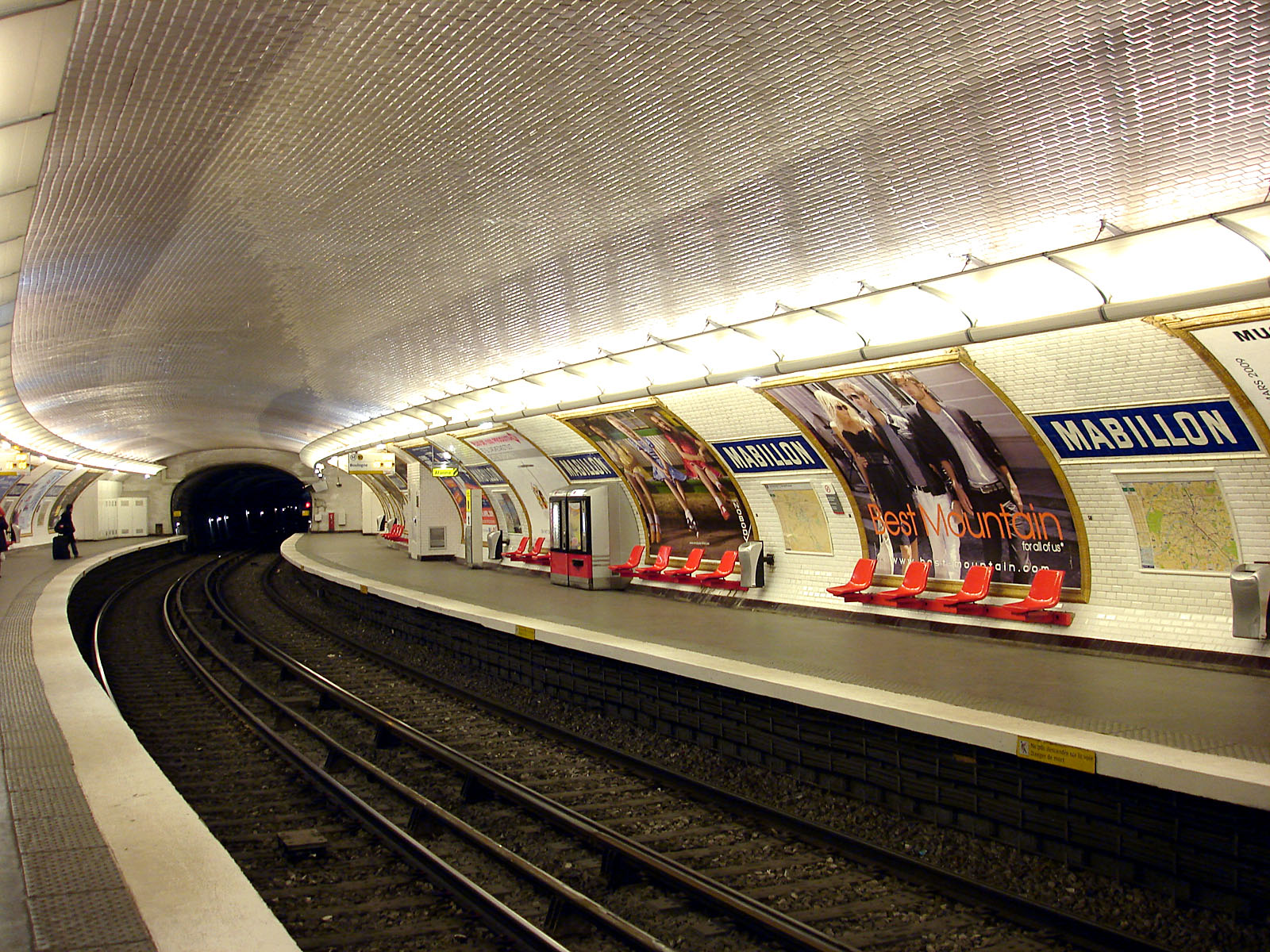
メトロ マビヨン駅 (Station Mabillon)

### 鉄道
- 地下鉄・メトロ （RATP）
  - 4号線
    - サン＝ミッシェル駅 – オデオン駅 – サン＝ジェルマン＝デ＝プレ駅 – サン＝シュルピス駅 – サン＝プラシード駅 – モンパルナス＝ビヤンヴニュ駅 – ヴァヴァン駅

  - 6号線
    - モンパルナス＝ビヤンヴニュ駅のみ。

  - 10号線
    - デュロック駅 – ヴァノー駅 – セーヴル＝バビロヌ駅 – マビヨン駅 – オデオン駅

  - 12号線
    - セーヴル＝バビロヌ駅 – レンヌ駅 – ノートル＝ダム＝デ＝シャン駅 – モンパルナス＝ビヤンヴニュ駅

  - 13号線
    - デュロック駅 – モンパルナス＝ビヤンヴニュ駅

- RER （SNCF／RATP）
  - B線
    - サン・ミッシェル＝ノートルダム駅 - リュクサンブール駅 - ポール＝ロワイヤル駅

  - C線
    - サン・ミッシェル＝ノートルダム駅のみ。

### 道路

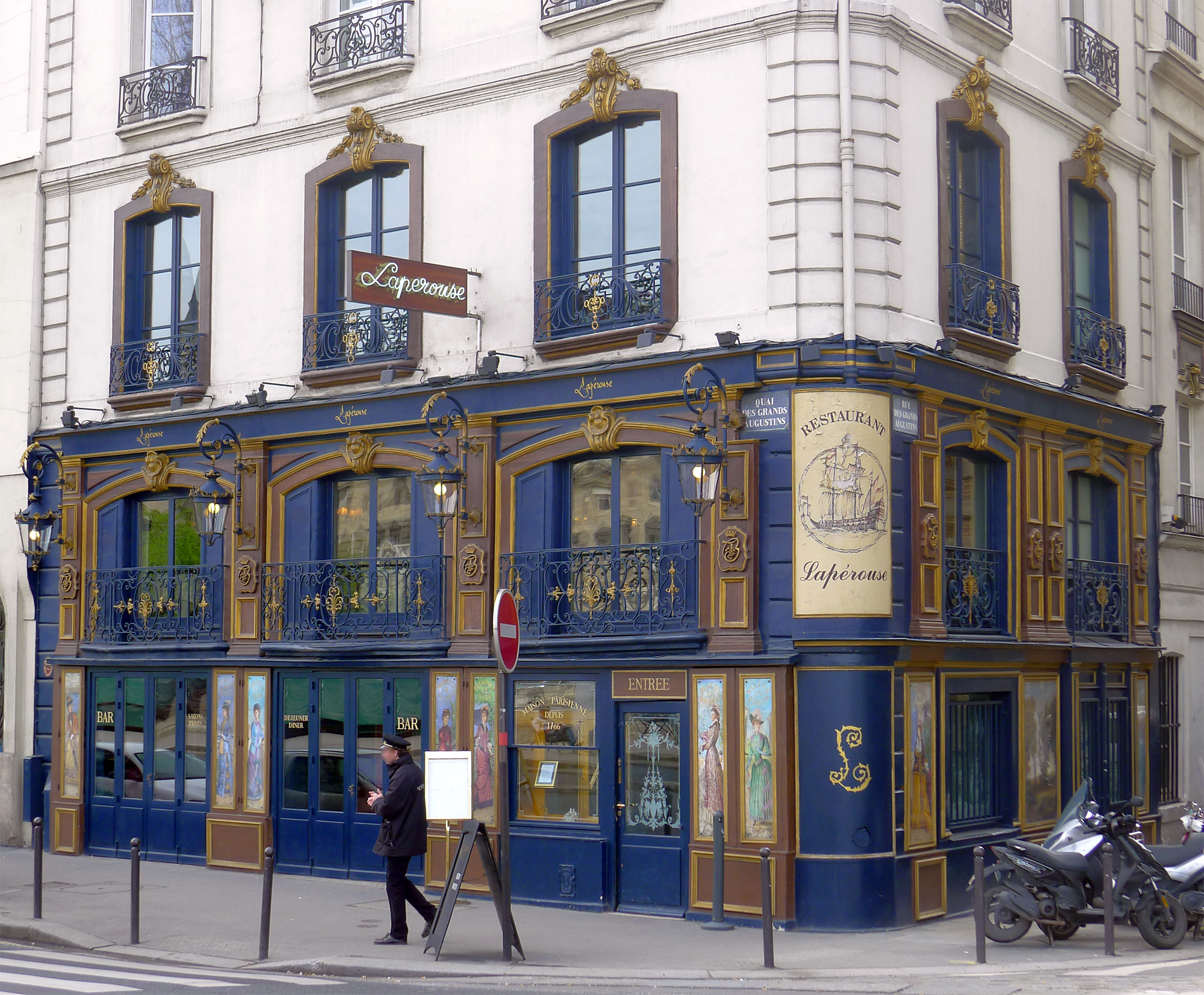
Le restaurant Lapérouse vu depuis le quai des Grands-Augustins.
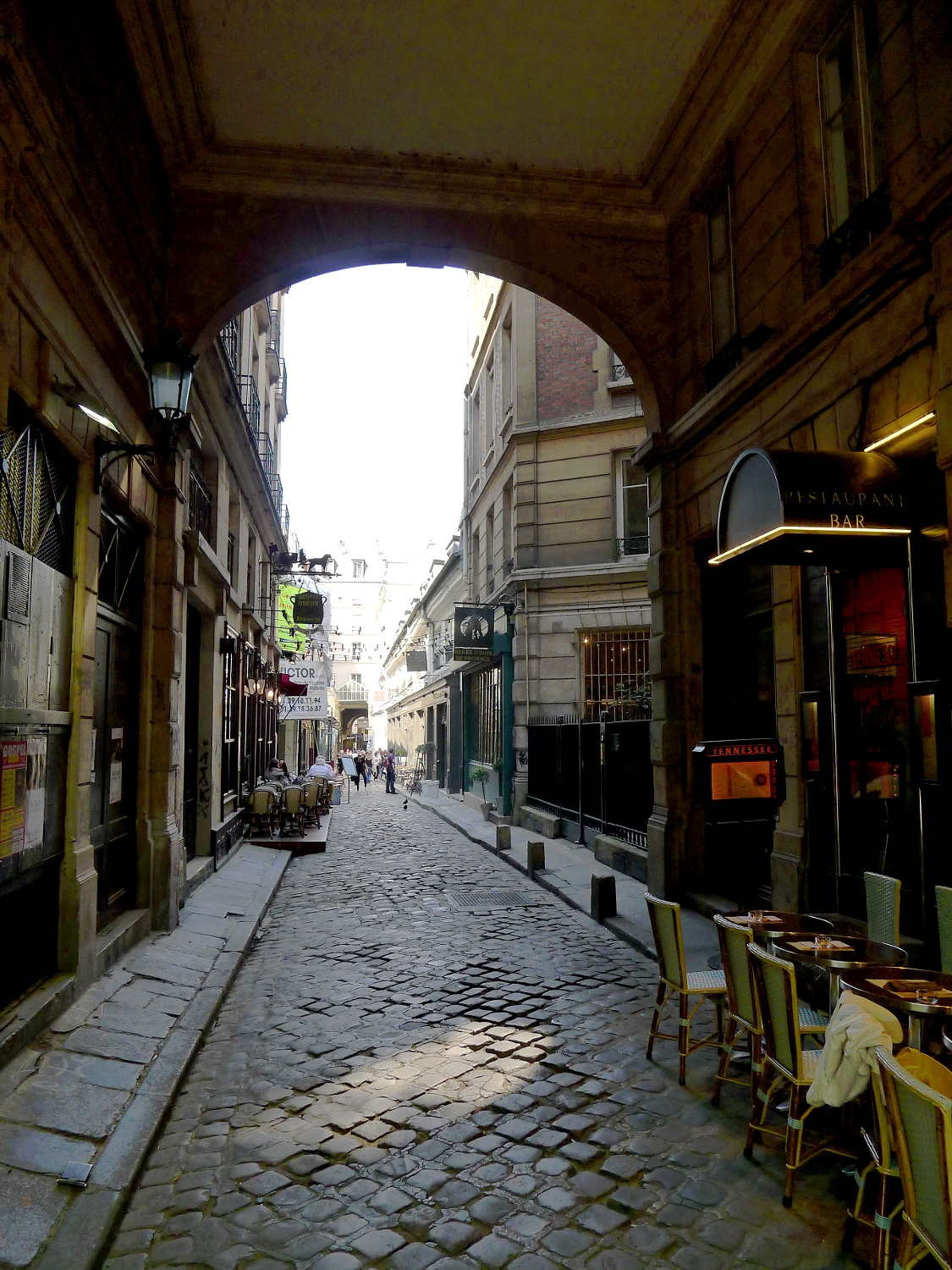
クール・デュ・コメルス＝サン＝タンドレ (Cour du Commerce-Saint-André) は、モネ地区アンシェンヌ＝コメディ通りとサン＝タンドレ＝デ＝ザール通りとの間を繋ぐパサージュ
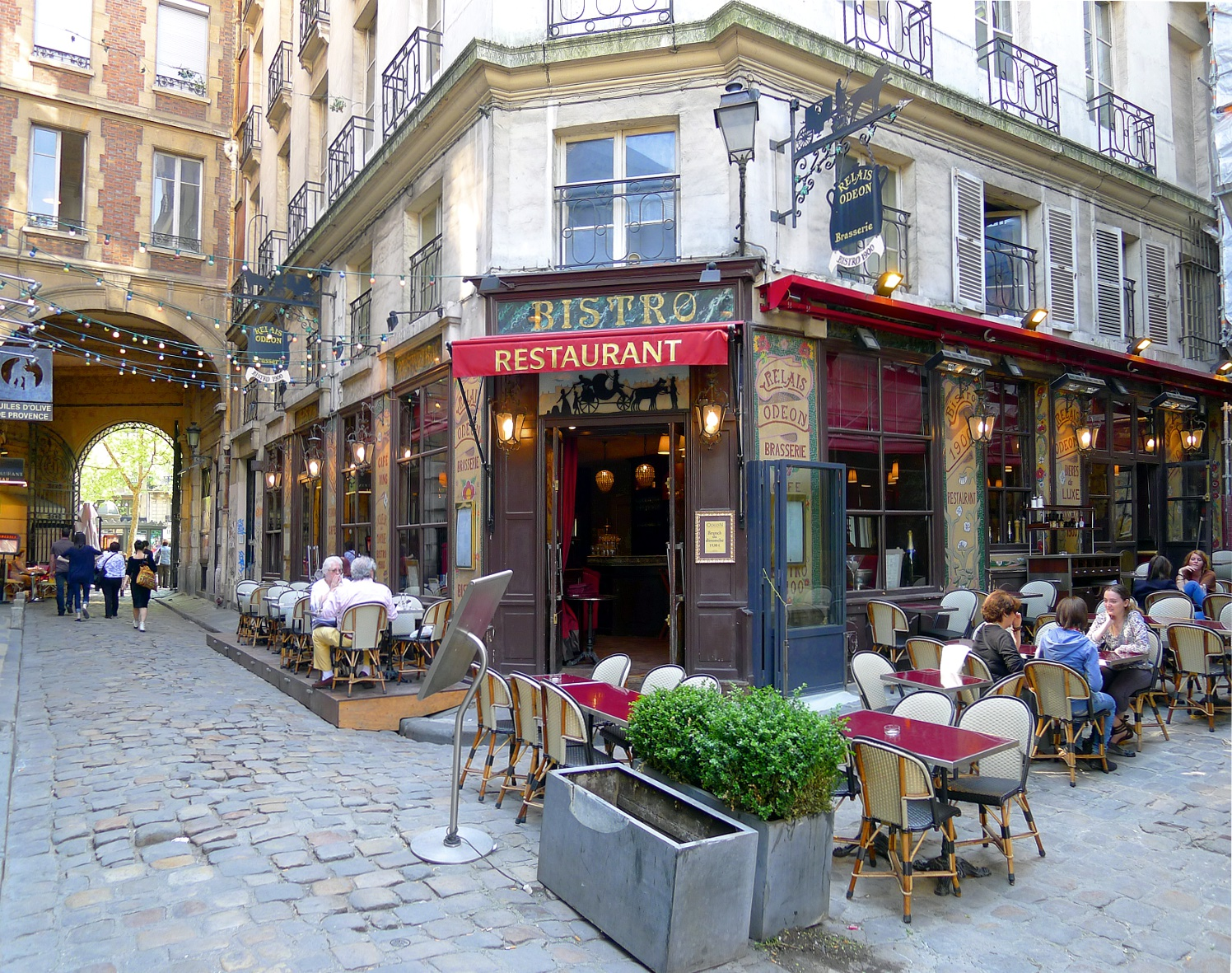
Cour du Commerce-Saint-André
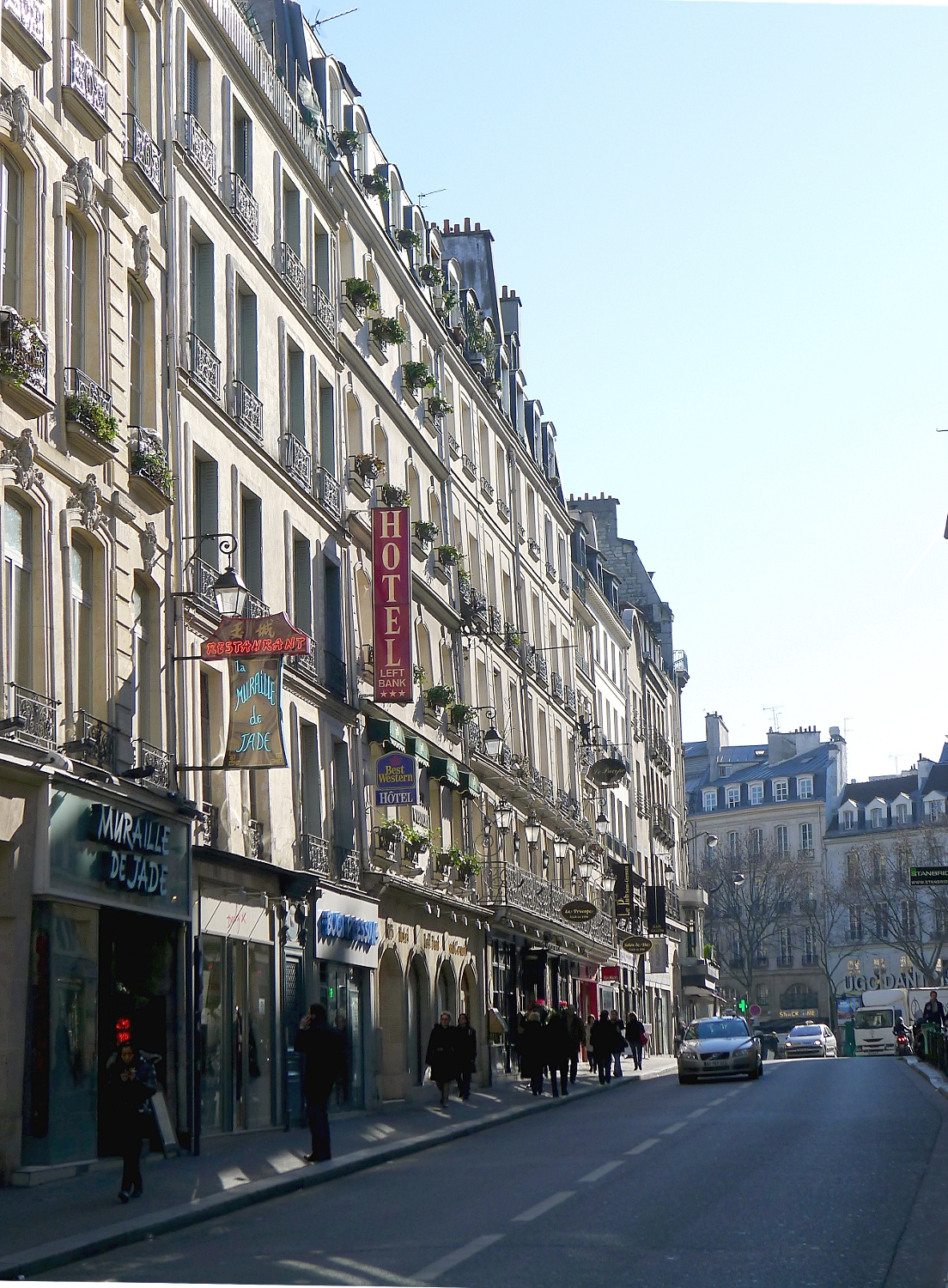
Rue de l'Ancienne-Comédie en direction du boulevard Saint-Germain.
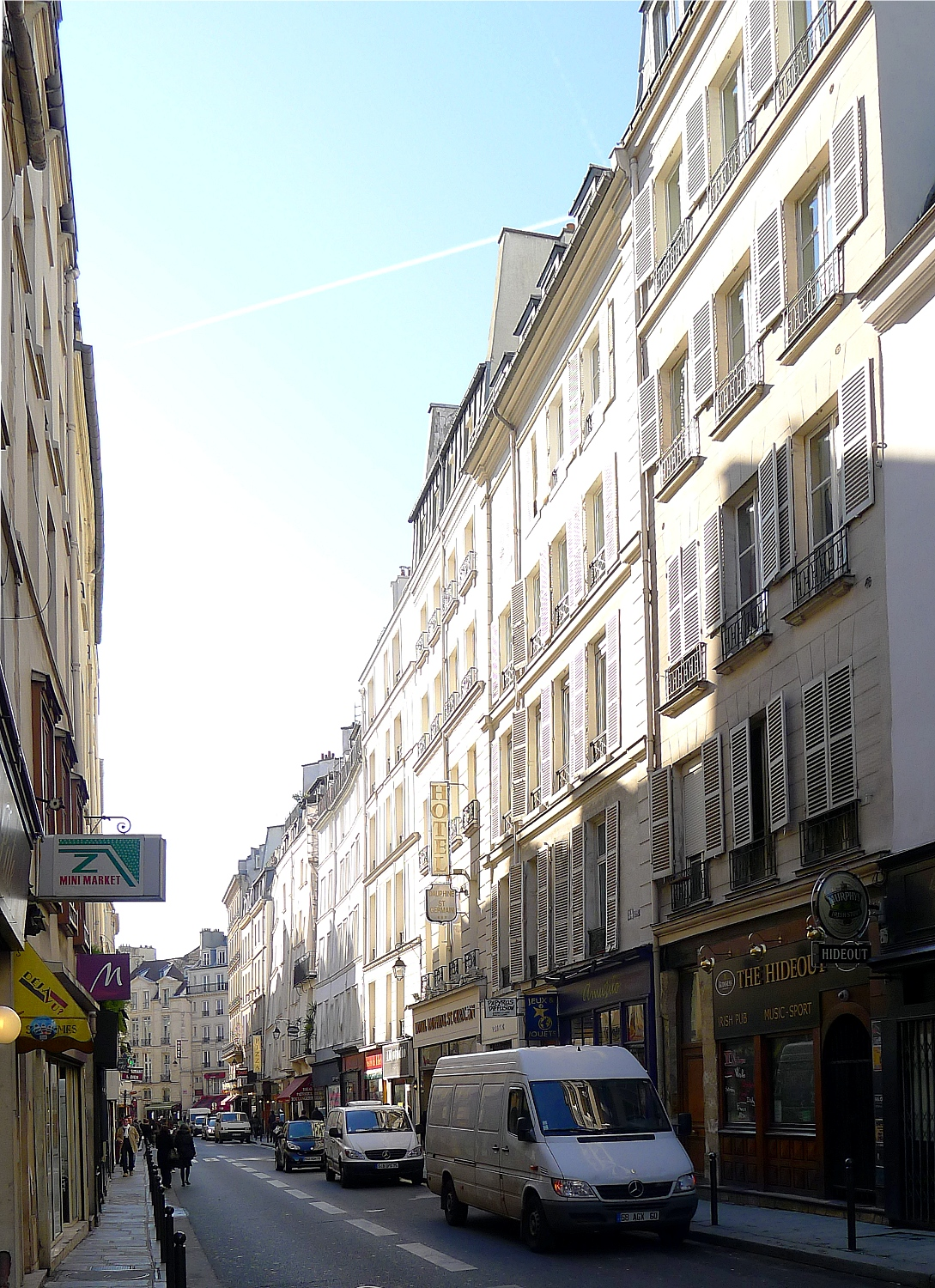
La rue Dauphine vue en direction de la rue de l'Ancienne-Comédie.
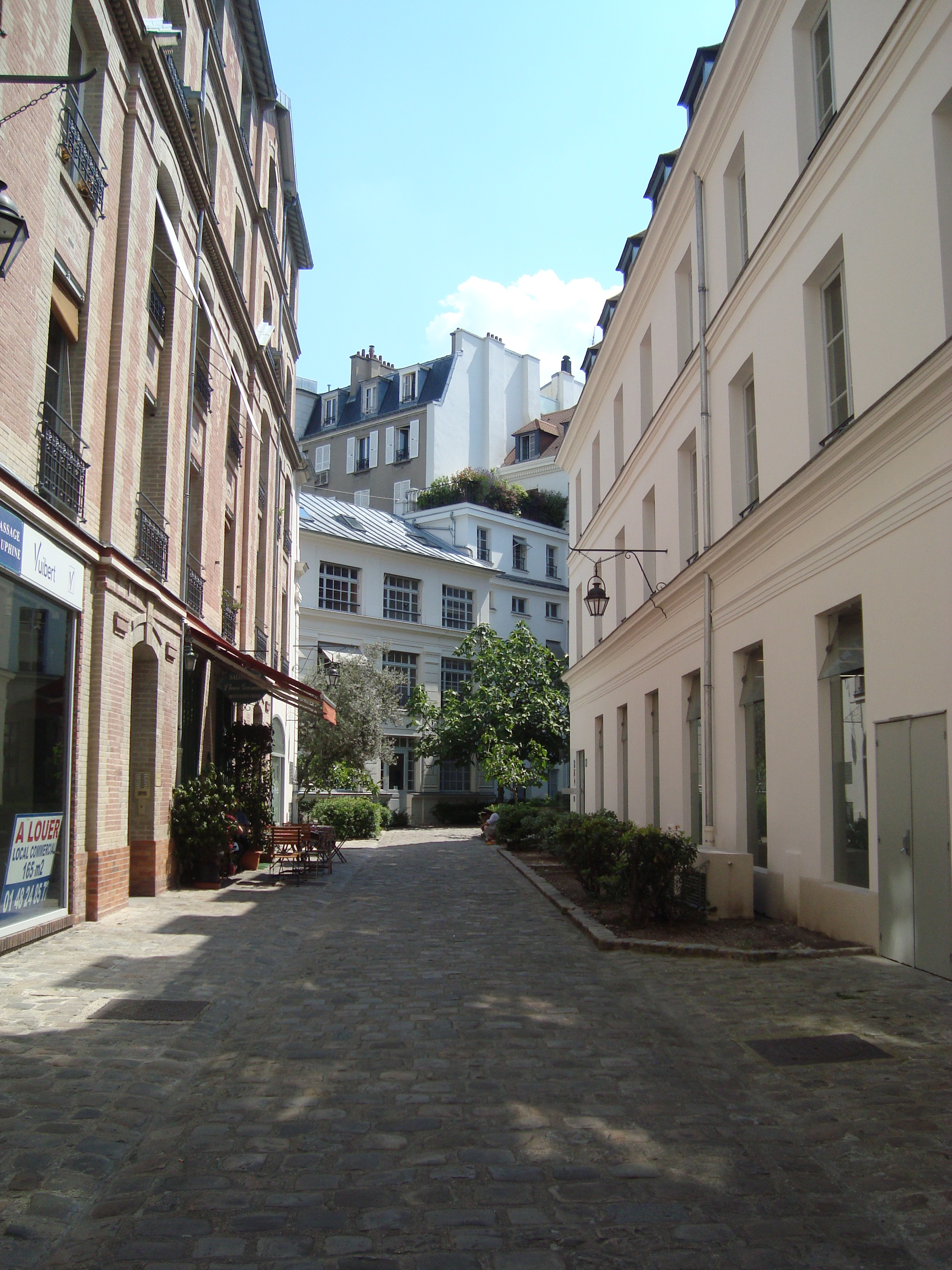
Vue du Passage Dauphine depuis la rue Mazarine.
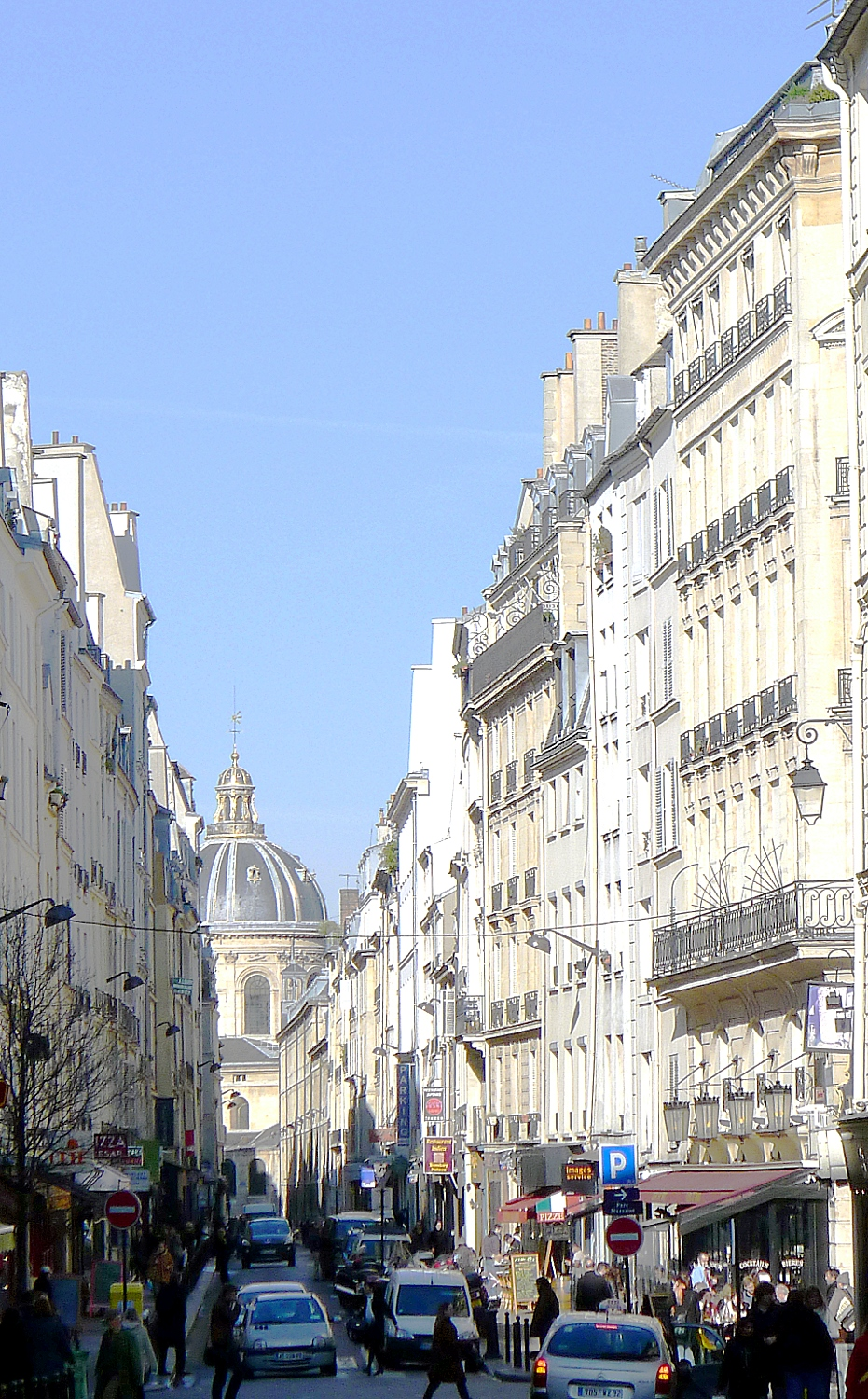
マザリヌ通りから見るフランス学士院 (La rue Mazarine en direction de l'Institut de France.)
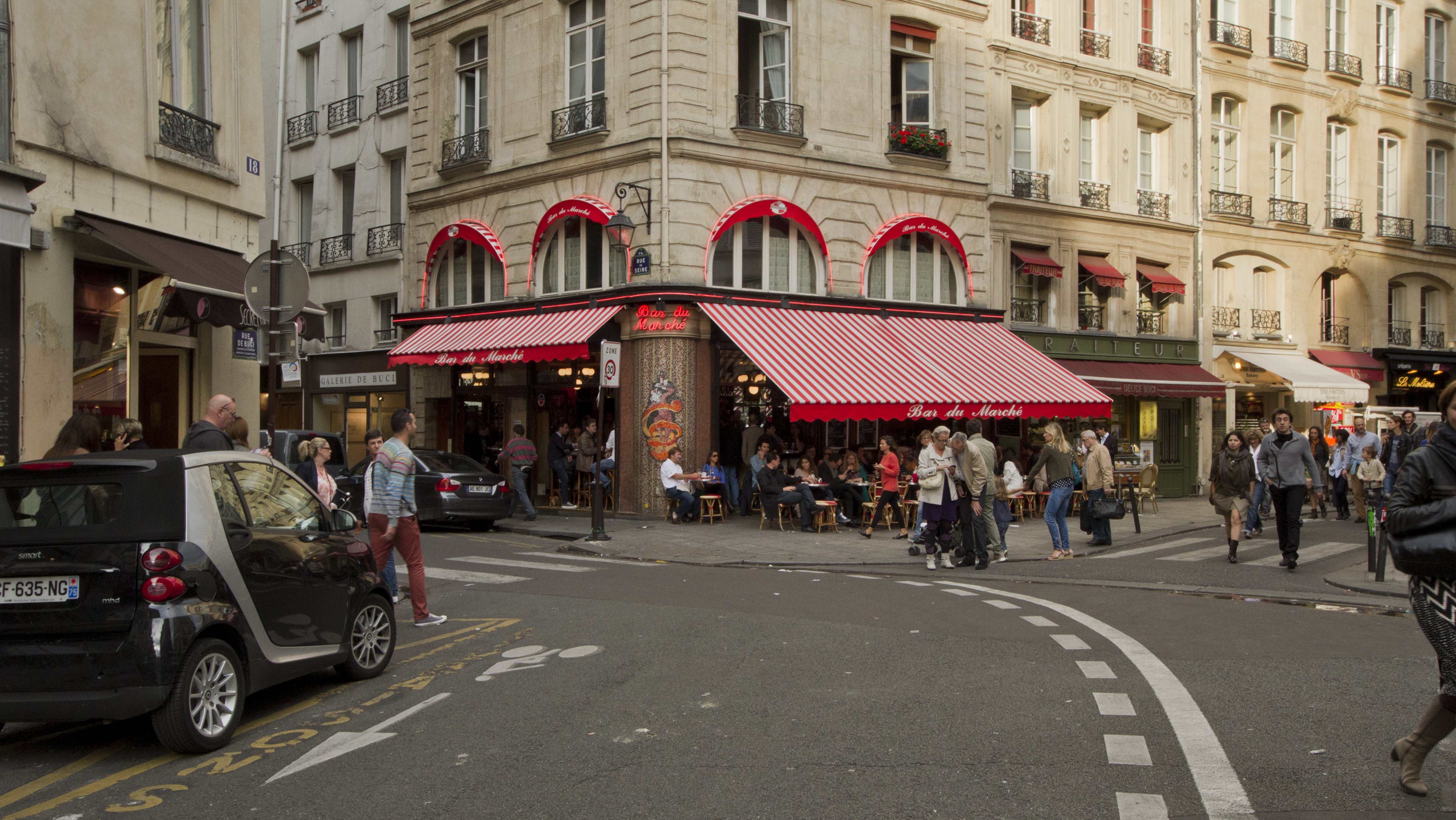
バー乃至ブラッスリーのバー・デュ・マルシェ (Bar du Marché, 75 Rue de Seine.)
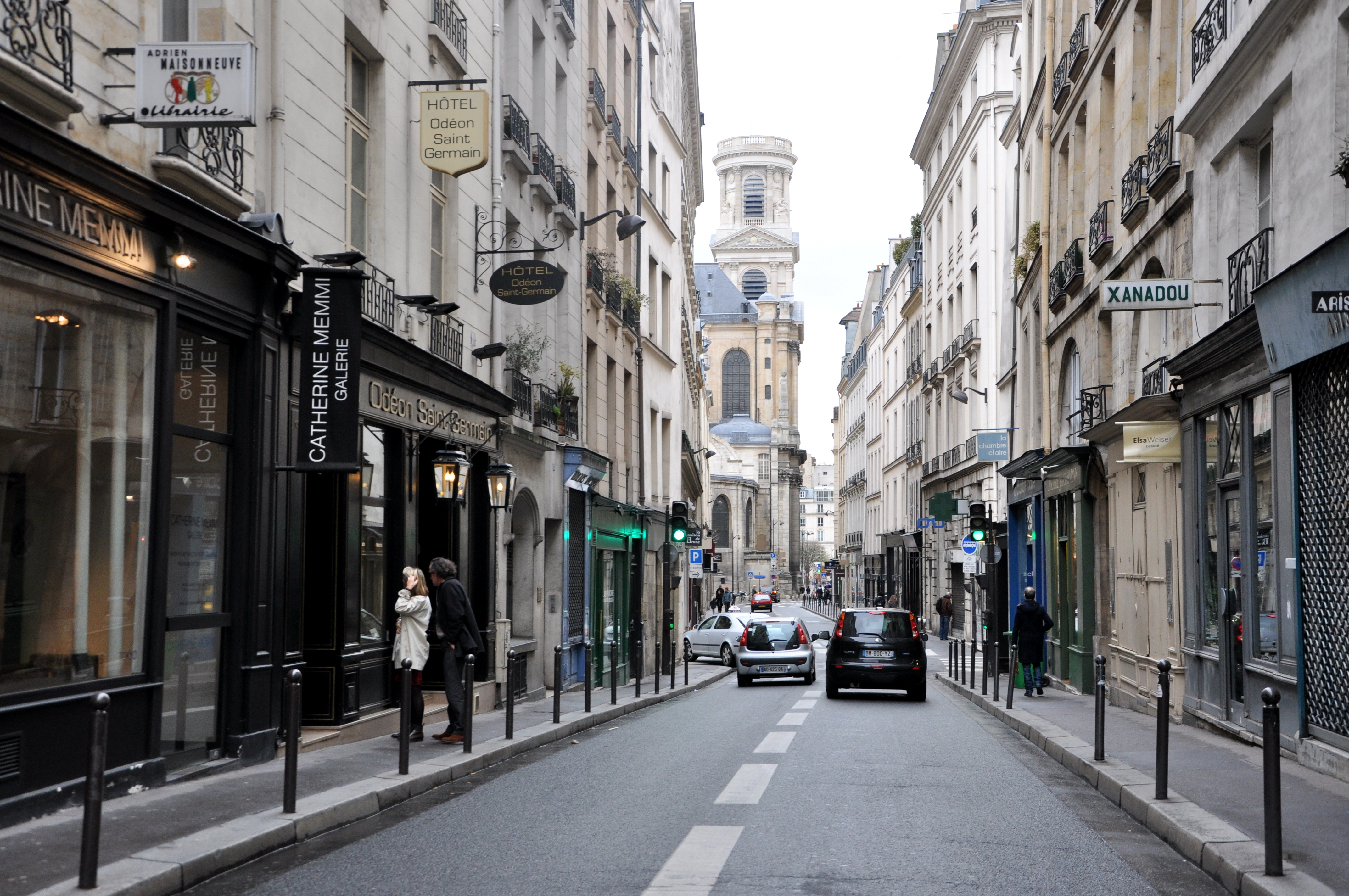
サン＝シュルピス通りをサン＝シュルピス広場方向に見る。背景はサン＝シュルピス教会 (Rue Saint-Sulpice en direction de la place Saint-Sulpice ; en arrière-plan, la tour nord de l'église Saint-Sulpice de Paris.)
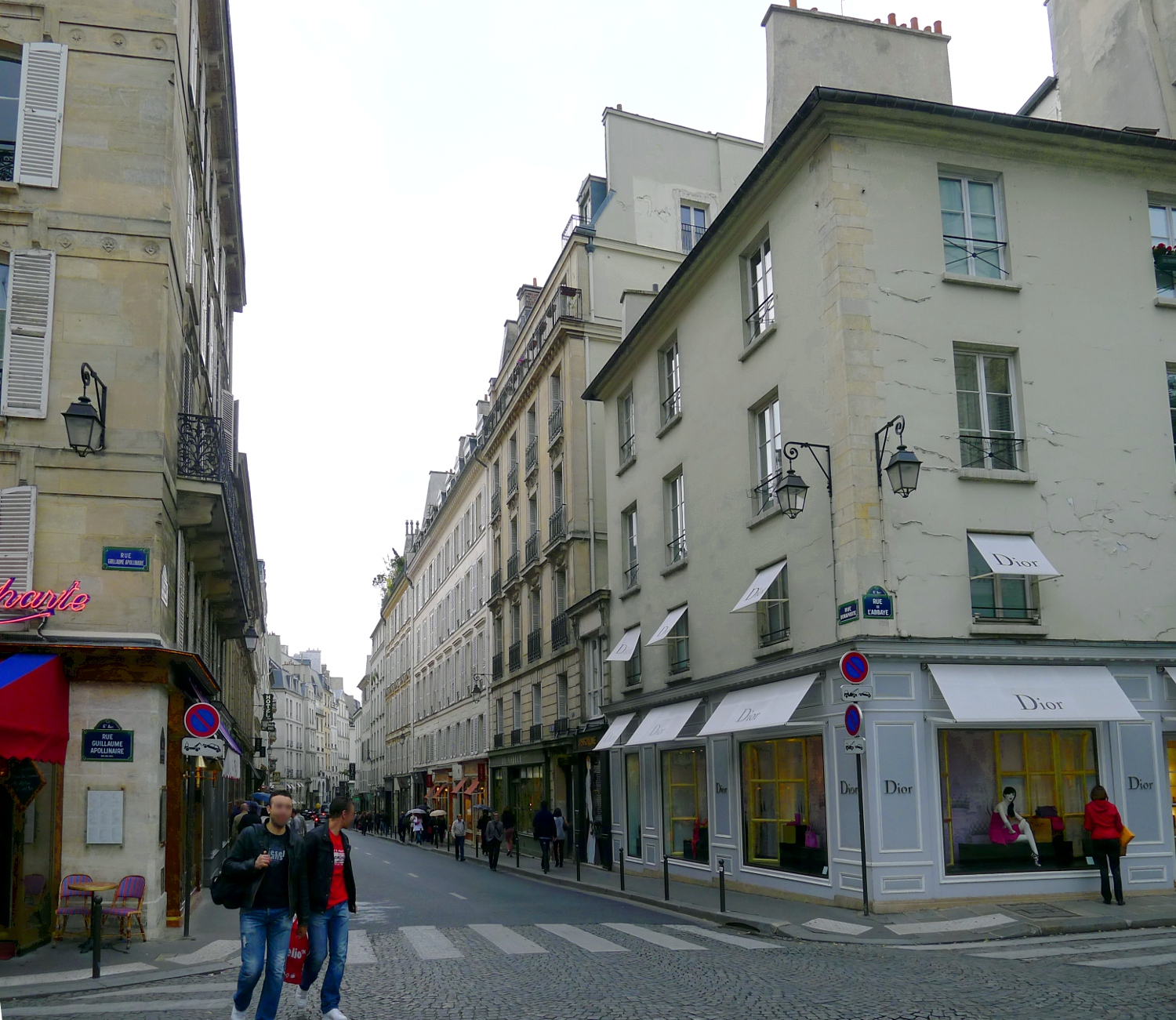
"パリの心臓部"を走るボナパルト通り、サンジェルマン・デ・プレ広場スクアール・ローラン＝プラッシュからの眺め (Rue Bonaparte vue de la square Laurent-Prache, Place Saint-Germain-des-Prés.)。左角はブラッスリー・ル・ボナパルト。
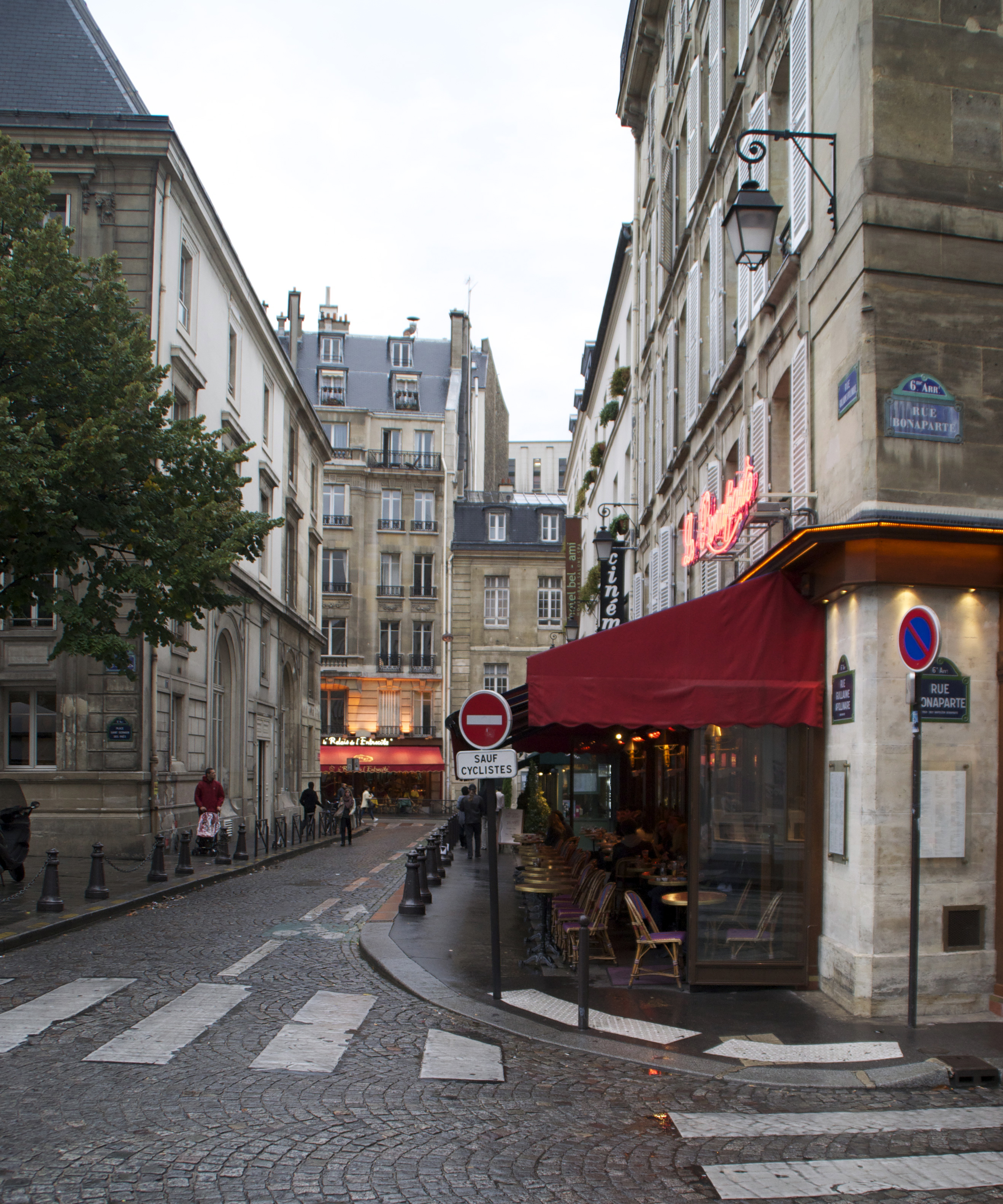
ボナパルト通り (fr) との角にあるブラッスリー・ル・ボナパルトから見るギヨーム＝アポリネール通り (fr)。先のサン＝ブノワ通り (fr) まで走る。
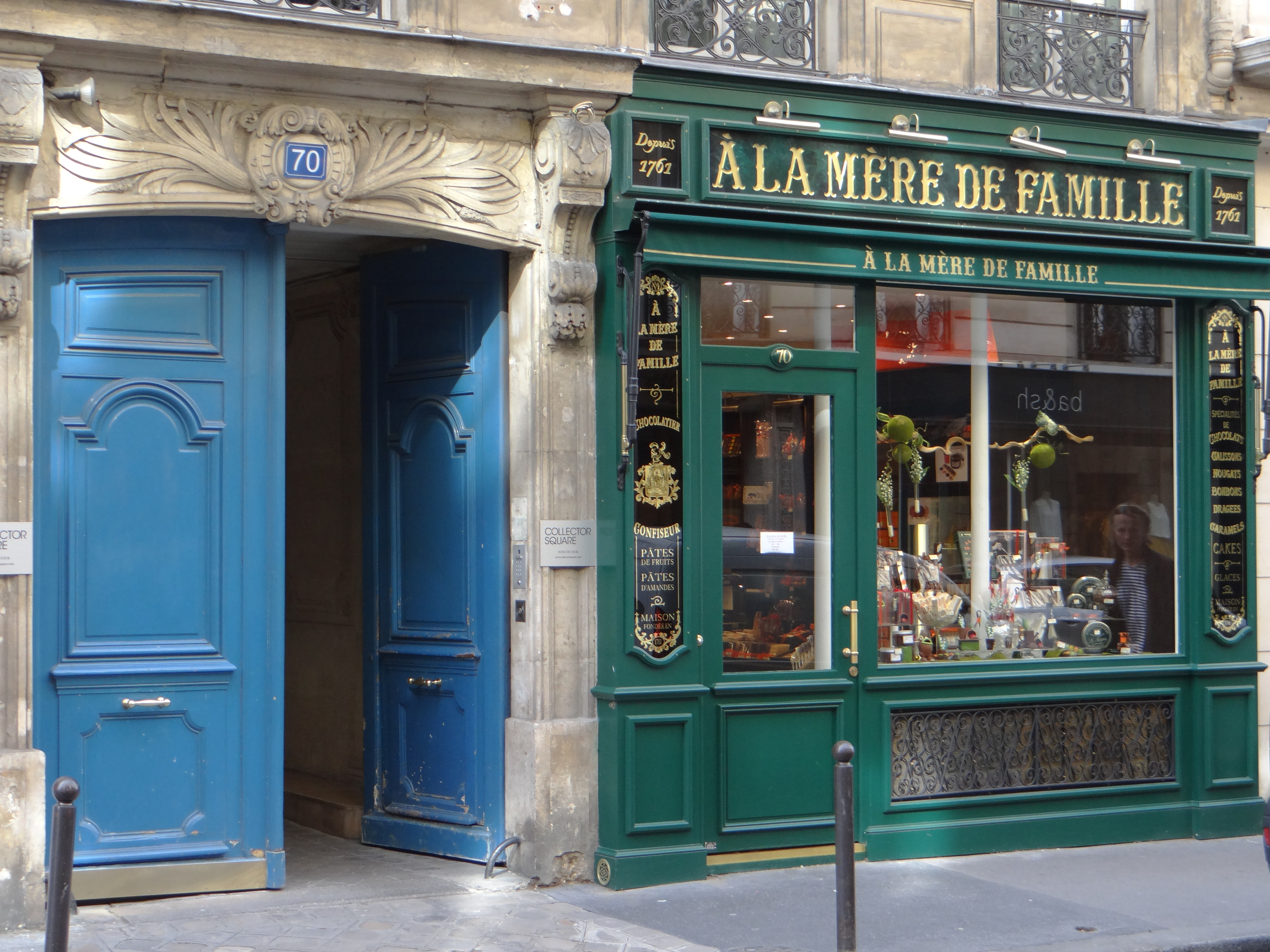
1761年創業, 老舗チョコ&菓子屋ア・ラ・メール・ド・ファミーユ (À la Mère de Famille), ボナパルト通り70番地。本店は9区フォーブール＝モンマルトル通り35番地にある。2区モントルグイユ通り, 6区ボナパルトとシェルシュ＝ミディ通り, 7区クレール通り, 16区ポンプ通り, ヴァンセンヌ･･等, パリ市内外各所に店舗がある。
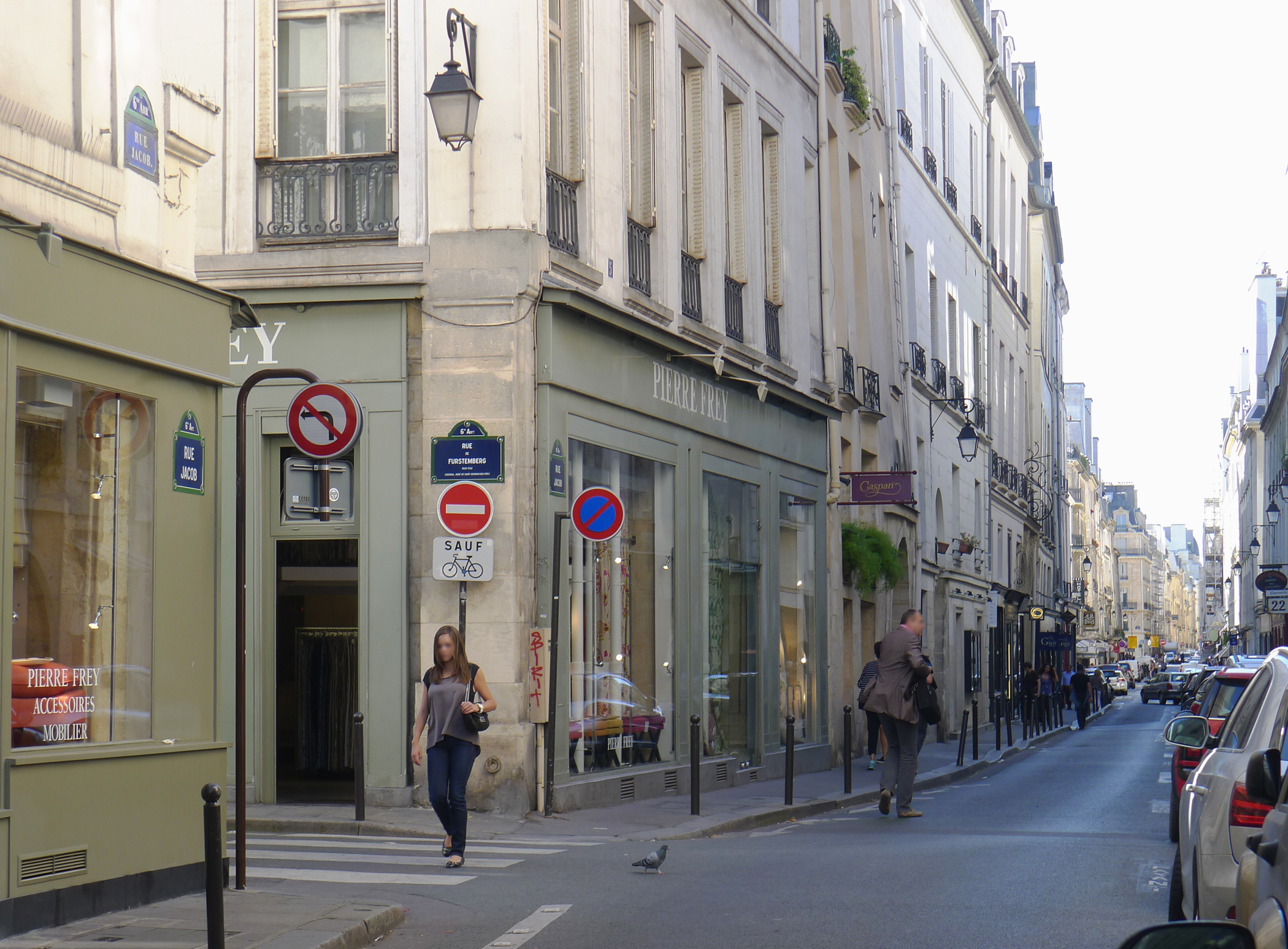
ジャコブ通り。左に交差する道はフルスタンベール通り (La rue Jacob au niveau de la rue de Furstemberg.)。画像女性の背景角の店舗は1935年創業、壁紙やファブリックなどインテリアデコレーションの老舗ピエール・フレイ (Pierre Frey) の本店。
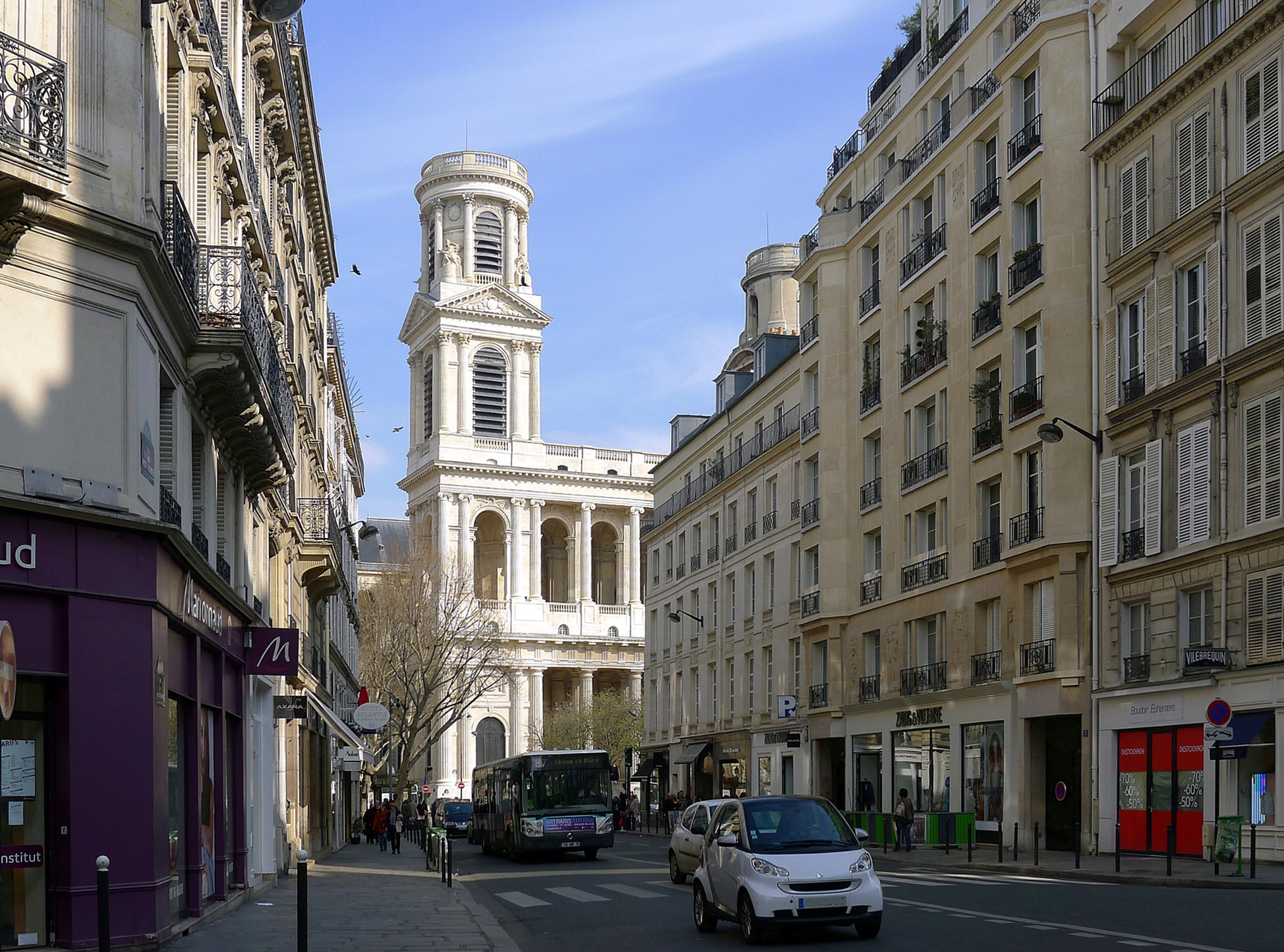
グルネル、セーヴル、フール、シェルシュ＝ミディ、ヴュー＝コロンビエ等が交差するミシェル＝ドゥブレ広場 (fr) から見るヴュー＝コロンビエ通りとサン＝シュルピス教会
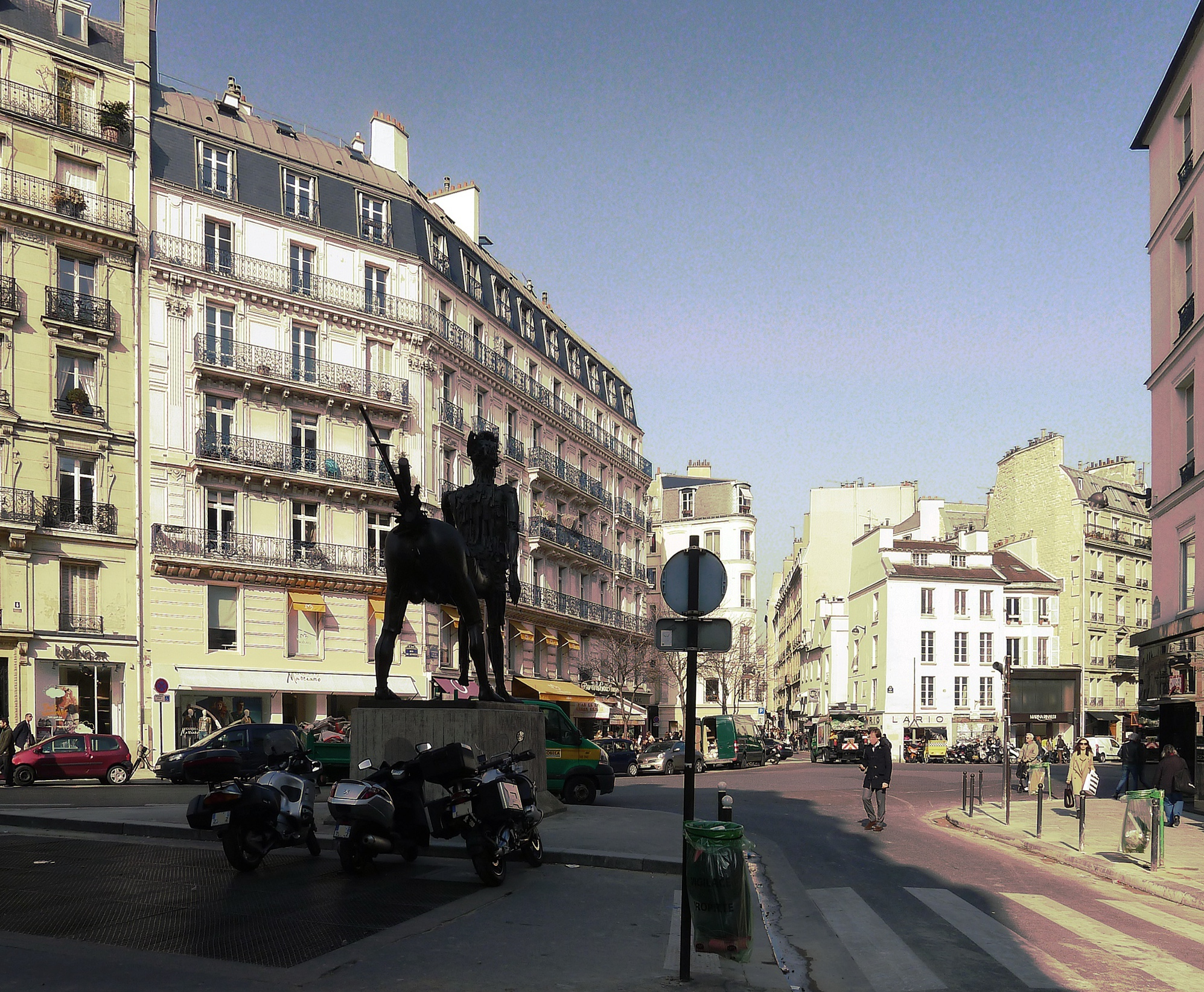
Place Michel-Debré vue depuis la rue du Cherche-Midi.
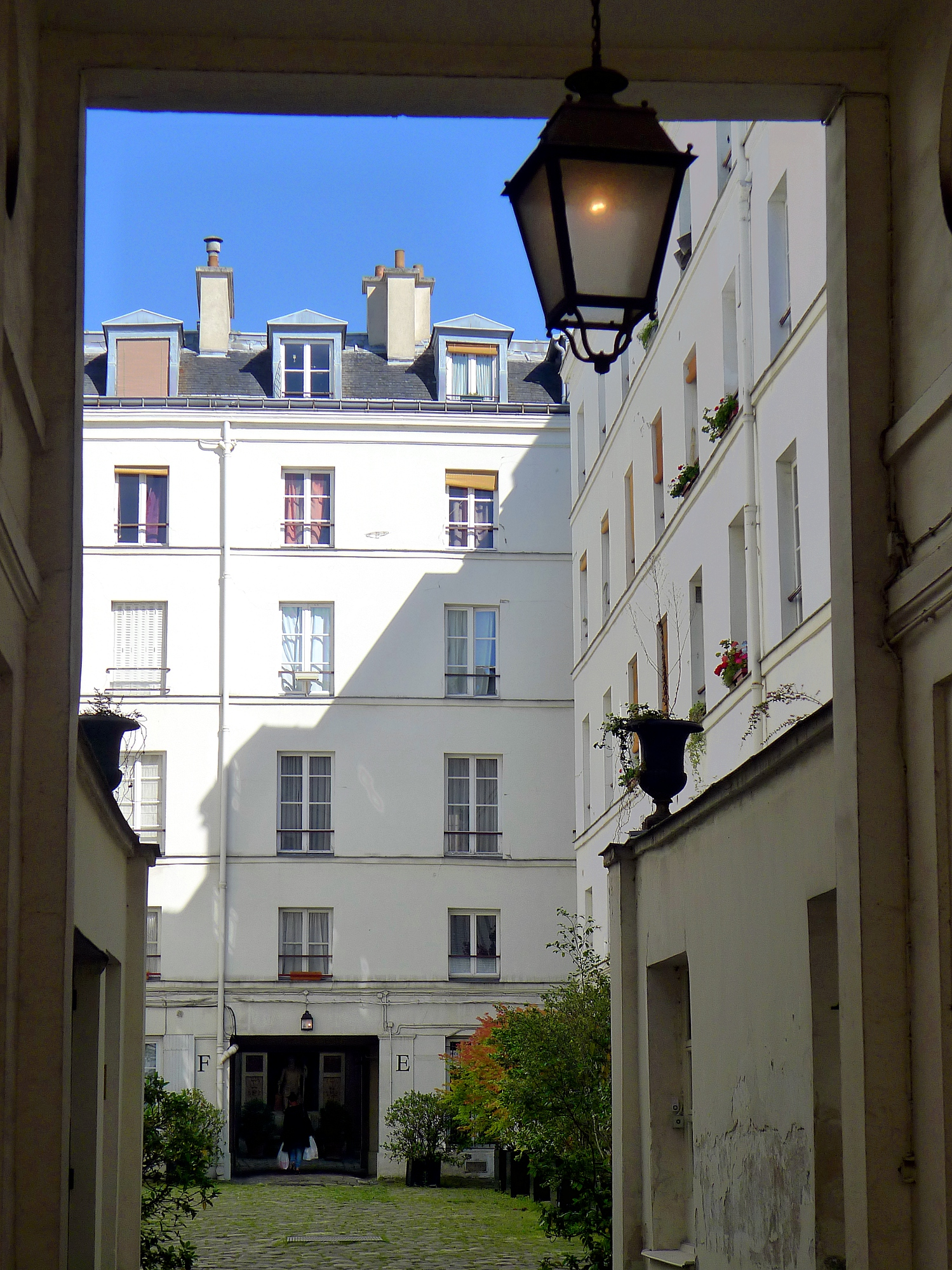
86 rue du Cherche-Midi
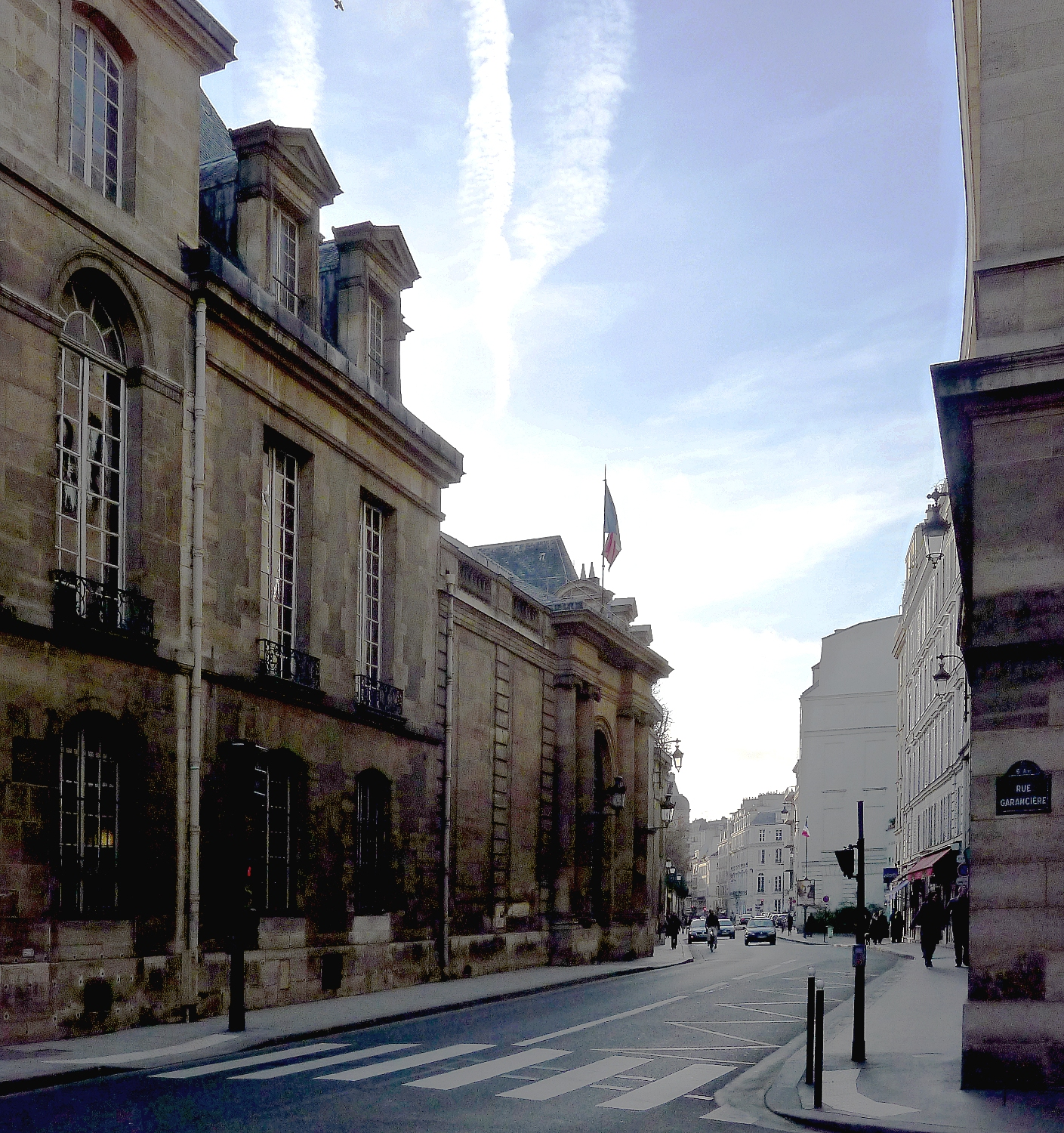
"プティ リュクサンブール"、上院議長公邸の出入門 (Entrée du Petit Luxembourg, résidence du président du Sénat, 17 Rue de Vaugirard, et angle de la rue Garancière.)
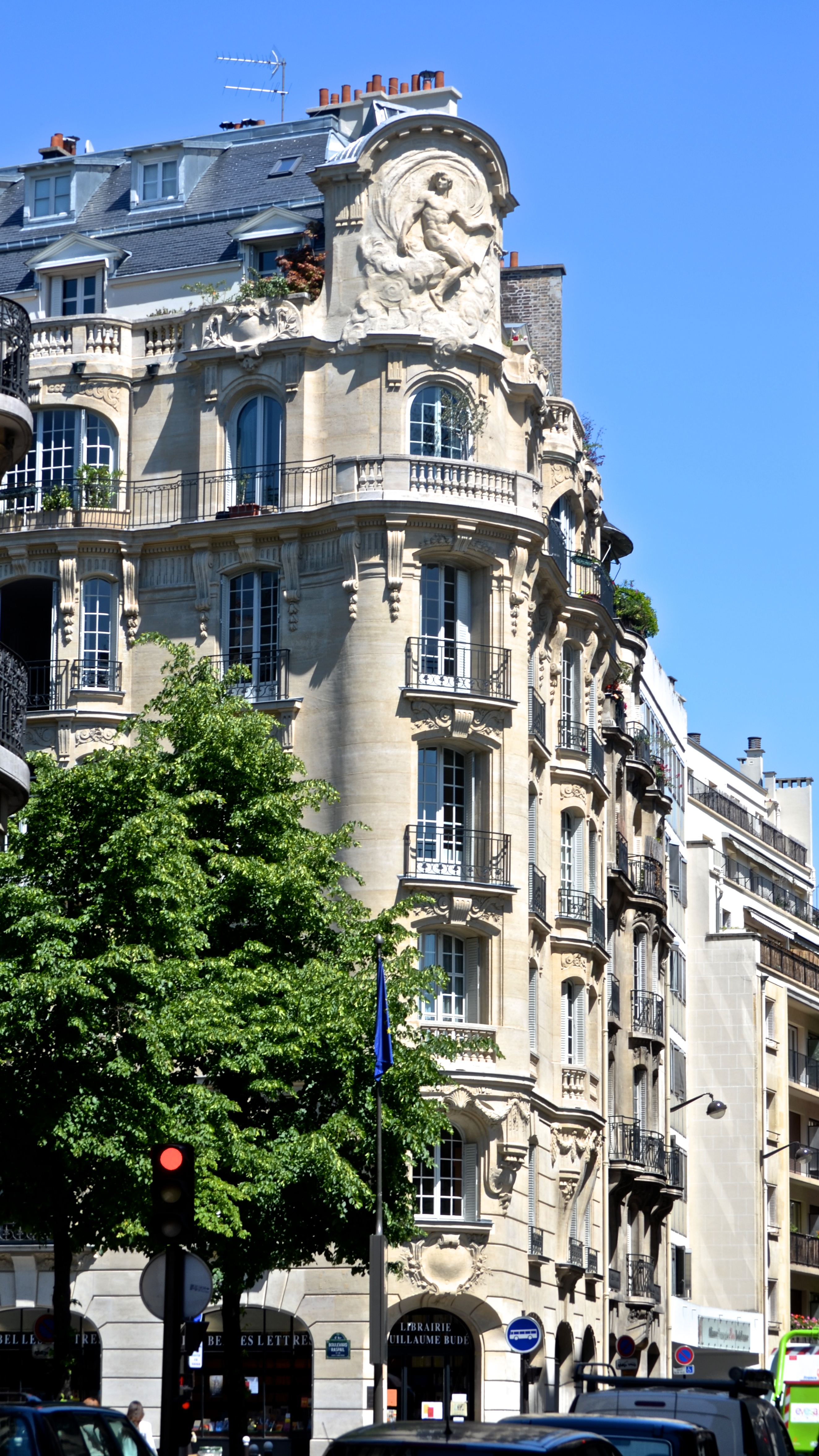
目抜き通りのラスパイユ大通り95番地にある建物
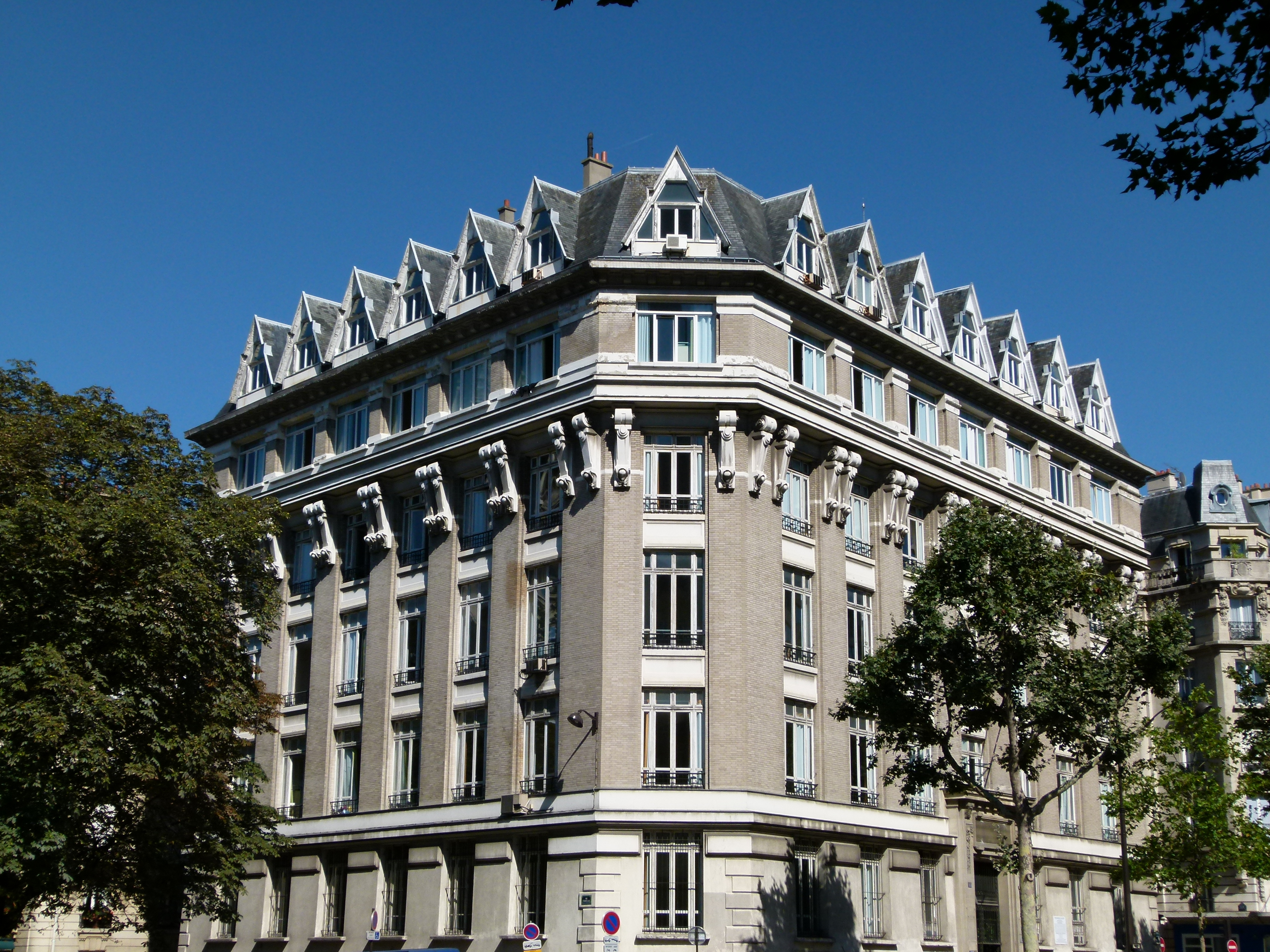
ラスパイユ大通りとのヴァヴァン交差点近く、スタニスラス通り (Rue Stanislas) との角、モンパルナス大通り沿いにあるエコロジー移行・連帯省の分庁舎

- アサス通り（ダサス通り、Rue d'Assas）
- オーギュスト＝コント通り（Rue Auguste-Comte）
- アンシエンヌ＝コメディ通り（ランシエンヌ＝コメディ通り、Rue de l'Ancienne-Comédie）
  - モネ地区を走る。南北に走るマザリヌ通りから途中、アンシエンヌ＝コメディと名を変え、東西に走るサン＝ジェルマン大通りと交差する。交差点からその先は、オデオン通りと名を変えオデオン座界隈やリュクサンブール庭園北側へ至る。通り沿いにはレストラン等が軒を連ねる。1686年創業ル・プロコップがある。こうした「カフェ」は各界知識人の集まる場だった。また、同通り39番地はフランス革命期に恐怖政治を敷いたジャン＝ポール・マラーが、1789年に発行した新聞「人民の友」を印刷した場所。
- オプセルヴァトワール大通り（ロプセルヴァトワール大通り、Avenue de l'Observatoire）
  - リュクサンブール庭園、グラン＝エクスプロラトゥール・マルコ＝ポーロ・エ・カブリエ＝ド＝ラ＝サール庭園に沿って走るサン＝ミッシェル大通りから引き続いて南北に伸びる通り。モンパルナス大通りと交差し14区に入りパリ天文台界隈まで続く。
- ギヌメール通り（Rue Guynemer）
- グルネル通り（Rue de Grenelle）
  - シャン・ド・マルス公園から7区内を東西に走り、セーヴル通り界隈ドラゴン通りで一部6区サンジェルマン＝デ＝プレ地区西端に差し掛かる。付近の最寄り駅はメトロ サン＝シュルピス駅やセーヴル＝バビロヌ駅。
- コンデ通り（Rue de Condé）
  - モネ地区を南北に走るマザリヌ通りが途中、アンシェンヌ＝コメディ通りと名を変え、サン＝ジェルマン大通りと交差する。交差点から先はさらにオデオン通りと名を変え、オデオン座のあるオデオン広場界隈やリュクサンブール庭園へ伸びる。そのオデオン通りからコンデ通りとムッシュ＝ル＝プランス通りとが分岐し、ムッシュはオデオンの東側を、コンデはオデオンの西側をそれぞれ南北に並走する。コンデ公の居宅「Hôtel de Condé」が所在した。館は現在のオデオン座。
- ケ・デ・グラン＝オーギュスタン通り （ケ・デ・グラン＝ゾーギュスタン通り、Quai des Grands-Augustins）
- ケ・ド・コンティ通り（Quai de Conti）
- ケ・マラケ通り（Quai Malaquais）
- サン＝アンドレ＝デ＝ザール通り（サン＝タンドレ＝デ＝ザール通り, Rue Saint-André-des-Arts）
- サン＝シュルピス通り（Rue Saint-Sulpice）
  - サン＝シュルピス教会の北側に沿ってサン＝ジェルマン＝デ＝プレ界隈を東西に走る、ファッションのブティックや雑貨店等が並ぶ通り。東京青山でも展開するインテリア店メゾン・ドゥ・ファミーユ (Maison de Famille)[12]や無印良品の店舗もある。サン＝シュルピス広場界隈で交差するボナパルト通りから西へは、ヴュー＝コロンビエ通り (Rue du Vieux-Colombier) と通り名を変えて続き、サン＝シュルピス駅交差点でレンヌ通りと、さらにセーヴル通りと交差する。通り沿いには上記無印の他、ボナパルト通り側にあるピエール・エルメ等のパティスリー、2014年創業の新進ブランド クロエ・ストラ (Chloé Stora) のパリ旗艦店、エルベ・シャプリエ、共にパリ市内各所にあるマージュ (Maje) とザディグ・エ・ヴォルテール (Zadig & Voltaire)、ロンシャン･･等のブティック、ヴュー・コロンビエ劇場･･等がある。
- サン＝ジェルマン大通り（Boulevard Saint-Germain）
- サン＝ブノワ通り（Rue Saint-Benoît）
  - ボナパルト通りの至近西側を南北に並走する。ジャコブ通りとサン＝ジェルマン大通りとの間を走る。同通り5番地にはマルグリット・デュラスが亡くなるまで暮らした建物があり、プラークが掲げられている。ジャコブ通り側には少なくなったとはいえ書店のほか、アート・ギャラリー等がいくつかある。また公立学校が連なり、アラン・ドロンとナタリー・ドロンの子アントニー・ドロンもそうであったようにサン＝ジェルマン＝デプレ界隈のセレブリティ達の子も通う12番地のサン＝ブノワ小学校 (école primaire Saint-Benoît)、16番地のサン＝ブノワ幼稚園 (école maternelle publique Saint-Benoît)、18番地のジャック＝プレヴェール中学校 (collège Jacques-Prévert) がある。他に、ジャズクラブのル・クルブ・サン＝ジェルマン (Le Club Saint-Germain)、ホテル、フランス料理店、和食店の円から、著名なカフェ・ド・フロール、ルイ・ヴィトン･･までが店舗を構える。
- サン＝ペール通り（Rue des Saints-Pères）
  - 7区との境界線上を南北に走り、南側でセーヴル通りへ接続する。かつてENA本校やエコール・デ・ポン本校が置かれた通り。同通りから7区内へ、ユニヴェルシテ通りの北側を並走するヴェルヌイユ通りにセルジュ・ゲンスブールの旧宅がある。
- サン＝ミッシェル大通り（Boulevard Saint-Michel）
  - 5区との境界線上「カルチエ・ラタン」を南北に走る通り。
- シェルシュ＝ミディ通り（Rue du Cherche-Midi）
  - セーヴル＝バビロヌ駅交差点ル・コルビュジエ広場の北側にあたるセーヴル通り界隈から派生し、同セーヴル通りの東側を南北に並走しながら、14区との区境を走るモンパルナス大通り先まで走る。8番地の老舗ブーランジュリーチェーンのポワランヌ (Boulangerie Poilâne) 、14番地の革バッグで知られる1996年創業のロックスウッド (Loxwood Le Parisien Cabas) などのブティックが軒を連ねる。
- ジャコブ通り（Rue Jacob）
  - サンジェルマン＝デ＝プレ地区の"心臓部"で、南北に走るボナパルト通りと東西に交差する通り。東側で下記セーヌ通りまで伸び、西側の7区側でユニヴェルシテ通りに接続し、エッフェル塔真横まで伸びてゆく。
- セーヴル通り（Rue de Sèvres）
  - 南北に走るレンヌ通りから7区・15区との境界上アンリ＝キュイユ広場 (fr) まで6区内を左斜め下に伸びる通り。セーヴル＝バビロヌ駅付近のバビロヌ通りや下記ラスパイユ大通りとの交差地点ル・コルビュジエ広場界隈は7区との境界線付近にあたる。セーヴル＝バビロヌ駅からサン＝シュルピス駅にかけた一帯には、ブシコー公園、ホテル・ルテシアやボン・マルシェ百貨店、マージュ (Maje)、ベルルッティ (Berluti)、セリーヌ、サン＝ローラン、エルメス、プラダ、クリスチャン・ルブタン、フェラガモ、キプリング (Kipling)、イネス・ド・ラ・フレサンジュ･･等のブティック、ラ・メゾン・デュ・ショコラ (La Maison du Chocolat)、高級食材店ラ・グランド・エピスリー・ド・パリ･･等がある。また、ラスパイユ大通りを北側へ、ヴァレンヌ通りとの交差地点を過ぎて、バック通りやサン＝ジェルマン大通りと交差するメトロ リュ・ド・バック駅があるルネ＝シャール広場界隈までには、ショコラ等のパティスリーで知られるユーゴ・エ・ヴィクトール (Hugo et Victor)、ケンゾーやポール・スミス等のブティックや香水店、ワイン専門店 ラ・カーヴ・ド・ジョエル・ロブション (La Cave de Joël Robuchon)、スーパーのモノプリ (Monoprix)･･などがある。さらにルネ＝シャール広場からバック通りへ進むと、ラトリエ・ド・ジョエル・ロブション (L'Atelier de Joël Robuchon)等のレストラン、マージュ (Maje)、サントノレ通り界隈の店舗が知られるインテリアデザインのメゾン・サラ・ラヴォワンヌ (Maison Sarah Lavoine)･･等が立地している。
- セーヌ通り（Rue de Seine）
  - サン＝ジェルマン＝デ＝プレ地区とモネ地区とのカルティエ間の境界上を走り、オデオン地区まで走る通り。ビュシ、フール、アンシェンヌ＝コメディ、ドーフィヌ通り･･等、ボナパルト通り東側に位置するセーヌ通り一帯にレストランやカフェからブティックまで点在している。上記ジャコブ通りの起点界隈にファッションブランドのジェローム・ドレフュス (Jérôme Dreyfuss) とイザベル・マラン (Isabel Marant) のブティックがあるが、両人共夫婦。共に東京表参道界隈にブティックがある。
- セルヴァンドニ通り（Rue Servandonie）
  - 「三銃士」のダルタニャンは設定で当通り12番地界隈に居住し（実際に居住した地は7区バック通り界隈）、「レ・ミゼラブル」のマリウス・ポンメルシーは設定で1817-1827年の間、通り界隈に居住していたとされている。サン＝シュルピス教会とリュクサンブール庭園との間を南北に結ぶ短い通り。
- デュパン通り（Rue Dupin）
  - ボン・マルシェ百貨店の南側に沿って走るセーヴル通り界隈から南へ伸びる通り。
- トゥルノン通り（Rue de Tournon）
  - モンモランシー公の居宅「Hôtel de Montmorency」も所在した。
- ドーフィヌ通り（Rue Dauphine）
- ノートル＝ダム＝デ＝シャン通り（Rue Notre-Dame-des-Champs）
- フール通り（Rue du Four）
  - サン＝ジェルマン大通りでビュシ通りから名を変え西側へ続く通り。サン＝ジェルマン＝デ＝プレ界隈のボナパルト通り、レンヌ通りと交差し、7区側区境ドラゴン通りとヴュー＝コロンビエ通りとの交差点、ル・コルビュジエ広場の北側界隈でセーヴル通りと接続する。通り沿いには主にフランス国内200カ所にあり青山・銀座など日本にも進出しているシネクァノン(Sinéquanone)･･といったブティック等が軒を連ねている。
- フルリュース通り（Rue de Fleurus）
- フルスタンベール通り（Rue de Furstemberg）
- ヴォージラール通り（Rue de Vaugirard）
  - 5区と6区との境界線上を南北に走るサンミッシェル大通り (Boulevard Saint-Michel) から6区内を左斜め下に走り、15区内ルフェーブル大通り (Boulevard Lefebvre) に至る全長4360メートルの、パリを走る通りの中でも最も長い通りの一つになる (Liste des voies parisiennes par longueur 参照)。
- ボザール通り（ボ＝アール通り、Rue des Beaux-Arts）
- ボナパルト通り（Rue Bonaparte）
  - サンジェルマン＝デ＝プレ広場界隈でサンジェルマン大通りと交差する。エコール・デ・ボザールからサンジェルマン＝デ＝プレ教会などサンジェルマン＝デ＝プレ地区の心臓部を南北に走る通り。同広場界隈には、カフェ・ド・フロール、レ・ドゥ・マゴ、リップ等の著名なカフェないしブラッスリーがあり、また、同広場界隈からレンヌ通りがモンパルナスへ南北に走る。
- マザリヌ通り（Rue Mazarine）
  - モネ地区を南北に走る通り。途中、アンシエンヌ＝コメディ通りと名を変え、東西に走るサン＝ジェルマン大通りと交差する。交差する先は、オデオン通りと名を変えオデオン座やリュクサンブール庭園北側に至る。通り沿いにはレストランやパティスリー等が軒を連ねる。
- メディシス通り（Rue de Médicis）
- モンパルナス大通り（Boulevard du Montparnasse）
  - 14区との境界線上を走る通り。モンパルナス駅からラスパイユ大通りとのヴァヴァン交差点 (パブロ＝ピカソ広場) 界隈、メトロのヴァヴァン駅付近にかけて、著名なカフェないしレストラン等が集積している。
- ラスパイユ大通り（Boulevard Raspail） 
  - バック通りやサンジェルマン大通りが接続する7区内のルネ＝シャール広場から6区内を右斜め下に横切り、モンパルナス大通りと交差し14区内に入る。14区中心にあるダンフェール＝ロシュロー広場 (カタコンブ・ド・パリ) 界隈までを走る通り。
- レンヌ通り（Rue de Rennes）
  - ボナパルト通りとサンジェルマン大通りとが交差するサンジェルマン＝デ＝プレ広場界隈からモンパルナスへ南北に走る通り。通りのサンジェルマン＝デ＝プレ広場界隈付近には、上記のカフェないしブラッスリーから、スーパーマーケットのモノプリ (Monoprix) の他、 エンポリオ・アルマーニやカルティエ、ZARA、GAP、ケンゾー、セイコー、ロレックス、Mont Blanc、オーガニックコスメで知られるイヴ・ロシェ(ール)(Yves Rocher) など、ファッションやラグジュアリーブランド店等が軒を連ねる。

### 橋梁

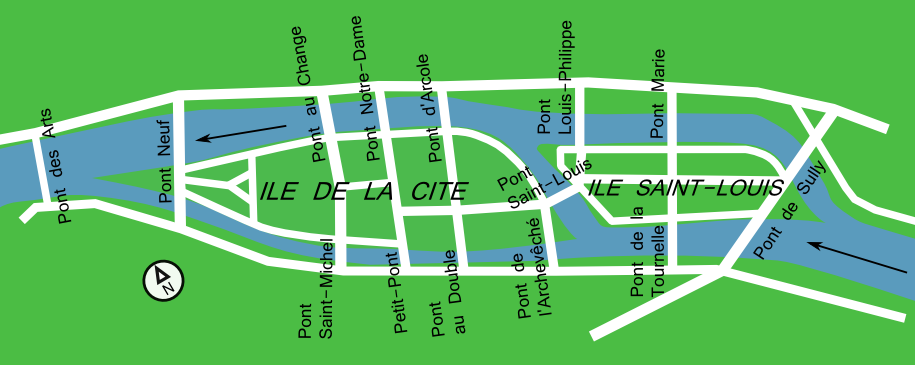
シテ島、サン＝ルイ島付近の橋

セーヌ川に架かる区内の橋は、次のとおりである（上流から順に列挙）。
- サン＝ミッシェル橋（Pont Saint-Michel）
  - シテ島とセーヌ川南岸を結ぶ。
- ポンヌフ（新橋, Pont Neuf）
  - 現存するパリ最古の橋。シテ島を挟んでセーヌ川両岸を結ぶ。
- ポン・デザール（芸術橋, Pont des Arts）
- カルーゼル橋（Pont du Carrousel）

### 広場・交差点

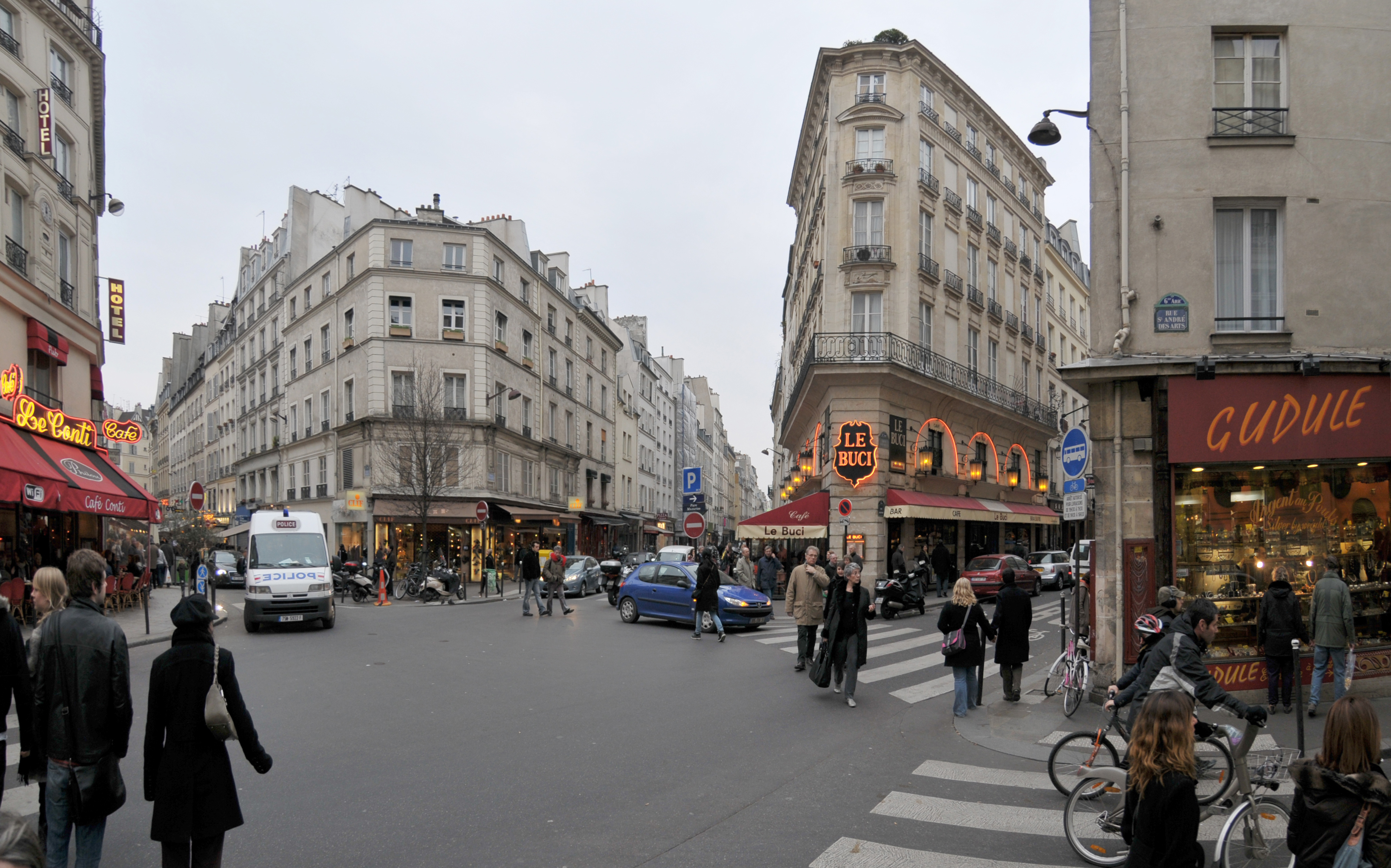
サン＝タンドレ＝デ＝ザール通りから見た、左からビュシ、マザリヌ(アンシエンヌ＝コメディ)、ドーフィヌ各通りの交差地点界隈
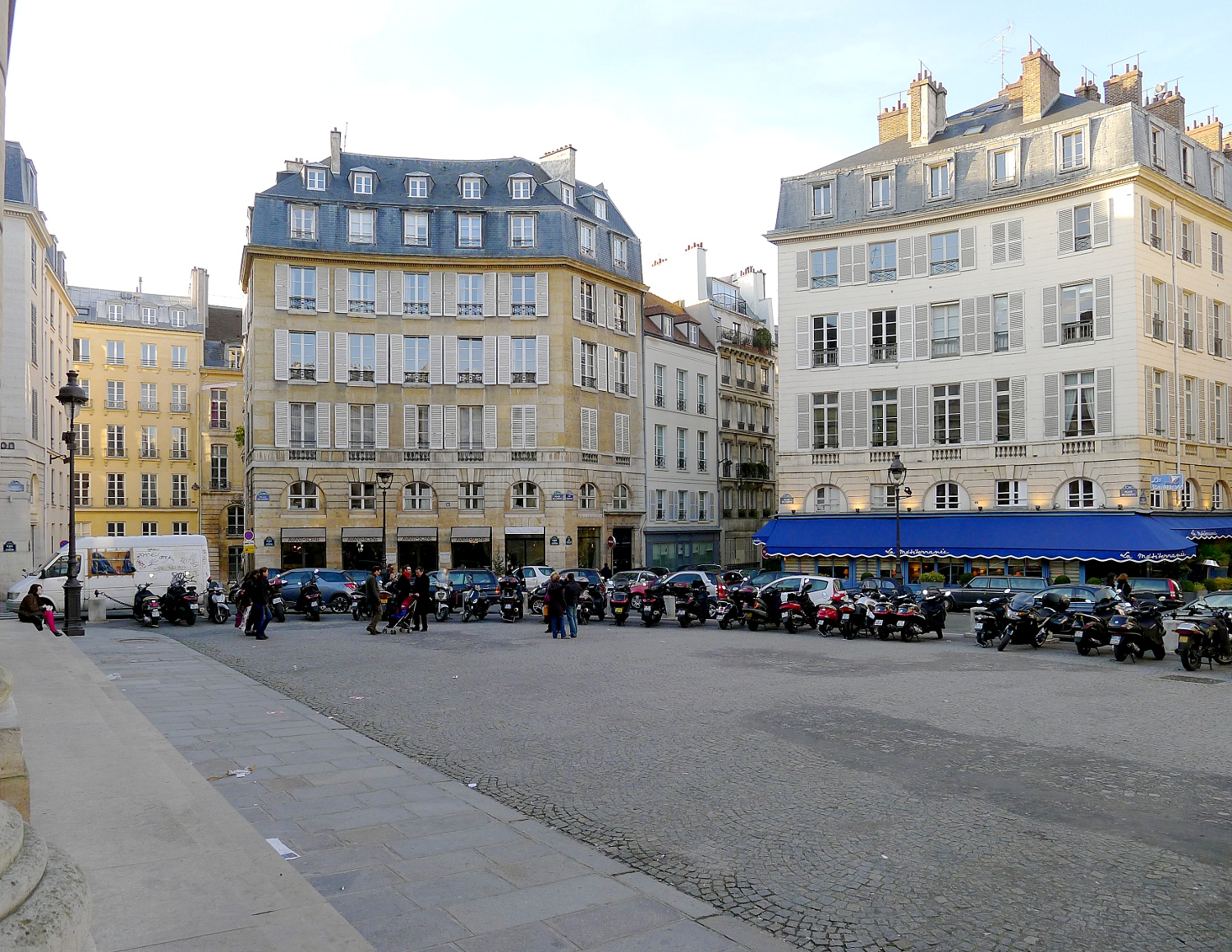
オデオン広場 (Place de l'Odéon)。右手の青い庇のレストラン「ラ・メディテラネ」はメディシス賞選考会場
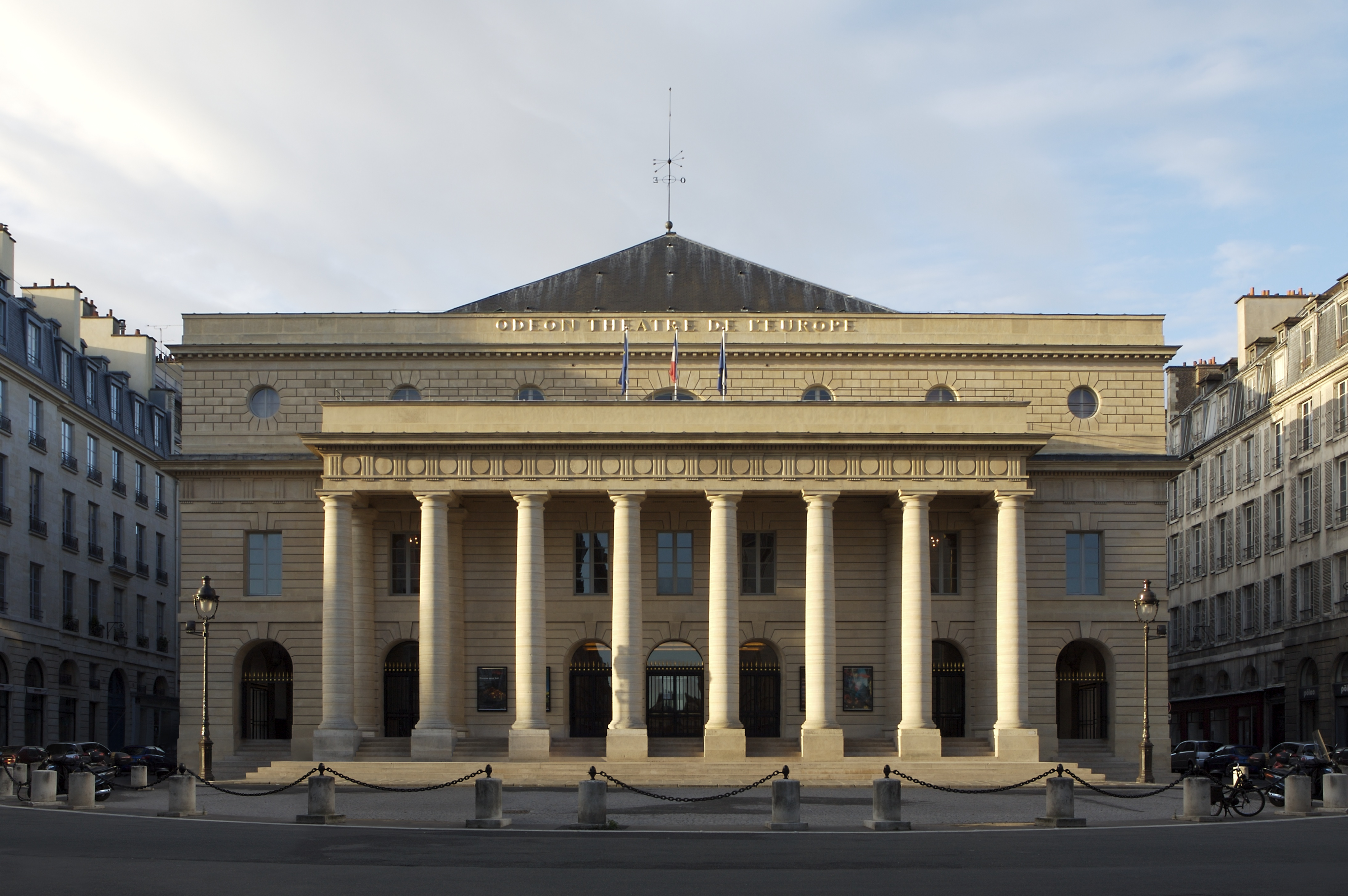
オデオン座, ファサード (Façade du théâtre de l'Odéon)
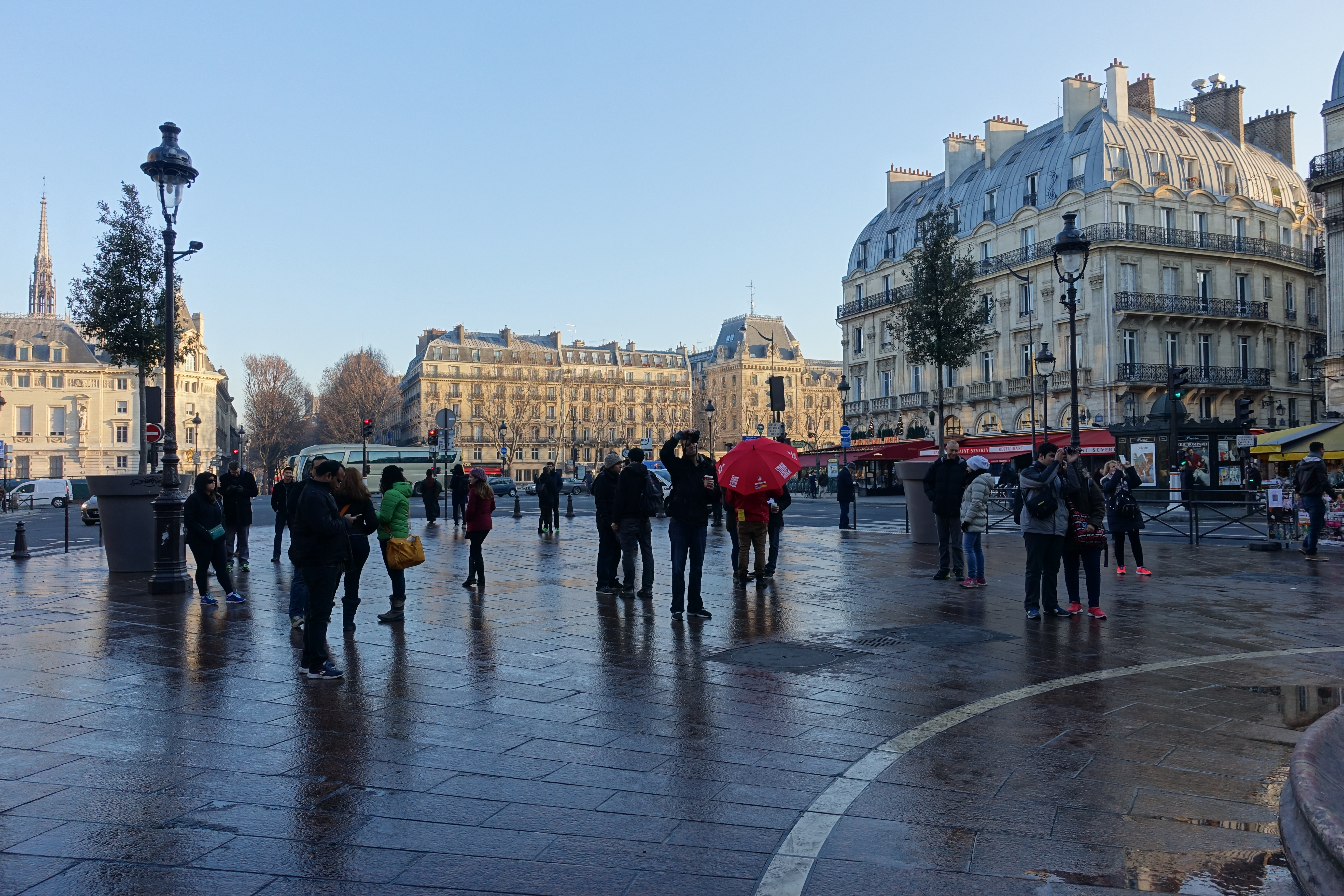
サン＝ミッシェル広場
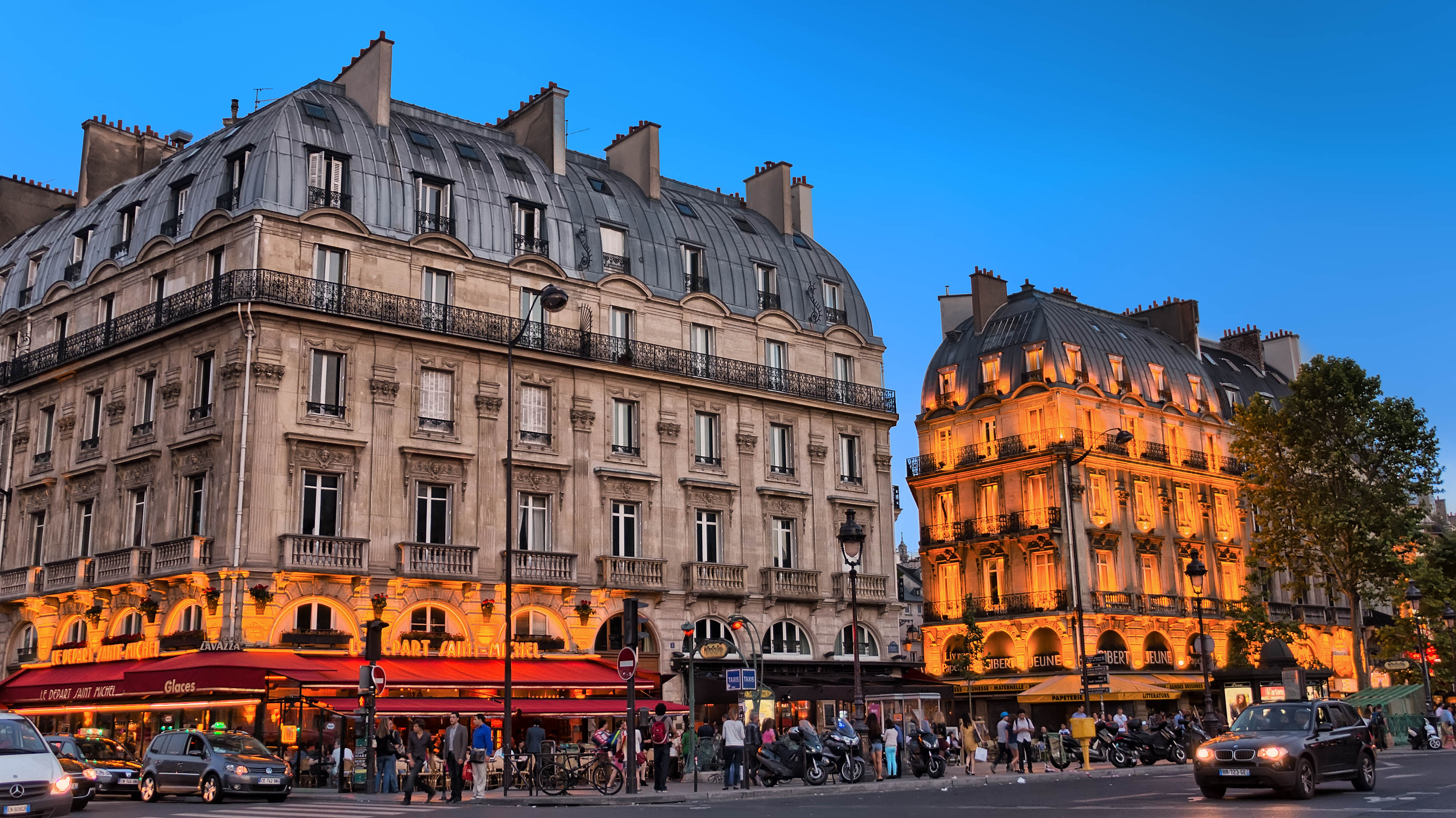
(厳密には5区側の)サン＝ミシェル広場のカフェ・ル・デパール (Cafe Le Depart St.-Michel)

パリの「広場 （プラス、Place）」は、しばしば2以上の道路が交差する場所に位置し、中心の「島」を道路が周回するロータリー状の交差点となっている場合が多い。中心の「島」部分は、オベリスクや緑地等に利用されている場合もあり、エトワール凱旋門があるシャルル・ド・ゴール広場は世界的に有名である。6区の広場や交差点には、次のようなものがある。
- オデオン交差点（Carrefour de l'Odéon）
  - 南北に走るマザリヌ通りがアンシエンヌ＝コメディ通りと名を変え、東西に走るサン＝ジェルマン大通りと交差するが、その交差点の先、至近にある交差点。オデオン交差点から、アンシェンヌ＝コメディはオデオン通り、コンデ通り、ムッシュ＝プランス通りの3つに分岐し、オデオン通りはオデオン座があるオデオン広場に至る。同広場のすぐ南側はリュクサンブール庭園になる。
- オデオン広場（Place de l'Odéon）
- サン＝ミッシェル広場（Place Saint-Michel）
  - 5区と6区の境界に位置している。
- サンジェルマン＝デ＝プレ広場（Place Saint-Germain-des-Prés）
- 1940年6月18日広場（プラス・デュ・ディズウィット＝シス＝ミル・ヌフ・サン・キャラント, Place du 18-Juin-1940）
  - 6区、14区、15区の境界に位置する、モンパルナス駅前広場。
- ミッシェル＝ドゥブレ広場（Place Michel-Debré）
  - 旧ラ・クロワ＝ルージュ交差点 (赤十字交差点, Carrefour de la Croix-Rouge)。下記ル・コルビュジエ広場の北側至近にある。グルネル、セーヴル、フール、シェルシュ＝ミディ、ヴュー＝コロンビエ通り等が交差する。名称はミシェル・ドゥブレから。
- ル・コルビュジエ広場（Place Le Corbusier）
  - 6区と7区の境界に位置し、セーヴル＝バビロヌ駅界隈にはボン・マルシェやオテル・ルテシア、ブティック･･等が軒を連ねる。ブシコー公園に面している。名称はル・コルビュジエから。
- レオン＝ポール＝ファルグ広場（Place Léon-Paul-Fargue）
  - 6区、7区、15区の境界に位置している。名称はレオン＝ポール・ファルグから。

### 船舶
- 水上バス「バトービュス」 （Batobus）
  - ポン・デザールの西側のセーヌ川の川岸に発着場がある。

## 著名な出身者

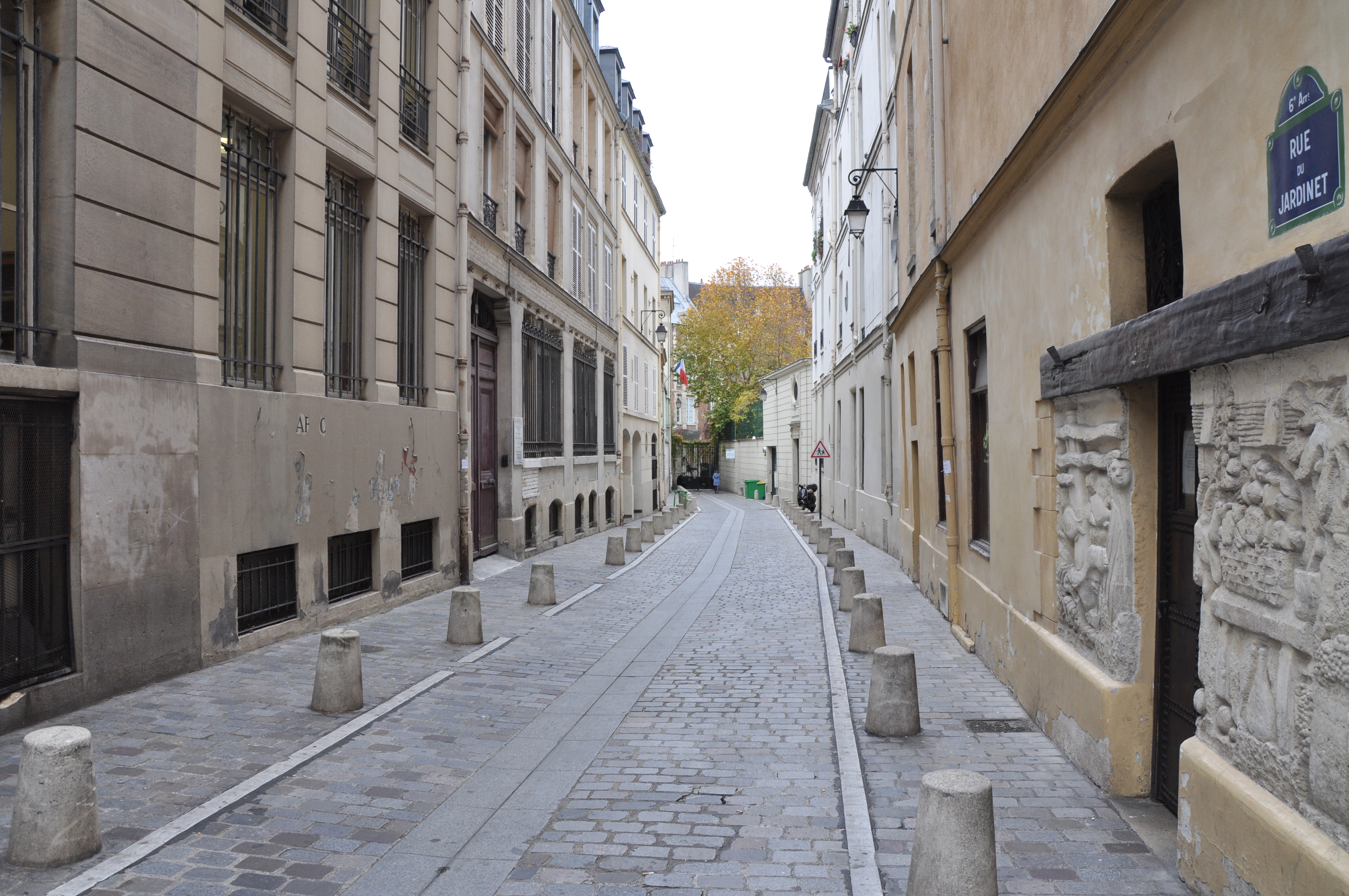
La Rue du Jardinet（カミーユ・サン＝サーンスの出生地界隈）

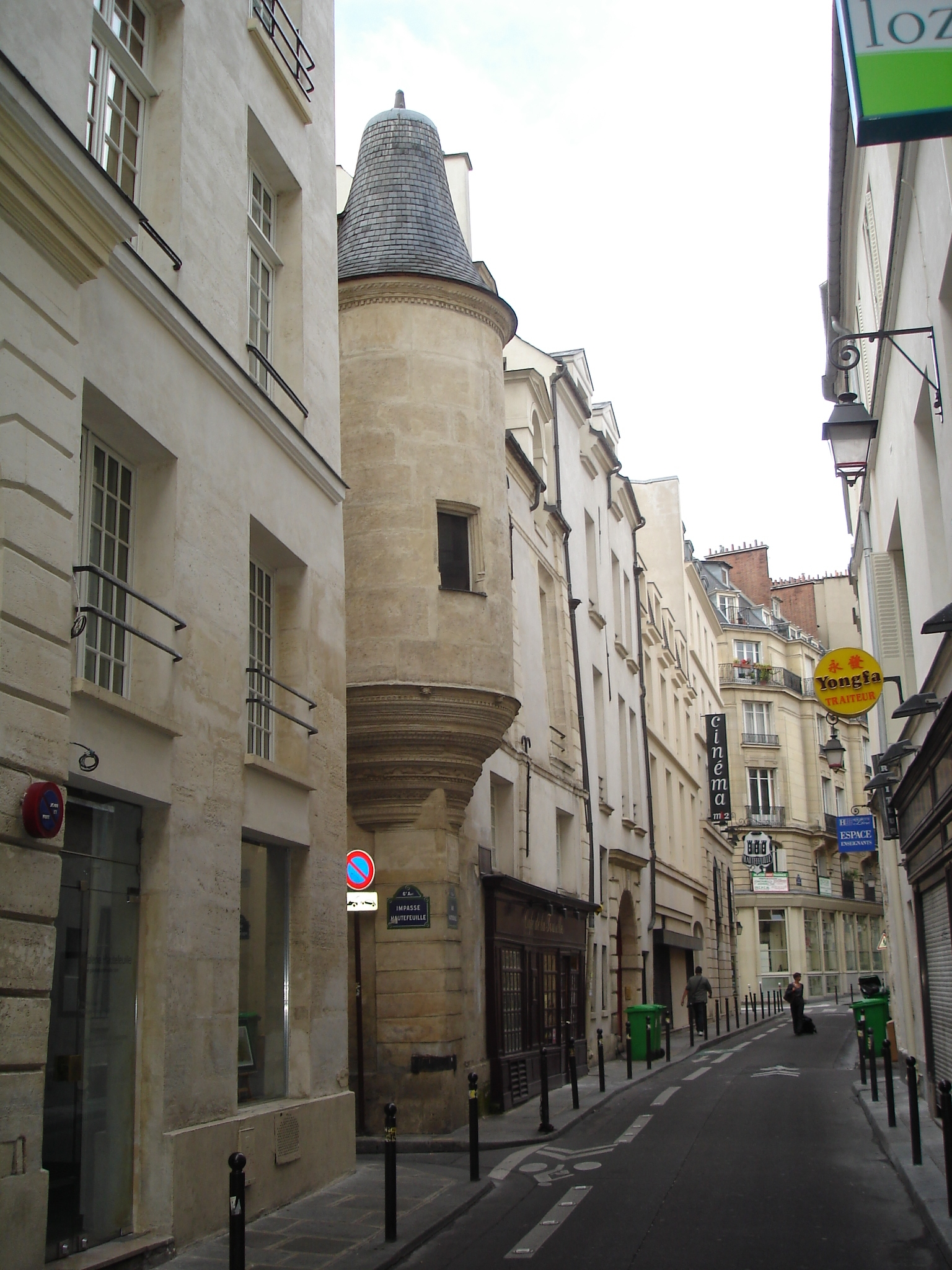
Rue Hautefeuille（シャルル・ボードレールの出生地界隈）

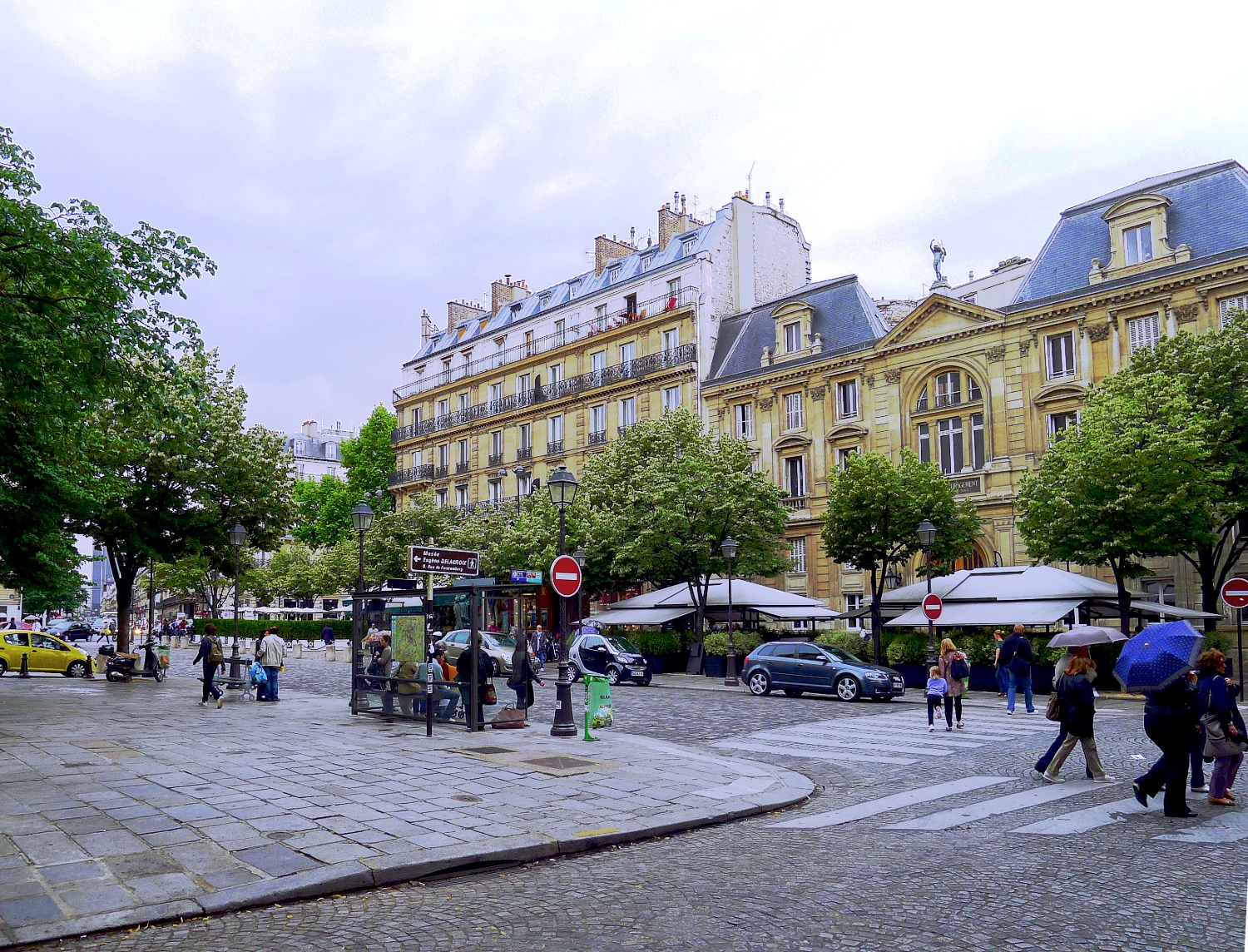
サンジェルマン・デ・プレ広場

### 貴族
- ルイ2世（第4代コンデ公） - 第3代コンデ公アンリ2世から歴代コンデ公 (1612-1770年) がコンデ館 (Hôtel de Condé, 現オデオン座) に居住していた。
- メーヌ公爵夫人アンヌ・ルイーズ（第5代コンデ公アンリ3世の娘） - ルイ14世とモンテスパン侯爵夫人の長男の妻
- マルキ・ド・サド（作家、サド侯爵ドナスィヤン・アルフォンス・フランソワ） - 「サディズム」

### 政治
- シャルル＝モーリス・ド・タレーラン＝ペリゴール（元首相、フランス革命〜復古王政期の政治家、貴族） - ガランシエル通り（フランス語版）4番地生まれ。ナポレオン戦争終結後のウィーン会議における主役。

### 学者
- レオン・フーコー（物理学者） - 1851年、地球の自転を証明した。現在の6区内にある私立スタニスラス校 (Collège Stanislas) に通っていた。
- シモーヌ・ド・ボーヴォワール（フェミニスト） - 6区に生まれ、1943年からサルトルとルイジアンヌ館 (fr) に、またボナパルト通り（フランス語版）42番地などに居住。ジャン＝ポール・サルトルのパートナー

### 文化
- アナトール・フランス（作家） - マラケ河岸（フランス語版）19番地生まれ
- エドゥアール・マネ（画家）
  - 司法省高級官僚の子としてサン＝ジェルマン＝デ＝プレの中心、現在のボナパルト通り5番地界隈で出生。17区ラ・コンダミンヌ通り (Rue La  Condamine) 界隈に居住し、ベルト・モリゾ、ピエール＝オーギュスト・ルノワール、クロード・モネら"バティニョール派 (印象派)"と呼ばれた中心にいた。
- ジョリス＝カルル・ユイスマンス（19世紀後半のデカダン派作家）
- カミーユ・サン＝サーンス（作曲家） - ジャルディネ通り（フランス語版）3番地で出生。その後、8区フォーブール＝サントノレ通り（フランス語版）、6区ムッシュ＝ル＝プランス通り（フランス語版）に居住
- シャルル・グノー（作曲家、『ファウスト』『ロメオとジュリエット』） - サン＝アンドレ＝デ＝ザール広場 (Place Saint-André-des-Arts) 界隈生まれ、サン＝クルーで死去
- モーリス・ドラージュ（作曲家）
  - パリ6区生まれ。16区オートゥイユのラ・ヴィラ＝ド＝ラ＝レユニオン大通り（Grande Avenue de la Villa-de-la-Réunion）25番地に居住。20世紀初頭の芸術家グループ「アパッシュ」（en）メンバーで、1912年の33歳の時に過ごしたインドと日本の旋律等に影響を受けている。
- シャルル・ボードレール（詩人） - オートフイーユ通り (Rue Hautefeuille) 13番地ないしサン＝ジェルマン大通り79番地生まれ。のちサン＝ルイ島のルグラティエ通り (Rue Le Regrattier) 6番地等に居住
- アンリ＝ピエール・ロシェ（画商） - メディシス通り (Rue de Médicis) 1番地で生まれ育ち、パリ近郊セーヴルで死去
- ドラ・マール（女流写真家、画家、シュールレアリスム） - 1930-40年代のパブロ・ピカソの愛人ないし恋人、かつミューズ。ダサス通り (アサス通り, Rue d'Assas) 界隈生まれ[13]
- ジャン・ジュネ（作家、エッセイスト）
- ジャンヌ・ランバン（LANVIN創業者） - マザリヌ通り（フランス語版）35番地生まれ

### 芸能
- サラ・ベルナール（舞台女優） - エコール＝ド＝メドゥシーヌ通り (fr) 5番地にプラークが掲げられているが、サントノレ通りないし2区ミショディエール通り界隈に出生した説もある。
- リュシエンヌ・ボワイエ（シャンソン歌手）
- シャルル・アズナヴール（歌手） - ムッシュ・ル・プランス通り (Rue Monsieur-le-Prince) 界隈生まれ。一家はアルメニア系トルコ人移民。父が5区ジャンポリヨン通りにレストランを開いていた。
- エドゥアール・ベール（俳優） - Collège Stanislas、École alsacienneと6区内の私立小中高に通っていた。

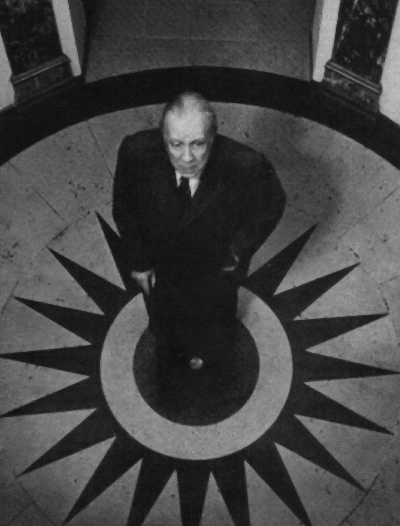
ホルヘ・ルイス・ボルヘス、「L'Hôtel（ロテル）」 (ボ＝ザール通り, Rue des Beaux-Arts)
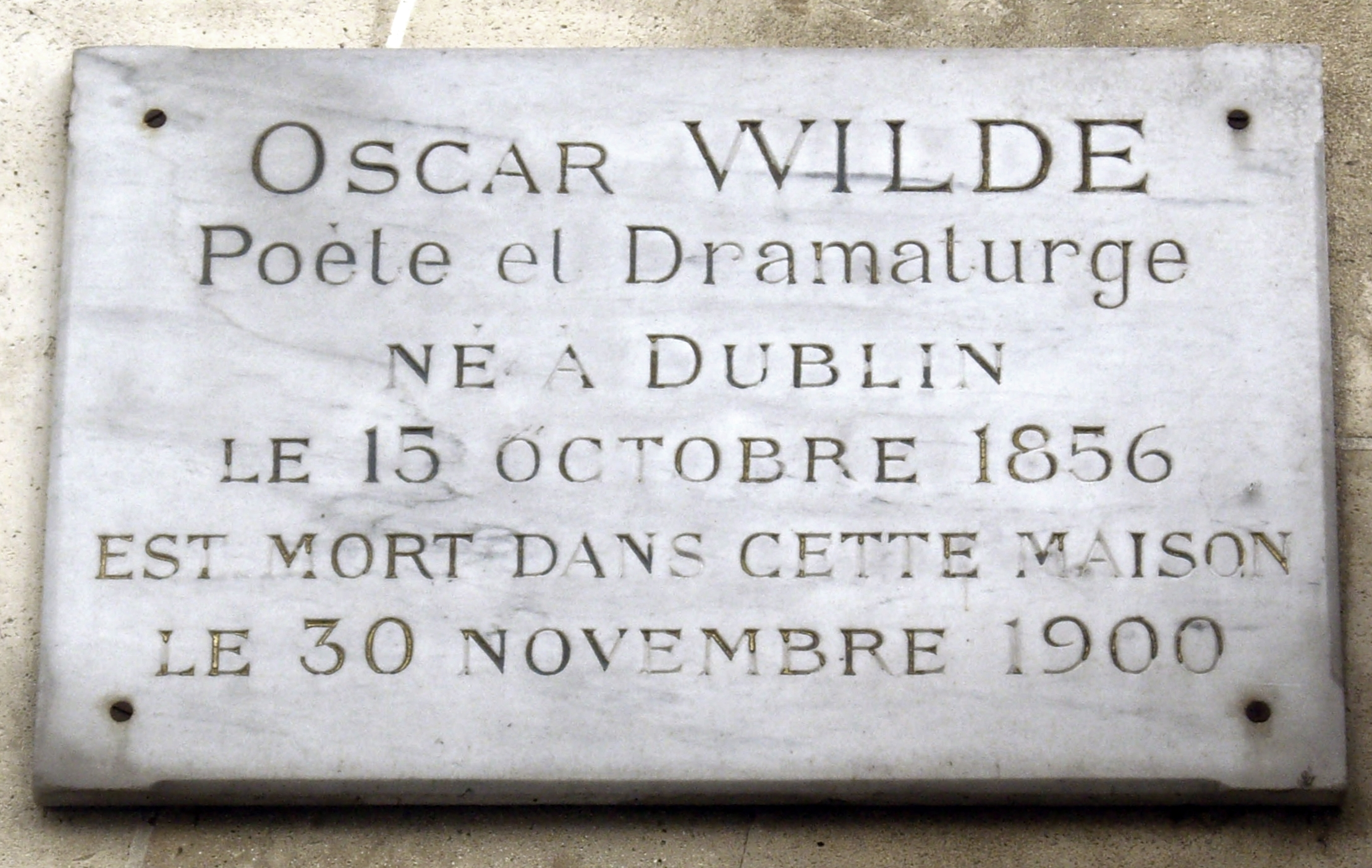
L’Hôtelのオスカー・ワイルドのプラーク
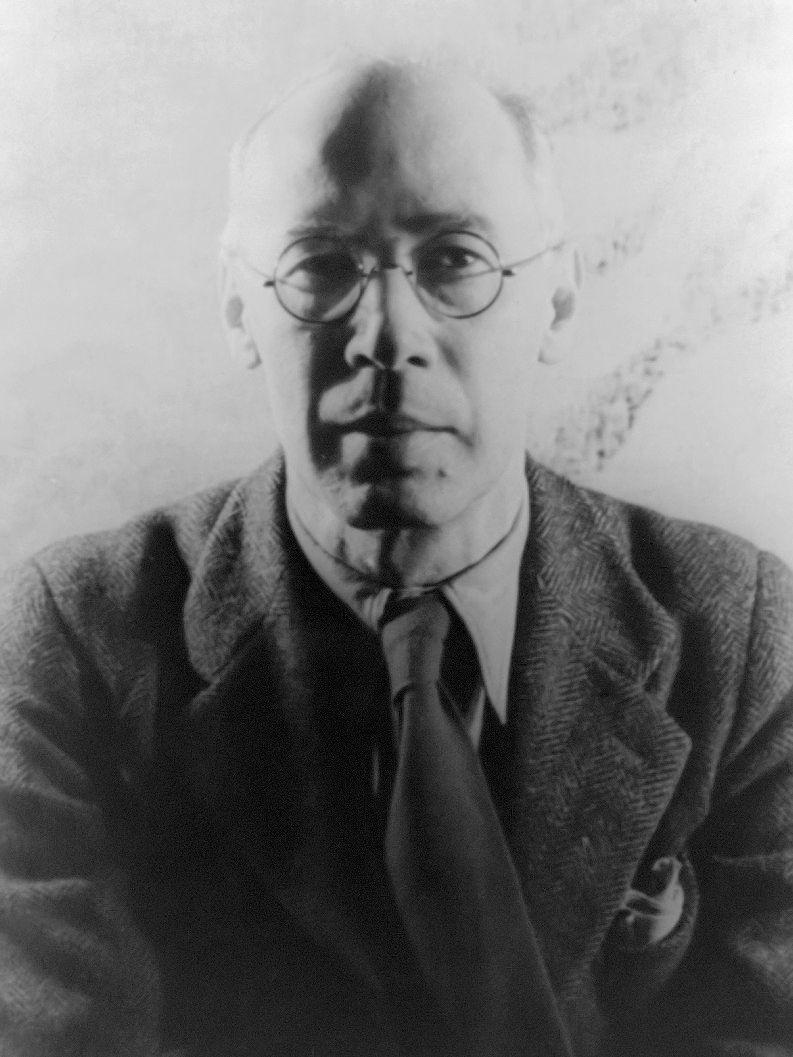
ヘンリー・ミラー, 1940年
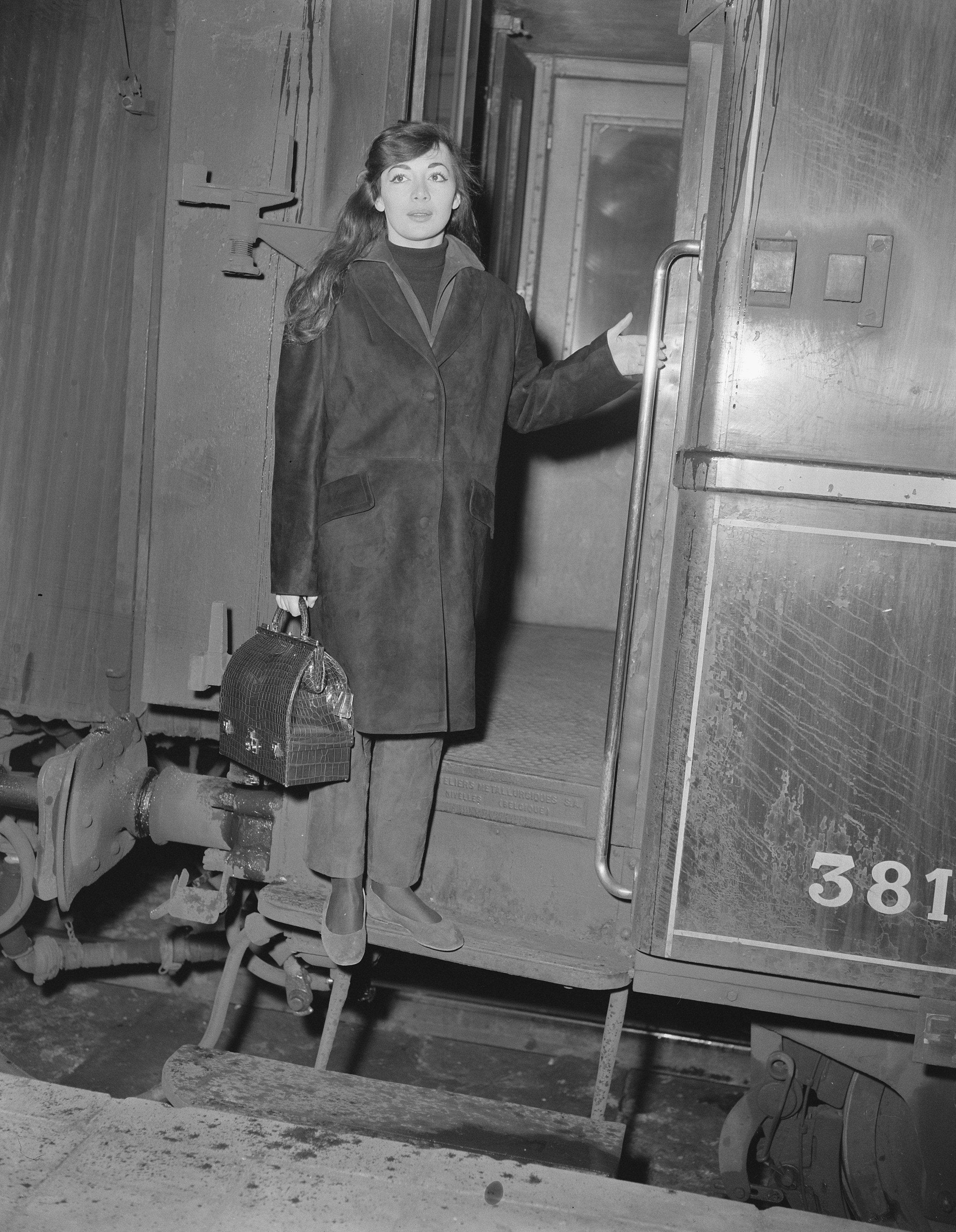
ジュリエット・グレコ, 1956年3月7日
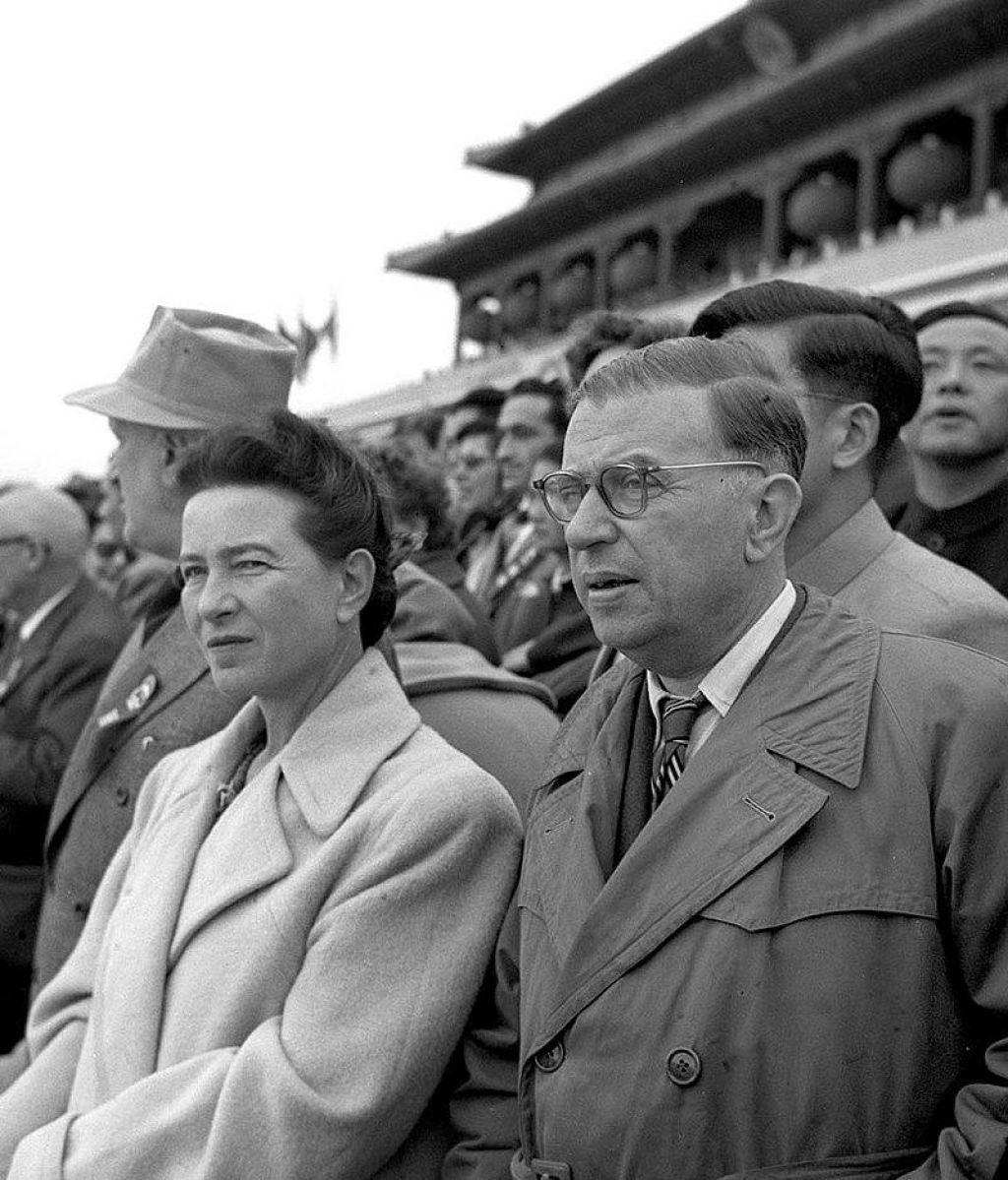
ジャン＝ポール・サルトルとシモーヌ・ド・ボーヴォワール, 1955年, 北京

## 著名な居住者

### 王族・貴族・軍人
- マリー・ド・メディシス（ブルボン朝創始者アンリ4世の2番目の王妃、ルイ13世の母） - リュクサンブール宮殿に居住。
- アンリ2世（第3代コンデ公） - アンリ2世から歴代コンデ公（1612-1770年）が Hôtel de Condéに居住していた。
- マルグリット・ド・ロレーヌ（ルイ13世の弟オルレアン公ガストンの2番目の妃） - 夫の死後、ブロワ城からリュクサンブール宮殿に移り住んだ。
- ルイーズ・ド・ラ・ヴァリエール（のちのルイ14世の公妾） - 当時はマルグリット・ド・ロレーヌ女官だった母と共にブロワ城からリュクサンブール宮殿に付き従い移り住んだ。
- モンテスパン侯爵夫人（ルイ14世の公妾） - 結婚後の1663年以降から公妾になる間、旧タラヌ通り（フランス語版）に居住。
- モンパンシエ公爵夫人（ルイ13世の弟オルレアン公ガストンと最初の妃モンパンシエ公爵夫人マリーとの娘） - あるいはモンパンシエ女公。アンリ4世とマリー・ド・メディシスの孫。晩年リュクサンブール宮殿に居住。
- ヘンリエッタ・マリア・オブ・フランス（ブルボン朝始祖アンリ4世娘、かつイギリス王チャールズ1世王妃）
  - 清教徒革命（イギリス革命）最中、サン＝ジェルマン＝アン＝レー城に身を寄せ王党派を糾合、またシャイヨ修道院 (Couvent des Visitandines de Chaillot) を建造し、1651年から10年ほど当修道院に居住した。1665年からバズィニエール館 (後のシメイ館, Hôtel de Chimay, 1883年からボザール校舎) に居住。
- マリア・アンナ・マンチーニ（ゴドフロワ＝モーリス・ド・ラ・トゥール・ドーヴェルニュ (Godefroy-Maurice de La Tour d'Auvergne)の妻、マザリネット） - 1681-1714年の間、バズィニエール館（後のシメイ館）に居住。
- シャルル・ゴドフロワ・ド・ラ・トゥール・ドーヴェルニュ - 1741年以降、バズィニエール館（後のシメイ館）に居住。
- メルキオール・ド・ポリニャック（フランス語版）（1661-1741、枢機卿、ルイ14世・ルイ15世期の外交官）
  - ポリニャック家。1712年以降、ローマ教皇クレメンス11世より助祭枢機卿に任命され、後年司教枢機卿にまでなるが、メーヌ公爵夫人による幼君ルイ15世摂政の地位に関わるクーデター計画事件で、後継摂政となる約束で関与して実質失脚した。現在のボナパルト通り80-88番地のポリニャック館で居住死去。
- ステファニー・タシェル・ド・ラ・パジュリー （Stéphanie Tascher de La Pagerie (1788 - 1832)、ジョゼフィーヌの従姉妹） - 1808年2月、7代目アーレンベルク公爵プロスペール＝ルイ (Prosper-Louis d'Arenberg (1785 - 1861)) と結婚後、ナポレオンよりバズイニエール館（後のシメイ館）を与えられ居住。
- ジョゼフ・ド・リケ・ド・カラマン＝シメイ（フランス語版）（17代目シメイ公爵） - 1852年バズイニエール館（シメイ館）を購入し居住。
- モーリス・ド・サックス（フランス大元帥） - 1744-1747年の間、マラケ河岸（フランス語版）3番地に居住。
- プロヴァンス伯（ルイ16世の弟、復古王政期にルイ18世に即位） - リュクサンブール宮殿に居住。

### 政治
- オランプ・ド・グージュ（フェミニスト、政治活動家） - フランス革命の恐怖政治期にギロチン刑に処された。セルヴァンドニ通り（フランス語版） 18番地に居住。当通りにプラークが掲げられている。また、サントノレ通り界隈にも居住した。
- マクシミリアン・ロベスピエール（政治家・仏革命指導者） - フランス革命期に恐怖政治体制を敷き、1790年から1794年にギロチン刑に処されるまでボナパルト通り（フランス語版）88番地に断続的に居住。その他サントノレ通りの下宿先に居住した。
- ジャン＝ポール・マラー（政治家・仏革命指導者、医師） - エコール＝ド＝メドゥシーヌ通り（フランス語版） 20番地に居住滞在していた折、"暗殺の天使"ことシャルロット・コルデーに刺殺された。
- ポール・バラス（貴族、政治家） - 総裁政府総裁の筆頭時、リュクサンブール宮殿に居住
- ルイーズ・ミシェル（無政府主義者）- ジャコブ通り（フランス語版）2番地に居住
- ヴィリ・ミュンツェンベルク（ドイツ人共産主義者） - モンパルナス大通り83番地に居住
- アンリ・モルダック（フランス語版）（政治家、ジョルジュ・クレマンソー内閣国防大臣） - ラスパイユ大通り (Boulevard Raspail) 95番地に居住
- フランソワ・ミッテラン（政治家、フランス大統領） - パリ大学で学ぶ際、上京しヴォージラール通り（フランス語版）104番地の教会学生寮に居住
- エドアール・バラデュール（政治家、フランス首相） - 若年期、ヴォージラール通り104番地の教会学生寮に居住
- アンドレ・ベタンクール（フランス語版）（政治家）
  - 若年期、ヴォージラール通り104番地の教会学生寮に居住。妻は7区出身のロレアル創業者娘リリアンヌ・ベタンクール、娘はフランソワーズ・ベタンクール・メイヤー（フランス語版）。ベタンクール死後、1470億円相当の財産を年下男に貢いだ母リリアンヌと娘フランソワーズとの法廷闘争は、当時のニコラ・サルコジ大統領らへの政界贈収賄汚職騒動にまで発展した。
- シモーヌ・ヴェイユ（政治家） - シモーヌ・ヴェイユ (哲学者)とは別人。ナチスドイツの強制収容所から解放後の戦後、サン＝アンドレ＝デ＝ザール広場 (Place Saint-André-des-Arts) 界隈に居住し、そのキャリアを始めた。その後7区ヴォバン広場に居住
- ピエール・ド・ベヌヴィル（フランス語版）（政治家、レジスタンス・自由フランス軍人） - 若年期、ヴォージラール通り104番地の教会学生寮に居住
- リオネル・ジョスパン（政治家、フランス首相）

### 財界
- マックス・グアズィニ（フランス語版）（実業家） - マルチメディアのNRJ Group創業者。ヴォージラール通り（フランス語版）104番地の教会学生寮に居住。

### 学者
- ドニ・ディドロ（哲学者、啓蒙思想家、百科全書派） - 1754-1784年の間、旧タラヌ通り（フランス語版）界隈建物の4階5階に居住。
- ヴォルテール（哲学者、啓蒙思想家、百科全書派） - ボナパルト通り界隈に居住
- ピエール＝シモン・ド・ラプラス（数学者） - グラン＝オーギュスタン(河岸)通りのフェドゥ・ド・モントロン館 (Hôtel Feydeau de Montholon) に居住
- ニコラ・ド・コンドルセ（社会学者、哲学者、数学者） - フランス革命期の1793年7月8日の議会による逮捕命令後、セルヴァンドニ通り（フランス語版） 21番地に隠遁してるのを見つかる。のち自死
- オーギュスト・コント（総合科学者、社会学者、哲学者、数学者） - モンペリエ出身。1818-22年の間、ボナパルト通り36番地に居住
- ジャン＝マルタン・シャルコー（神経医学者、パーキンソン病の名付け親） - 9区フォーブール＝ポワソニエール通り (Rue du Faubourg-Poissonnière) 1番地生まれ、ブルー通り (rue Bleue) 27番地育ち。医学アカデミー会員になり、1871年のシメイ館 (Hôtel de Chimay, 1883年からボザール校舎) に居住
- ジャン＝ポール・サルトル - 1943年からボーヴォワールとルイジアンヌ館 (fr) に居住し、1945-62年にかけボナパルト通り42番地に母と居住
- ジョルジュ・デュメジル
- ロラン・バルト（哲学者） - セルヴァンドニ通り（フランス語版） 11番地に亡くなるまで居住
- ジュリア・クリステヴァ
- ブルーノ・ラトゥール
- アルフレッド・マチュー・ジアール（動物学者） - スタニスラス通り (Rue Stanislas) 10番地に居住
- エドアール・ブランリー（物理学者、ラジオコンダクタの基本発明者） - 青年期はヴォージラール通り（フランス語版）74番地の教会学生寮に居住。1940年3月、サン＝ジェルマン大通り87番地で居住死去
- ジャン・ギトン（フランス語版）（哲学者） - ヴォージラール通り104番地の教会学生寮に居住

### 文化

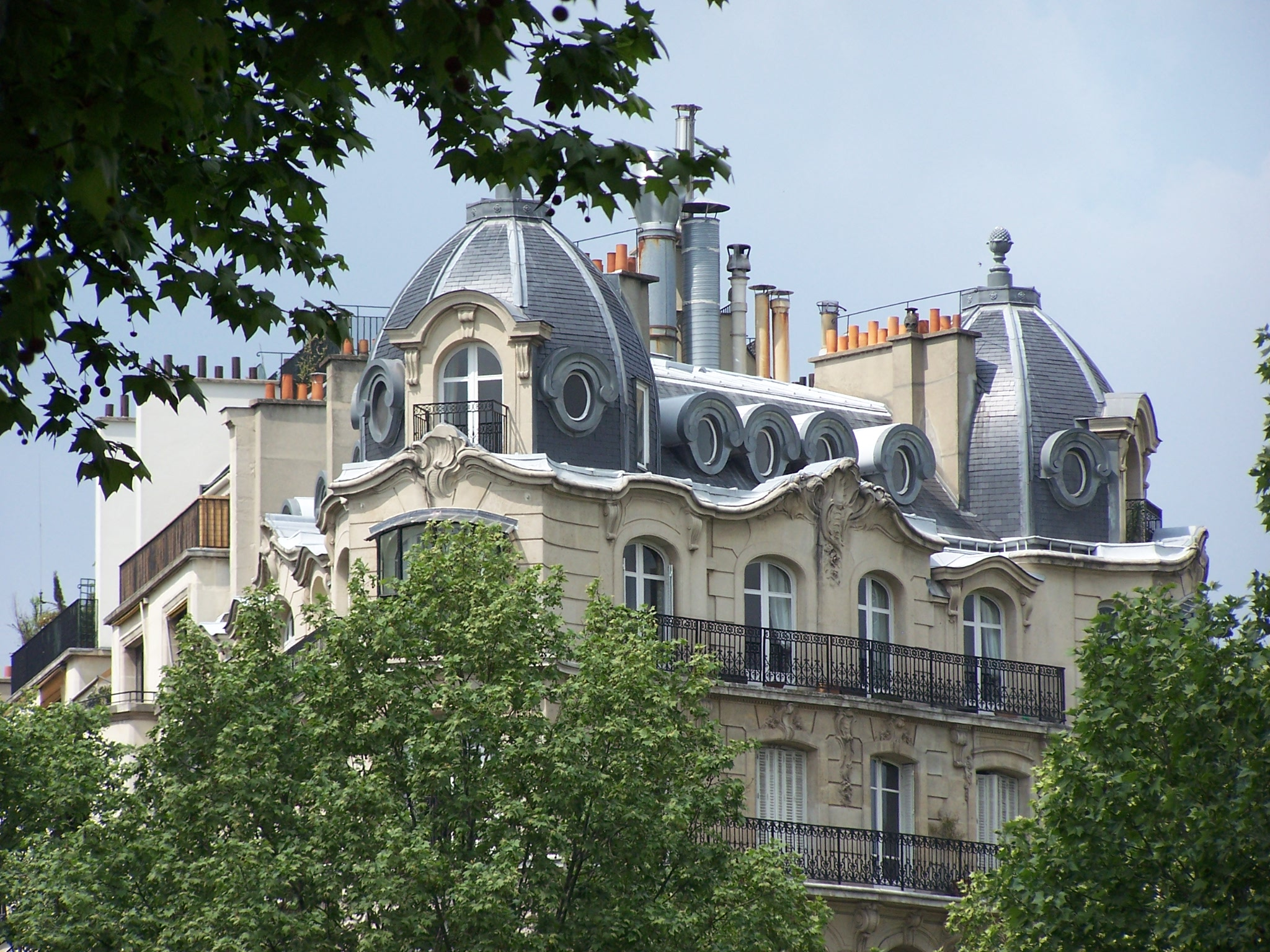
リュクサンブール庭園南側オプセルヴァトワール大通りとの交差地点、モンパルナス大通り171番地にあるブラッスリー「クロズリー・デ・リラ」が入る建物トップ。ヘミングウェイも同建物に居住していた。
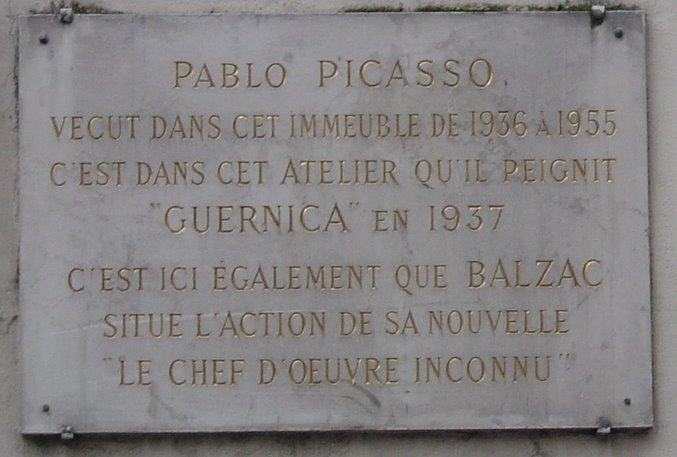
ピカソが『ゲルニカ』を描いたグラン＝ゾーギュスタン河岸通りのアトリエ兼居住地のプラーク。また、バルザックが『知られざる傑作』を書いた地になる。
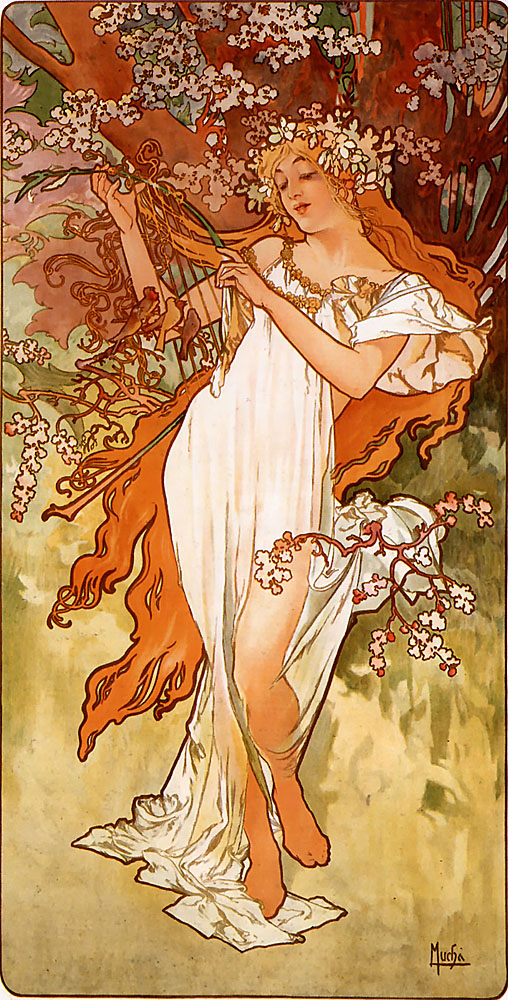
ミュシャ作『春』 1896
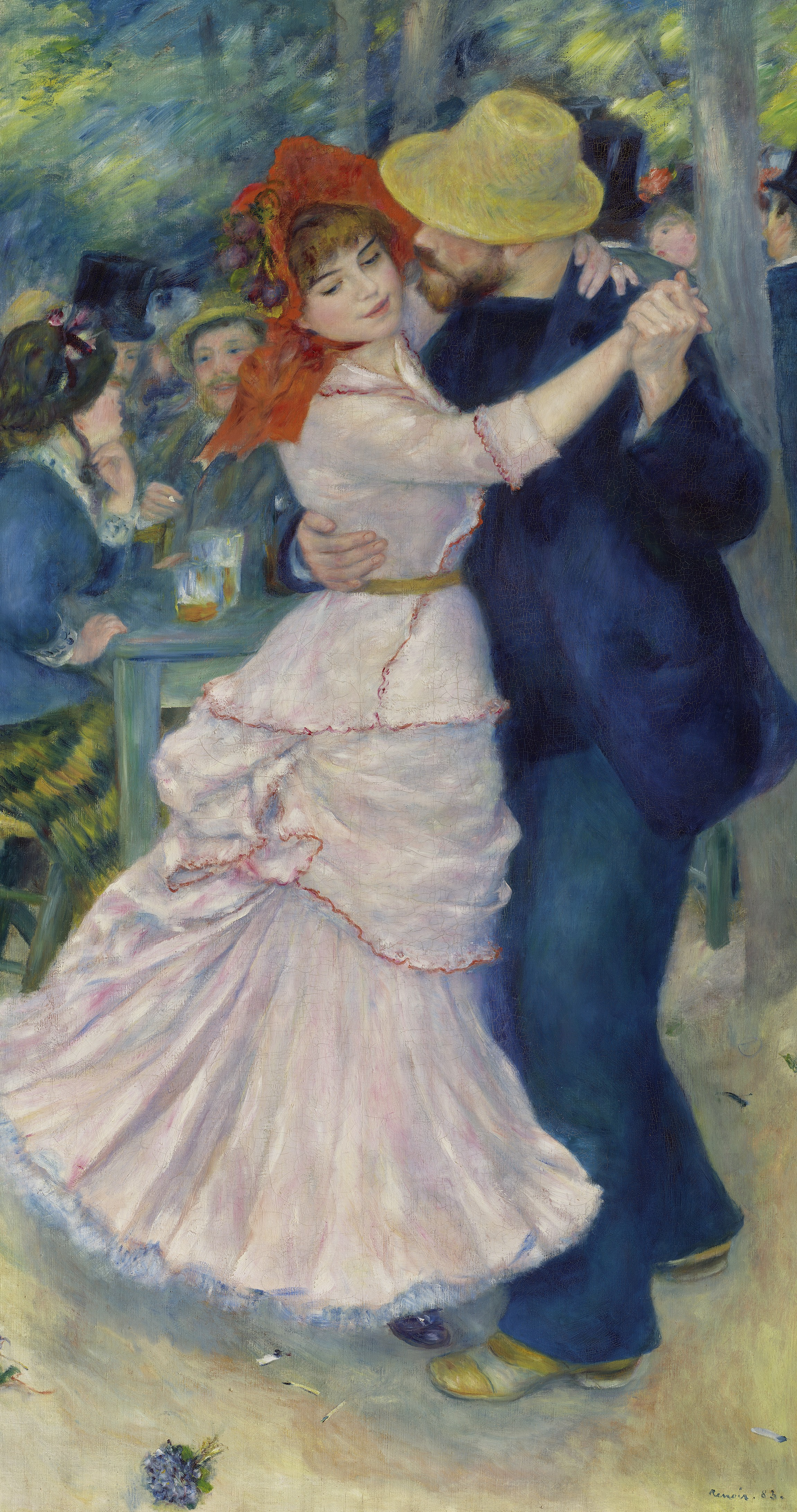
ルノワール作『ブージヴァルのダンス』, 1883
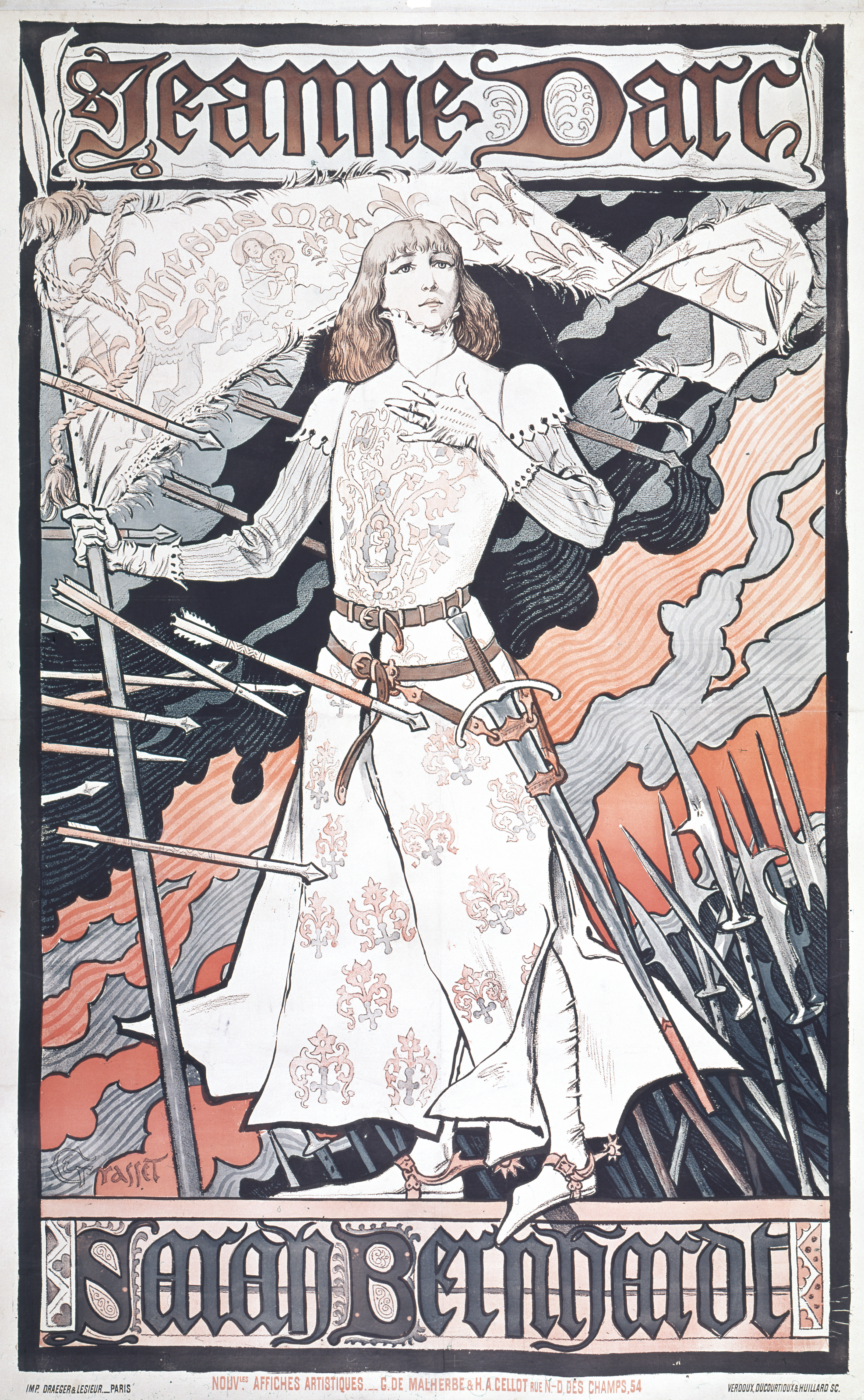
ウジェーヌ・グラッセのジャンヌ・ダルク役サラ・ベルナールの劇場ポスター
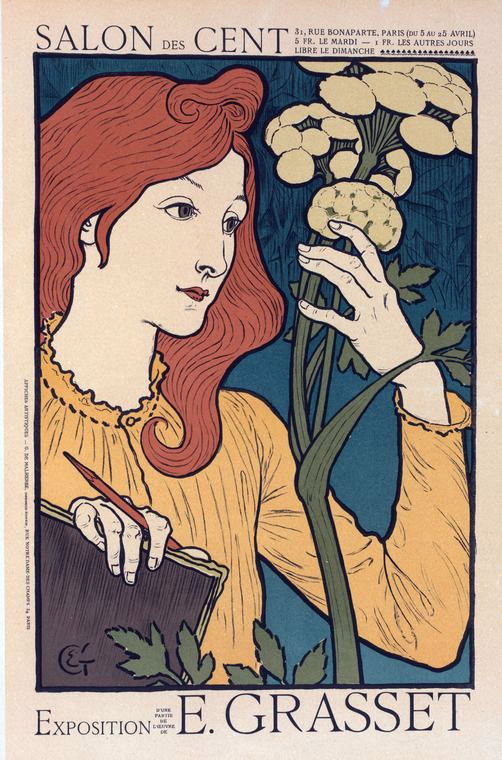
ウジェーヌ・グラッセのアール・ヌーヴォー作品展示会ポスター, 1898年 : ボナパルト通り31番地「サロン・デ・サン」(Affiche d'exposition art nouveau d'Eugène Grasset, 1898 : Salon des Cent, 31 rue Bonaparte, Paris )
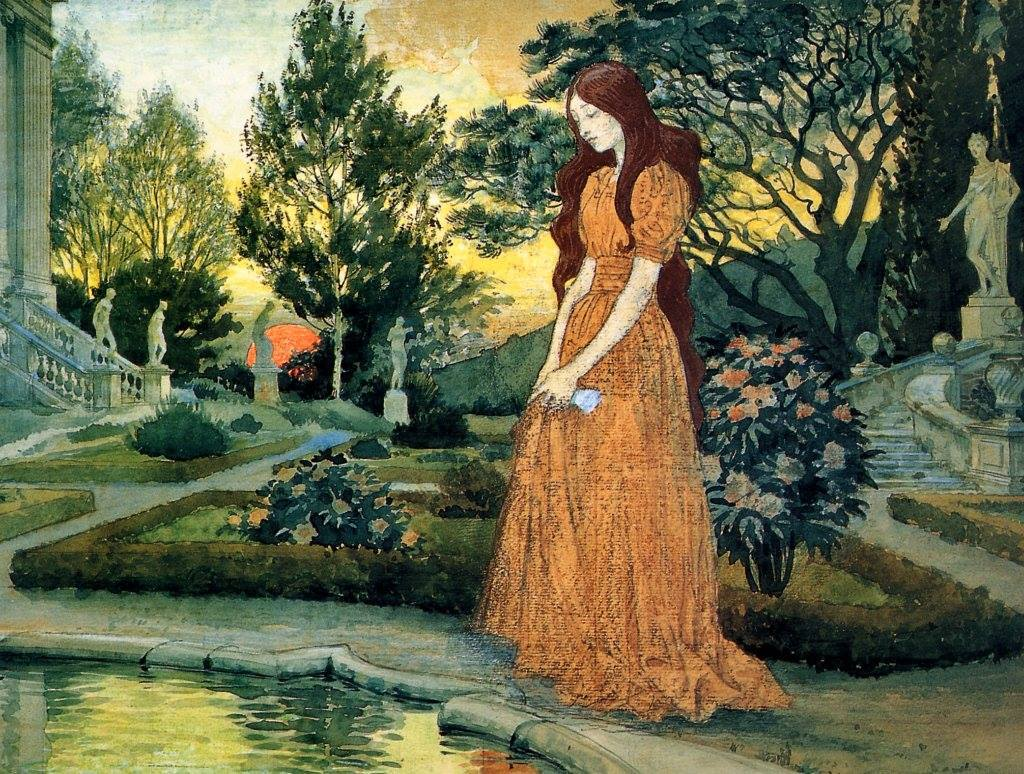
ウジェーヌ・グラッセ作『庭園のうら若き乙女』

- ウジェーヌ・ドラクロワ（画家、ロマン主義の代表的人物）
  - 9区ノートルダム・ド・ロレット通り（Rue Notre-Dame-de-Lorette）で1844-1857年を過ごし、1857年から1863年に亡くなるまで6区フルスタンベール通り（Rue de Furstemberg）6番地に居住した。居宅は現在ウジェーヌ・ドラクロワ美術館になっている。1857年から亡くなる1863年まで、サン＝シュルピス教会の礼拝堂の一つを装飾する仕事のために同教会の近くにある当地に居住した[14]。1866年までドラクロワの部屋の上階でバジールとモネがアトリエを共有し、バジールは『フルスタンベール通りのアトリエ (fr) 』（1865年）を描いた。1879-90年、画家ディオジェーヌ・マイヤールが同6番地に居住した。
一時建物を取り壊し駐車場にする計画もあったが、ドラクロワ崇拝者の画家ポール・シニャックが保存に動き、今日のドラクロワ美術館になっている[14]。
- ピエール＝オーギュスト・ルノワール（画家、印象派）
  - 6区内では、ヴィスコンティ通り (Rue Visconti)、ノートルダム＝デ＝シャン通り (Rue Notre-Dame-des-Champs) にアトリエ兼居住。1868年以降、17区ラ・コンダミンヌ通り (Rue La Condamine) 9番地に移り、友人フレデリック・バジール、エドゥアール・マネらと共に"バティニョール派 (印象派)"と呼ばれた。1873年以降は、9区サン＝ジョルジュ通り (Rue Saint-Georges)に。1875年から1877年まで、18区コルトー通り12番地 (Rue Cortot, 1960年にモンマルトル美術館設立) に居住。
- リヒャルト・ワーグナー（作曲家） - ジャコブ通り（フランス語版）14番地に1年ほど居住
- マドレーヌ・カスタン（フランス語版）（インテリア・デコレーター）
- ジョルジュ・サンド（女流作家、貴族）
  - マラケ河岸（フランス語版）29番地に1832-1836年の間に居住。1838年、フレデリック・ショパンとのマヨルカ島への逃避行から始まり、アンドル県シャトールー近郊ノアン、1839年から9区ピガル通り (rue Pigalle) 16番地のサンドの家で同棲。ヴァカンスの時期はノアンで過ごした。1842年から9区スクワール・ドルレアン (Square d'Orléans) の隣同士の番地建物で暮らした。
- ヴィクトル・ユーゴー（作家） - 1824-1827年の間、ヴォージラール通り（フランス語版）88番地に居住。1824年に娘レオポルディヌが出生。その後4区ヴォージュ広場等の他、最期は愛人ジュリエット・ドルエと16区ヴィクトル＝ユーゴー大通りリュジニャン公妃館に居住
- フランソワ・ジェラール（画家） - ボナパルト通り（フランス語版）34番地に居住
- ジャン＝レオン・ジェローム（画家） - フルリュース通り（フランス語版）27番地に居住。
- パブロ・ピカソ（画家） - モンマルトルからモンパルナス、モンルージュ、パリ8区ボエシー通りを経て、1936年からグラン＝ゾーギュスタン(河岸)通り (Quai des Grands-Augustins) 7番地に、20年間ほどアトリエ兼居住[15]
- ジャン・ラシーヌ（17世紀古典主義劇作家） - グラン＝ゾーギュスタン(河岸)通り17番地に居住
- アルベール・マルケ（画家、フォービズム、ポスト印象派） - グラン＝ゾーギュスタン(河岸)通り25番地にアトリエがあった。
- ポール・ゴーギャン（画家） - モンパルナスのグランド＝ショミエール通り（フランス語版） 8番地にアトリエ兼居住
- アメデオ・モディリアニ（画家） - 1917年からその死の1920年までジャンヌ・エビュテルヌと上記グランド＝ショミエール通り8番地にアトリエ兼居住
- アルフォンス・ミュシャ（画家） - 1890年代グランド＝ショミエール通り13番地に、さらに近隣5区 ヴァル＝ド＝グラース通り（フランス語版） 6番地にアトリエ兼居住
- マルグリット・デュラス（作家、脚本家）
- ナンシー・キュナード（フランス語版、英語版）（英女性詩人、前衛芸術家、反差別政治運動家）
  - 英船舶会社キュナード・ライン相続人の英上流階級 (en) の出。ベル・エポック後の狂騒の20年代におけるルイ・アラゴンやトリスタン・ツァラ、下記エズラ・パウンドら各著名詩人のミューズ。1920年代、サン＝ルイ島ル・ルグラティエ通り (Rue Le Regrattier)に居住し[16]、1930-34年、6区ゲネゴ通り (Rue Guénégaud) 15番地で出版社アワーズ・プレス（Hours Press）を経営した[17]。
- ミナ・ロイ（フランス語版、英語版）（英女性詩人、前衛芸術家、ボヘミアン） - ミュンヘン、パリモンパルナス、フィレンツェ、ニューヨークに居住した。1921-1936年の間、サン＝ロマン通り (Rue Saint-Romain) 9番地に居住
- エズラ・パウンド（英前衛芸術詩人、批評家、作曲家） - 1921-1924年の間、ノートルダム＝デ＝シャン通り (Rue Notre-Dame-des-Champs) 70bisに居住[18]
- アレクサンドル・チェレプニン（ピアニスト、作曲家） - フルスタンベール通り（Rue de Furstemberg）2番地に居住。プラークが掲げられている
- ジャン・アヌイ（作家、劇作家） - フルスタンベール通り8番地に1914年から居住
- ホルヘ・ルイス・ボルヘス（作家） - ボザール通り（フランス語版）13番地に居住
- ガートルード・スタイン（米女性現代美術収集家、作家）
  - 同性パートナーのアリス・B・トクラスとフルリュース通り27番地に居住し、サロンを開いていた。死地はヌイイ＝シュル＝セーヌ。
- ナタリー・クリフォード・バーネイ（米女性作家）
  - エヴァ・パーマー・シケリアノスとパリ16区やヌイイで同居・別居を繰り広げ、ジャコブ通り（フランス語版）に居住し、ボナパルト通り（フランス語版）20番地にサロンを開いていた。アンドレ・ジード、スコット＆ゼルダ フィッツジェラルド夫妻からサミュエル・ベケット、サガンまで集った。
- スコット＆ゼルダ フィッツジェラルド夫妻（作家） - 4月〜10月の季節の間、ヴォージラール通り58番地に居住していた。
- ヘンリー・ミラー（米国の作家） - ルイジアンヌ館 (fr) やボナパルト通り24番地に居住
- ボリス・ヴィアン（作家、トランペット奏者） - ルイジアンヌ館に居住
- アイリーン・グレイ（プロダクトデザイナー） - ボナパルト通り21番地に居住
- レオン・デシャン（フランス語版）（出版・編集者）- ボナパルト通り31番地に「サロン・デ・サン」を開いていた。
- ジョルジュ・ウォランスキ（漫画家、風刺画家）- ボナパルト通り34番地に居住
- フランシス・プーランク（作曲家、フランス6人組）
  - 1899年、仏内務省がある8区マドレーヌ地区ソッセ広場 (fr) 2番地生まれ。1927年、トゥレーヌ地方トゥール近郊ノワゼ (fr) に Le Grand Coteau を購入し、創作活動の場合ここに籠もり『ナゼルの夜会』などを完成。6区メディシス通り (Rue de Médicis) 5番地で居住死去。
- アンドレ・ジッド（作家、ノーベル文学賞） - メディシス通り19番地（現在のエドモン＝ロスタン広場, Place Edmond-Rostand2番地）に居住[19]
- クロード・シモン（作家、ノーベル文学賞） - ルイジアンヌ館 (fr) に居住。1965年から亡くなる2005年までは5区モンジュ広場 (Place Monge) 3番地に居住[20]。
- アルベール・カミュ（作家、ノーベル文学賞） - 同上ルイジアンヌ館に居住
- アントワーヌ・ド・サン＝テグジュペリ（作家、操縦士） - 同上ルイジアンヌ館に居住
- フランソワ・モーリアック（作家、ノーベル文学賞） - ヴォージラール通り（フランス語版）104番地の教会学生寮に居住
- クロード・ロイ（フランス語版）（詩人、エッセイスト、ゴンクール賞受賞者） - 同上
- テオドール・ド・バンヴィル（詩人、批評家） - レペロン通り (Rue de l'Éperon) 10番地に居住し亡くなる。当建物にプラークが掲げられている。
- クヌート・ハムスン（ノルウェーの小説家、ノーベル文学賞） - 1893-1895年の間、ヴォージラール通り（フランス語版）8番地に仕事で居住
- ウィリアム・フォークナー（米国の小説家、ノーベル文学賞） - 1925年秋、セルヴァンドニ通り（フランス語版） 26番地居住。当通りにプラークが掲げられている。
- ポール・アルザン（フランス語版）（工業デザイナー） - ヴォージラール通り89番地に居住
- ジャン・デュビュッフェ（画家、アンフォルメルの先駆者） - ヴォージラール通り114番地に居住
- ヴィーコ（画家） - ジャコブ通り（フランス語版）6番地に居住

モンパルナス大通り (Boulevard du Montparnasse) 居住者
- レオン＝ポール・ファルグ（詩人） - 1935-1947年の亡くなるまでの間、1番地に居住
- ジェルメーヌ・セイエ（フランス語版、英語版）（ジェルメーヌ・セリエ, 調香師） - ボルドー生まれ。第二次世界大戦後、23番地にテニス選手クリスチャン・ブーシュ(Christian Boussus) と居住。それ以前は、7区リール通り19番地に画家でレジスタンス活動家ジャン・オベルレ (Jean Oberlé) と居住していた。ブーシュとはモンパルナスから後1955年以降8区ボカドー通り8番地に居住
- ポール・ランソン（画家、ナビ派、ポスト印象派） - 25番地に居住
- デイヴィッド・ハミルトン（英国人写真家） - 41番地に居住し2016年に亡くなる
- カロリュス＝デュラン（画家） - 81番地にアトリエがあり、学んでいた3分の2は英米人だった。1874年からジョン・シンガー・サージェント(米国人画家) がアトリエで学んでいた。後に135番地にアトリエを移動。また同81番地建物内のとあるアトリエでは、1872-1877年の間オディロン・ルドンが働いていた。
- ニコラ・ド・スタール（ロシア人画家） - 83番地に居住
- ヨハン・ヨンキント（版画家、画家、印象主義の先駆者） 1846年に127番地に居住し、同地にプラークあり
- ポール・クローデル（外交官、作家）、カミーユ・クローデル（女流彫刻家）姉弟 - 1882-1886年の間、135番地bisに居住
- アーネスト・ヘミングウェイ（作家）＆ハドリー・リチャードソン夫妻（元夫妻） - リュクサンブール庭園南隣接グラン・エクスプロラトゥール庭園 (Jardin des Grands-Explorateurs Marco-Polo et Cavelier-de-la-Salle) 付近、オプセルヴァトワール大通りとの交差点界隈171番地にあるブラッスリー「クロズリー・デ・リラ」と同建物に居住

### 芸能
- ジェラール・フィリップ（男優）
- ジュリエット・グレコ（シャンソン歌手、女優） - ゲシュタポにより収容されたフレンヌ監獄から早期釈放後、サンジェルマン・デ・プレのセルヴァンドニ通り（フランス語版） 18-20番地に、1946年からはベルナール・クアンタン (fr) と7番地に居住。18-20番地はかつてオランプ・ド・グージュが居住した地。次いで、サルトルによりルイジアンヌ館 (fr) に居住。
- マイルス・デイヴィス（米トランペット奏者） - 同上ルイジアンヌ館に居住し、グレコと近しい関係になる。
- カトリーヌ・ドヌーヴ（女優） - ボナパルト通りや16区ラ・ミュエット界隈イムーブル・ワルテール等に居住
- ロミー・シュナイダー（女優） - ボナパルト通り34番地、7区バルベ＝ド＝ジュイ通り（フランス語版） 11番地に居住し亡くなった。
- アラン・ドロン（男優）
  - デビュー前、モンマルトル界隈で仕事を転々ブラブラしていたが、のちブリジット・オベール（フランス語版）とサンジェルマン・デ・プレに身を置き、ジャン＝クロード・ブリアリとも知り合う。大成してから後は、ロミー・シュナイダーと16区プレジダン＝ケネディ通り沿い等に居住
- フィリップ・リゾリ（テレビ番組パーソナリティ）

### スポーツ
- エレーヌ・ブーシェ（パイロット） - レンヌ通り（フランス語版）169番地に居住

### その他
- ヴァンサン・ド・ポール（カトリック司祭） - 1610-1612年の間、セーヌ通り（フランス語版）1番地ないし奇数地界隈に居住。1633年、現在の10区に中世の時代からあり、らい病を患った人たちの療養収容施設だった"サン＝ラザールの囲い地 (Enclos Saint-Lazare)"に、1633年、ルイーズ・ド・マリヤックと共に聖ビンセンシオ・ア・パウロの愛徳姉妹会を設けた。
- 栗本鋤雲 - 徳川昭武随行幕府派遣公使として幕末の慶応3年9月（1867年）から9か月間滞仏した際、滞在途中で幕府が倒れた報を聞き、16区の邸宅から経費節約のためジャコブ通りに居を移した[21]。

## ゆかりの人物

### 政治
- レオン・ガンベッタ（政治家） - 弁護士になり「カルチエ・ラタン」ないし6区の「Café Voltaire」に集っていた。
- ルイーズ・ワイス（ジャーナリスト、フェミニスト、欧州議会議員） - 6区コンデ通りにあった私立コレージュ・セヴィニエ (fr) と16区公立リセ・モリエール (fr) に通った。

### 文化
- オスカー・ワイルド（作家） - ボザール通り（フランス語版）13番地で死去
- J・H・ロニー兄（作家、SFの創始者） レンヌ通り（フランス語版）47番地で死去
- アーネスト・ヘミングウェイ（作家） - ボナパルト通り（フランス語版）30番地の「Café Pré aux Clercs」に出没していた。
- ジャン・コクトー（芸術家） - 「Café de Flore」に集っていた。
- パブロ・ピカソ（画家） - 同上
- サルバドール・ダリ（画家）- 同上
- エドモン・ロスタン（劇作家） - 『シラノ・ド・ベルジュラック』の作者。マルセイユから上京し、リセ課程を6区内の私立スタニスラス校に通っていた。

### 芸能
- コラ・ヴォケール（シャンソン歌手） - 『枯葉』などをヒットさせ、"サンジェルマン＝デプレの白い貴婦人"の異名を持つ。
- シャルロット・カシラギ（モデル、モナコ大公家の人物） - エコール・ノルマル・シューペリウールを目指し、フォンテーヌブローのリセ・フランソワ＝クープラン (Lycée François-Couperin) 卒業後カルチェ・ラタンのリセ・フェヌロン (fr) のCPGEに入学したが果たせず、パリ第4大学卒業[22]。

## 6区を舞台にした作品

### 小説・詩
- ダン・ブラウン 『ダ・ヴィンチ・コード』 - The Da Vinci Code (2003年)
  - 小説では、サン＝シュルピス教会が主要な舞台となっている [23]。

### 映画
- レオス・カラックス監督 『ポンヌフの恋人』 - Les Amants du Pont-Neuf (1991年)
  - ポンヌフが映画の舞台となっている。ただし、実際の撮影はカマルグのランサルグ湖に再現された橋のセットを使って実施された [24]。